# المسجد النبوي
ٱلْمَسْجِدُ ٱلنَّبَوِيّ أو ٱلْحَرَمُ ٱلنَّبَوِيّ أو مَسْجِدُ ٱلنَّبِيّ أحد أكبر المساجد في العالم وثاني أقدس موقع في الإسلام (بعد المسجد الحرام في مكة المكرمة)، وهو المسجد الذي بناه النبي محمد في المدينة المنورة بعد هجرته سنة 1 هـ الموافق 622 بجانب بيته بعد بناء مسجد قباء. مرّ المسجد بعدّة توسعات عبر التاريخ، مروراً بعهد الخلفاء الراشدين والدولة الأموية والعباسية والعثمانية، وأخيراً في عهد الدولة السعودية حيث تمت أكبر توسعة له عام 1994. ويعتبر المسجد النبوي أول مكان في شبه الجزيرة العربية يتم فيه الإضاءة عن طريق استخدام المصابيح الكهربائية عام 1327 هـ الموافق 1909.
بعد التوسعة التي قام بها عمر بن عبد العزيز عام 91 هـ أُدخِل فيه حجرة عائشة (والمعروفة حالياً بـ «الحجرة النبوية الشريفة»، والتي تقع في الركن الجنوبي الشرقي من المسجد) والمدفون فيها النبي محمد وأبو بكر وعمر بن الخطاب، وبُنيت عليها القبة الخضراء التي تُعد من أبرز معالم المسجد النبوي. كان للمسجد دور كبير في الحياة السياسية والاجتماعية، فكان بمثابة مركزٍ اجتماعيٍّ، ومحكمة، ومدرسة دينية. ويقع المسجد في وسط المدينة المنورة، ويحيط به العديد من الفنادق والأسواق القديمة القريبة. وكثير من الناس الذين يؤدون فريضة الحج أو العمرة يقومون بزيارته، وزيارة قبر النبي محمد للسلام عليه.

## فضائل المسجد النبوي
ورد كثير من الأحاديث النبوية عند المسلمين تبيّن فضل المسجد النبوي، ومكانته عندهم، ومن ذلك:
- إنه هو المسجد المذكور في الآية: ﴿لَمَسْجِدٌ أُسِّسَ عَلَى التَّقْوَى مِنْ أَوَّلِ يَوْمٍ أَحَقُّ أَن تَقُومَ فِيهِ فِيهِ رِجَالٌ يُحِبُّونَ أَن يَتَطَهَّرُواْ وَاللّهُ يُحِبُّ الْمُطَّهِّرِينَ﴾[2] وذلك بحسب كثير من المفسرين، [3][4] ويستدلون بما رواه أبي سعيد الخدري قال: «دخلت على رسول الله صلى الله عليه وسلم في بيت بعض نسائه فقلت: يا رسول الله أي المسجدين الذي أسس على التقوى؟ قال: فأخذ كفا من حصباء فضرب به الأرض، ثم قال: هو مسجدكم هذا (يقصد مسجد المدينة)».[5]
- أنه أحد المساجد الثلاثة التي لا يجوز شدّ الرحال إلى مسجد إلا إليها، فعن أبي سعيد الخدري، عن النبي محمد قال: «لا تُشَدُّ الرحالُ إلا إلى ثلاثةِ مساجدَ: مسجدِ الحرامِ، ومسجدِ الأقصَى، ومسجدي هذا».[6]
- الصلاة فيه تعدل 1000 صلاة في غيره، فعن أبي هريرة عن النبي محمد قال: «صلاةٌ في مسجدي هذا، خيرٌ من ألفِ صلاةٍ في غيرِه من المساجدِ، إلا المسجدَ الحرامَ».[7]
- فيه جزء يُسمى بـ «الروضة المباركة»، يقول فيها النبي محمد: «ما بين بيتي ومنبري روضة من رياض الجنة، ومنبري على حوضي».[8]
- أنه خير مكان يقصده الناس، قال النبي محمد: «خيرُ ما رُكبَت إليهِ اَلرَّوَاحِل مسجدي هذا والبيت العتيق».[9]
- أن من جاءه بهدف التعلم فهو كالمجاهد في سبيل الله، قال النبي محمد: «من جاء مسجدي هذا لم يأته إلا لخير يتعلّمه أو يعلّمه فهو بمنزلة المجاهدين في سبيل الله، ومن جاء بغير ذلك فهو بمنزلة الرجل ينظر إلى متاع غيره».[10]
- أنه من صلّى فيه 40 يوماً كُتبت له النجاة من النار، رُوي عن أنس بن مالك أن النبي محمد قال: «من صَلَّى في مسجدي أربعين صلاةً لا تفوته صلاةٌ كُتِبت له براءةٌ من اَلنَّار وبراءةٌ من العذاب وبرِئ من اَلنِّفَاق».[11] ولكنه يعتبر من الأحاديث الضعيفة.[12]

## المسجد عبر التاريخ
عبر التاريخ، مرّ المسجد النبوي بتسع توسعات، هذا غير الترميمات التي حدثت كثيراً.
| التوسعة                    | تاريخ التوسعة                   | العهد                                        | الآمر/المنفذ                                  | المساحة الكلية (م2)    | نسبة الزيادة | عدد الأبواب | عدد المآذن | أخرى |
| -------------------------- | ------------------------------- | -------------------------------------------- | --------------------------------------------- | ---------------------- | ------------ | ----------- | ---------- | --- |
| أول بناء للمسجد            | 1 هـ 622م                       | النبوي                                       | النبي محمد                                    | 1,050                  | -            | 3           | -          | أول بناء |
| التوسعة الأولى             | 7 هـ 628م                       | النبوي                                       | النبي محمد                                    | 2,475                  | 136%         | 3           | -          | تمت بعد غزوة خيبر |
| التوسعة الثانية            | 17 هـ 638م                      | الخلفاء الراشدون                             | عمر بن الخطاب                                 | 3,575                  | 44.4%        | 6           | -          | بنى "البطيحاء" خارج المسجد |
| التوسعة الثالثة            | 29 هـ - 30 هـ 649م - 650م       | الخلفاء الراشدون                             | عثمان بن عفان                                 | 4,071                  | 13.9%        | 6           | -          | انتهت التوسعة الجنوبية عند توسعته |
| التوسعة الرابعة            | 88 هـ - 91 هـ 707م - 710م       | الدولة الأموية                               | عمر بن عبد العزيز بأمر من الوليد بن عبد الملك | 6,440                  | 58.2%        | 20          | 4          | أُدخلت الحجرات النبوية في المسجد استحداث المآذن لأول مرة استحداث المحراب المجوّف لأول مرة                                                        |
| التوسعة الخامسة            | 161 هـ - 165 هـ 779م - 782م     | الدولة العباسية                              | أبو عبد الله المهدي                           | 8,890                  | 38%          | 24          | 3          | -تركزت التوسعة على الجهة الشمالية للمسجد، واستمر البناء فيها حتى عام 165هـ، وكان مقدار الزيادة: 2450م2، وأصبحت المساحة الكلية للمسجد: 8890 م2. |
| ترميمات وإصلاحات           | 654 هـ 1275م                    | نهاية الدولة العباسية بداية الدولة المملوكية | بدأها المستعصم بالله أكملها الظاهر بيبرس      | 8,890                  | 0%           | 24          | 3          | تمت بعد الحريق الأول للمسجد |
| ترميمات وإصلاحات           | 881 هـ 1476م                    | الدولة المملوكية                             | قايتباي                                       | 8,890                  | 0%           | 24          | 3          | - |
| التوسعة السادسة            | 886 هـ - 888 هـ 1481م - 1483م   | الدولة المملوكية                             | قايتباي                                       | 9,010                  | 1.3%         | 4           | 4          | تمت بعد الحريق الثاني للمسجد |
| ترميمات وإصلاحات           | 947 هـ 1540م                    | الدولة العثمانية                             | سليمان القانوني                               | 9,010                  | 0%           | 4           | 4          | - |
| التوسعة السابعة (المجيدية) | 1265 هـ - 1277 هـ 1849م - 1860م | الدولة العثمانية                             | عبد المجيد الأول                              | 10,303                 | 14.4%        | 5           | 5          | العمارة الرئيسية في عهد العثمانيين |
| التوسعة الثامنة            | 1372 هـ - 1375 هـ 1952م - 1955م | السعودية                                     | عبد العزيز آل سعود                            | 16,327                 | 58.5%        | 10          | 4          | تكلفته بلغت 50 مليون ريال |
| التوسعة التاسعة            | 1406 هـ - 1414 هـ 1985م - 1994م | السعودية                                     | فهد بن عبد العزيز آل سعود                     | 98,327 و 235,000 ساحات | 502%         | 41          | 10         | أكبر توسعة |

### في عهد النبي محمد

نموذج للمسجد النبوي والحجرات في عهد النبي محمد، والقبلة يومئذٍ إلى بيت المقدس

نموذج للمسجد النبوي والحجرات في عهد النبي محمد، بعدما صارت قبلتهم إلى الكعبة

كان المسلمون الأوائل من الأنصار قبل الهجرة النبوية يجتمعون ويصلّون في موضع في وسط المدينة المنورة (واسمها يومئذٍ «يثرب»)، حيث كان مصعب بن عمير (المبعوث من النبي محمد في مكة) يصلّي بهم ويعلمهم القرآن أيضاً، ومن قبله كان أسعد بن زرارة يصلي بهم،  وكانت الأرض التي يصلّون عليها مربادًا (موقف الإبل ومحبسها) لغلامين يتيمين هما سهل وسهيل ابنا عمرو وكأنا في حِجرِ أسعد بن زرارة.
وفي الهجرة النبوية، عندما قدم النبي محمد المدينة المنورة، بركت ناقته في ذلك الموضع الذي كان الأنصار يصلّون فيه، وقال: «هذا المنزل إن شاء الله»، فدعا الغلامين فساومهما بالمربد ليتخذه مسجداً، فقالا: «بل نهبه لك يا رسول الله»، فأبى أن يقبله هبة حتى ابتاعه منهما، ودفع ثمنها أبو بكر. فأسّس النبي محمد المسجد في شهر ربيع الأول سنة 1 هـ الموافق 622، وكان طوله يومئذٍ ما يقارب 35 متراً، وعرضه 30 متر، فتكون مساحته 1050 متراً مربعاً، وكان سقفه بارتفاع 2.5 متراً تقريباً. وكانت أعمدة المسجد من جذوع النخل وسقفه من الجريد (أغصان النخيل)، وأساسه من الحجارة، وجداره من اللبن (الطوب النيئ الذي لم يُحرق بالنار)، وجعل وسطه رحبة (ساحة). وكان النبي محمد يبني معهم بنفسه، ويحمل الحجارة واللبن. وجعل للمسجد 3 أبواب: باب الرحمة ويُقال له باب عاتكة (في جهة الغرب)، وباب عثمان ويُسمى الآن باب جبريل الذي كان يدخل منه النبي محمد (في جهة الشرق)، وباب في الخلف (في جهة الجنوب)، وجعل قبلة المسجد لبيت المقدس،  ولما تحوّلت القبلة للكعبة في السنة 2 هـ، سُدّ الباب الذي كان في الخلف وفُتح باب في مواجهته في الجهة الشمالية. وكذلك بنى بيتين لزوجتيه عائشة بنت أبي بكر وسودة بنت زمعة.
روى البخاري قصّة بنائه في حديث طويل عن أنس بن مالك وفيه: «أن النبي صلى الله عليه وسلّم أمر ببناء المسجد فأرسل إلى ملأ من بني النجار فجاؤوا، فقال: يا بني النجار ثامِنوني بحائطكم هذا، فقالوا: لا والله لا نطلب ثمنه إلا إلى الله، قال: فكان فيه ما أقول لكم، كانت فيه قبور المشركين، وكانت فيه خَرَّبَ، وكان فيه نخل، فأمر رسول الله صلى الله عليه وسلّم بقبور المشركين فنبشت، وبالخرب فسويت، وبالنخل فقطع، قال: فصفوا النخل قبلة المسجد وجعلوا عضادتيه (خشبتان مثبتتان على جانبي الباب) حجارة، قال: جعلوا ينقلون ذاك الصخر وهم يرتجزون، ورسول الله صلى الله عليه وسلّم معهم يقولون: اللهم إنه لا خير إلا خير الآخرة فانصر الأنصار والمهاجرة».
وكان النبي محمد قد رفض أن يبني المسجد ويزيّنه، فقد روى عبادة بن الصامت: أن الأنصار جمعوا مالا ًفَأْتُوا به النبي فقالوا: يا رسول الله: ابن هذا المسجد وزينه، إلى متى نصلي تحت هذا الجريد؟ فقال: «ما بي رغبة عن أخي موسى، عريش كعريش موسى».
وبعد غزوة خيبر في شهر محرم سنة 7 هـ الموافق 628، وبسبب ازدياد أعداد المسلمين في المدينة نتيجة الهجرة إليها حتى ضاق المسجد النبوي بالمصلين، عندها قرر النبي محمد زيادة مساحته، فزاد 20 متراً في العرض و 15 متراً في الطول، فصارت مساحته 2500 متراً مربعاً، وكان عثمان بن عفان هو من اشترى هذه الأرض. وبقي المسجد على حدّه من الجهة الجنوبية، ومن الجهة الشمالية كان حده إلى ما ينتهي إليه البناء المجيدي المسقوف اليوم، ومن الجهة الغربية، كان حدّه الأسطوانة الخامسة من المنبر مكتوب عليها "حدّ مسجد النبي ﷺ"، وكان ارتفاع سقفه تقريباً 3.5 متراً.

### في عهد عمر بن الخطاب
في عام 17 هـ وبسبب كثرة عدد المسلمين نتيجة للفتوحات الإسلامية واتساع رقعة الدولة الإسلامية، قام الخليفة عمر بن الخطاب بتوسعة المسجد النبوي، وكانت أول توسعة للمسجد النبوي منذ بنائه وتوسعته في عهد النبي محمد، حيث أن أبا بكر الصديق لم يضف على مساحة المسجد شيئاً، فقد انشغل أبو بكر بالأحداث التي نتجت عن وفاة الرسول، غير أنه جدد الأعمدة النخلية التي نخرت. فلمّا تولّى عمر أمر الخلافة قال: «إني أريد أن أزيد في المسجد، ولولا أني سمعت رسول الله ﷺ يقول: "ينبغي أن يُزاد المسجد" ما زدتُ فيه شيئاً».
بدأ عمر بشراء البيوت حول المسجد لتوسعته، إلا حجرات أمهات المؤمنين، وبيت كان للعباس بن عبد المطلب في جهة القبلة من المسجد، فَتَبَرُّع العباس به،  وبدأ عمر بتوسعته فبنى أساس المسجد بالحجارة إلى أن بلغ حوالي متران، فزاد من جهة القبلة إلى الرواق المتوسط بين المصلى النبوي والمصلى العثماني، وذلك نحو 5 أمتار، وزاد من جهة الشمال 15 متراً، ومن الجهة الغربية 10 أمتار، ولم يزد من الجهة الشرقية شيئاً. فصار طول المسجد من الشمال إلى الجنوب 70 متراً، وعرضه 60 متراً، وارتفاع سقفه 5.5 متراً تقريباً. وجعل له ستة أبواب: الثلاثة القديمة، وفتح «باب السلام» في أول الحائط الغربي، و«باب النساء» في الحائط الشرقي، وباب في الحائط الشمالي. وأمر بالحصباء (حجارة صغيرة) فجيء به من العقيق وبسطها بالمسجد. واقتضت توسعة عمر إدخال بيت أبي بكر في المسجد والذي كان ملاصقاً للمسجد في الجهة الغربية.
وكان عمر قد بنى رحبة خارج المسجد سُميت بـ «البطيحاء»، وقال: «من أراد أن يغلط أو يرفع صوتاً أو ينشد شعراً فليخرج إليه»،  وكان قد بناه في الجهة الشرقية مما يلي المؤخرة، وقد دخلت في المسجد أثناء التوسعة بعد عمر.

### في عهد عثمان بن عفان
لم تعد الزيادة التي بناها عمر بن الخطاب تسع المصلين والزوار، فقام الخليفة الراشد عثمان بن عفان بتوسعة المسجد النبوي في شهر ربيع الأول سنة 29 هـ الموافق 649، وانتهى منه في أول شهر محرم سنة 30 هـ، فكان عمله 10 أشهر. وأما مقدار الزيادة، فقد كانت في الجهة الجنوبية 5 أمتار وهو منتهى الزيادات من هذه الجهة حتى الآن، وفي الجهة الغربية زاد 5 أمتار أخرى وهو الأسطوانة الثامنة من المنبر، وزاد من الجهة الشمالية 5 أمتار أيضاً. وبناه من الحجارة المنقوشة والجص، وجعل أعمدته من الحجارة المنقوشة، وغُطّي سقفه بخشب الساج، وبنى مقصورة من لبن يصلي فيها للناس خوفاً من الذي أصاب عمر،  وجعل للمسجد 6 أبواب على ما كان على عهد عمر. وكان عثمان يباشر عمل البناء ويشرف عليه بنفسه.

### في عهد الأمويين
استمرّ المسجد على ما هو عليه كما بناه الخليفة عثمان بن عفان، ولم يزد فيه علي بن أبي طالب ولا معاوية بن أبي سفيان، ولا ابنه يزيد ولا مروان بن الحكم، ولا ابنه عبد الملك شيئاً، حتى كان الوليد بن عبد الملك، وكان عمر بن عبد العزيز عامله على المدينة ومكة، فبعث الوليد إلى عمر بن عبد العزيز يأمره ببناء المسجد وتوسعته من جهاته الأربع،  فاشترى حجرات أمهات المؤمنين وغيرها من الدور المجاورة المحيطة بالمسجد (كبيت حفصة بنت عمر في الجهة الجنوبية، وثلاثة دور كانت لعبد الرحمن بن عوف)،  وبدأ بالبناء في شهر ربيع الأول سنة 88 هـ الموافق 707، وانتهى منه سنة 91 هـ الموافق 710. وكان عمر بن عبد العزيز يشرف على جميع مراحل البناء. وقد قام بإدخال حجرات أمهات المؤمنين الموجودة في جهة المشرق والجهة الشمالية في المسجد والتي كان الناس قبل ذلك يدخلون تلك الحجرات يصلّون فيها يوم الجمعة لضيق المسجد، وكان مقدار الزيادة من الجهة الغربية 10 أمتار، وعليه استقر أمر الزيادة في الجهة الغربية، وزاد في الجهة الشرقية 15 متراً، وفي الجهة الشمالية 20 متراً. وكان بناؤه من الحجارة المنقوشة، وسواريه من الحجارة المنقورة، وقد حُشيت بأعمدة الحديد والرصاص. وامتازت هذه التوسعة باستحداث المآذن لأول مرّة، إذ بنى 4 مآذن بارتفاع 30 متراً تقريباً وبعرض 4 × 4 متر على زوايا المسجد الأربعة هُدمت إحداها بعهد سليمان بن عبد الملك (96-99 هـ). وكذلك تم استحداث المحراب المجوّف لأول مرة، وكذلك زخرفة حيطان المسجد من داخله بالرخام والذهب والفسيفساء، وتذهيب السقف ورؤوس الأساطين وأعتاب الأبواب والتوسعة في الجانب الشرقي وبناء السقفين للمسجد، وفتح 20 باباً للمسجد، 8 أبوب في الجهة الشرقية، و 8 أخرى في الجهة الغربية، و 4 أبواب في الجهة الشمالية.

### في عهد العباسيين
لم يزل المسجد على حال ما زاد فيه الوليد بن عبد الملك حتى ولي أبو جعفر المنصور أمر الخلافة في الدولة العباسية، فهمّ أن يزيد بالمسجد، فتُوفي ولم يزد فيه شيئاً. ثم ولي أمر الخلافة أبو عبد الله محمد المهدي، فقام بزيارة المدينة المنورة أثناء الحجّ سنة 160 هـ، وأمر بالزيادة فيه، فزاد فيه 30 متراً من الناحية الشمالية، ولم يزد في القبلة ولا في المشرق والمغرب شيئاً. واستمر العمل في البناء 4 سنوات من عام 161 هـ الموافق 779، وانتهى منه عام 165 هـ الموافق 782. واستمرت عناية الخلفاء العباسيين بالمسجد النبوي، وقاموا بالعناية به وتجديده، ولم تظهر الحاجة لتوسعته أو إعادة بناءه إلى أن احترق المسجد الحريق الأول سنة 654 هـ.
وفي ليلة الجمعة أول شهر رمضان سنة 654 هـ احترق المسجد النبوي الحريق الأول، عندما دخل أحد خدام المسجد في المخزن في الجانب الغربي الشمالي لاستخراج القناديل لمآذن المسجد، فترك الضوء الذي معه ونسيه فاشتعلت النيران وعلا اللهب، واجتمع غالب أهل المدينة المنورة فلم يقدروا على إطفائها، فاستولى الحريق على جميع سقف المسجد، وتلف جميع ما احتوى عليه المسجد من المنبر النبوي والزخارف، والأبواب والخزائن والشبابيك والمقصير والصناديق وما اشتملت عليه من كتب وكسوة الحجرة وكان عليها إحدى عشرة ستارة، ووقع كذلك بعض سقف الحجرة.
بعد ذلك أمر الخليفة العباسي المستعصم بالله بإعادة إعمار المسجد سنة 655 هـ الموافق 1257، ولما شرعوا في العمارة قصدوا إزالة ما وقع من السقوف على القبور في الحجرة، فلم يتجرؤوا على ذلك، وانتظروا جواب الخليفة المستعصم، فلم يصل إليهم جواب لاشتغال الخليفة وأهل دولته بسبب غزو التتار لهم، واستيلائهم على بغداد في تلك السنة، فتركوا الردم على ما كان عليه، ولم ينزل أحد هناك، ولم يتعرضوا له ولا حركوه، إلا أنهم بنوا سقفاً فوقه على رؤوس السواري التي حول الحجرة.

### في عهد المماليك
بعد نهاية الخلافة العباسية بمقتل الخليفة المستعصم بالله على يد التتار سنة 656 هـ، انتقل أمر العناية بالمدينة المنورة إلى الدولة المملوكية في مصر، فتولى ملك مصر المنصور نور الدين علي بن أيبك وبمساعدة ملك اليمن المظفر يوسف بن عمر بن علي بن رسول إكمال عملية الإعمار. ثم في سنة 657 هـ عُزل ملك مصر المنصور نور الدين وتولّى مكانه الملك المظفر سيف الدين قطز فكان العمل بالمسجد تلك السنة من باب السلام إلى باب الرحمة، ومن باب جبريل إلى باب النساء، وما لبث أن قُتل قبل أن تتم عمارته، وتولى حكم مصر بعده الملك الظاهر بيبرس، فقام بتجهيز الأخشاب والحديد والرصاص، وأرسل 53 صانعاً، وأرسل معهم الأمير جمال الدين محمد الصالحي، ثم صار يمدهم بما يحتاجون إليه من الآلات والنفقات، حتى تم إصلاح باقي المسجد.
ثم لم يزل المسجد على ذلك حتى سنة عام 678 هـ في أيام الملك الناصر محمد بن قلاوون الصالحي، إذ عُمِلَت فوق الحجرة النبوية قبة خشبية (عُرفت لاحقاً بالقبة الخضراء)، مربّعة من أسفلها، مثمنة في أعلاها بأخشاب أقيمت على رؤوس السواري. ثم في عامي 705 هـ و706 هـ جدّد السلطان محمد بن قلاوون السقف الشرقي والسقف الغربي (أي الذي عن يمين صحن المسجد ويساره). ثم في سنة 729 هـ أمر السلطان محمد بن قلاوون، بزيادة رواقين في المسقف القبلي متصلين بمؤخره. ثم حصل فيهما خلل فجددهما الملك الأشرف سيف الدين برسباي في ذي القعدة سنة 831 هـ. وجدد كذلك شيئاً من السقف الشمالي. ثم حصل خلل في سقف الروضة وغيرها من سقف المسجد في عهد الظاهر سيف الدين جقمق فجدد ذلك في سنة 853 هـ على يد الأمير بردبك الناصر المعمار وغيره.

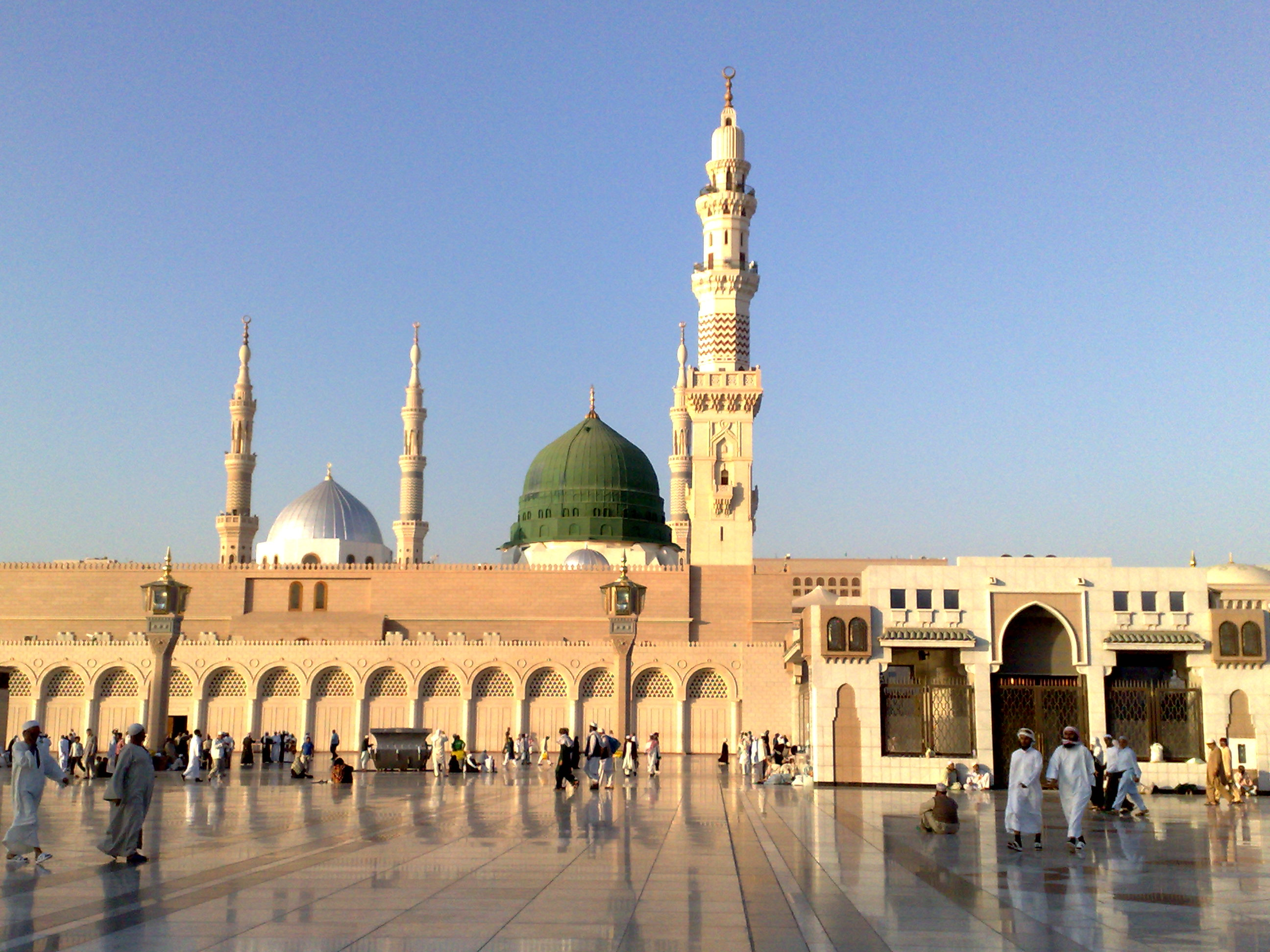
الجهة الجنوبية للمسجد، وتظهر القبة الخضراء التي أنشأها أول مرة السلطان محمد بن قلاوون عام 678 هـ، ثم جددها السلطان قايتباي. وتظهر أيضاً على اليسار القبة التي بناها قايتباي على المحراب العثماني

وفي عام 881 هـ، أمر السلطان قايتباي (من أبرز السلاطين المملوكيين الذين اهتموا بعمارة المسجد)، بعمارة شاملة للمسجد على يد الخواجكي الشمسي شمس الدين بن الزمن. وفي ليلة 13 رمضان عام 886 هـ الموافق 1481 احترق المسجد النبوي الحريق الثاني، إذ تراكم الغيم فحصل رعد شديد، وضربت صاعقة المأذنة الرئيسية، فسقط شرقيّ المسجد، وتوفي رئيس المؤذنين يومئذٍ، واندلعت النيران في سقف المسجد عند المئذنة الرئيسية جنوب شرقي المسجد، فاجتمع أهل المدينة لإطفاء الحريق، فعجزوا عن إطفاءها، حتى استولت النيران على جميع سقف المسجد وأبوابه وما فيه من خزائن الكتب والمصاحف. فقام بعدها السلطان قايتباي بعمارة شاملة للمسجد، إذ أرسل المئات من البنّائين والنجّارين والحَجّارين والنحّاتين والحدّادين، وأرسل الأموال الكثيرة والآلات والحمير والجمال، وذلك لتتم عمارة المسجد على أحسن ما يكون، فزادوا في الجانب الشرقي قدر 1.2 متراً، وعملوا سقفاً واحداً للمسجد بارتفاع 11 متراً، وقام ببناء القبة الخضراء وبناها بدلاً من القبة الزرقاء التي كانت موجودة قبل الحريق فوق الحجرة النبوية، وأعادوا ترخيم الحجرة النبوية وما حولها وترخيم الجدار القبلي، وعملوا المنبر ودكة المؤذنين من رخام، وعملوا قبّة على المحراب العثماني، كما أقاموا قبتين أمام باب السلام من الداخل، وقد كسيت هذه القباب بالرخام الأبيض والأسود. وانتهت هذه العمارة في أواخر رمضان سنة 888 هـ الموافق 1483.

### في عهد العثمانيين

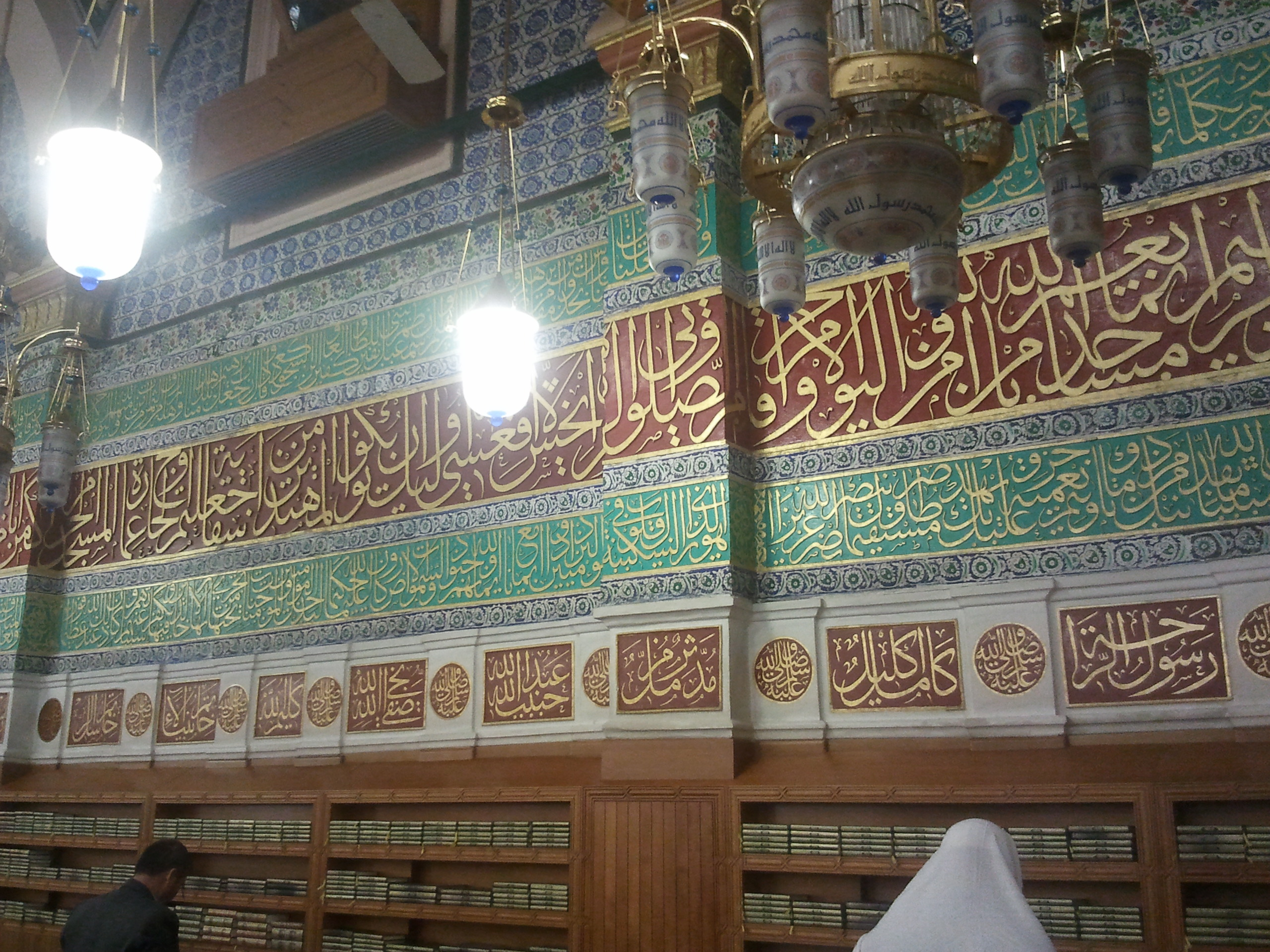
الجدار الجنوبي للمسجد من أثر العمارة العثمانية

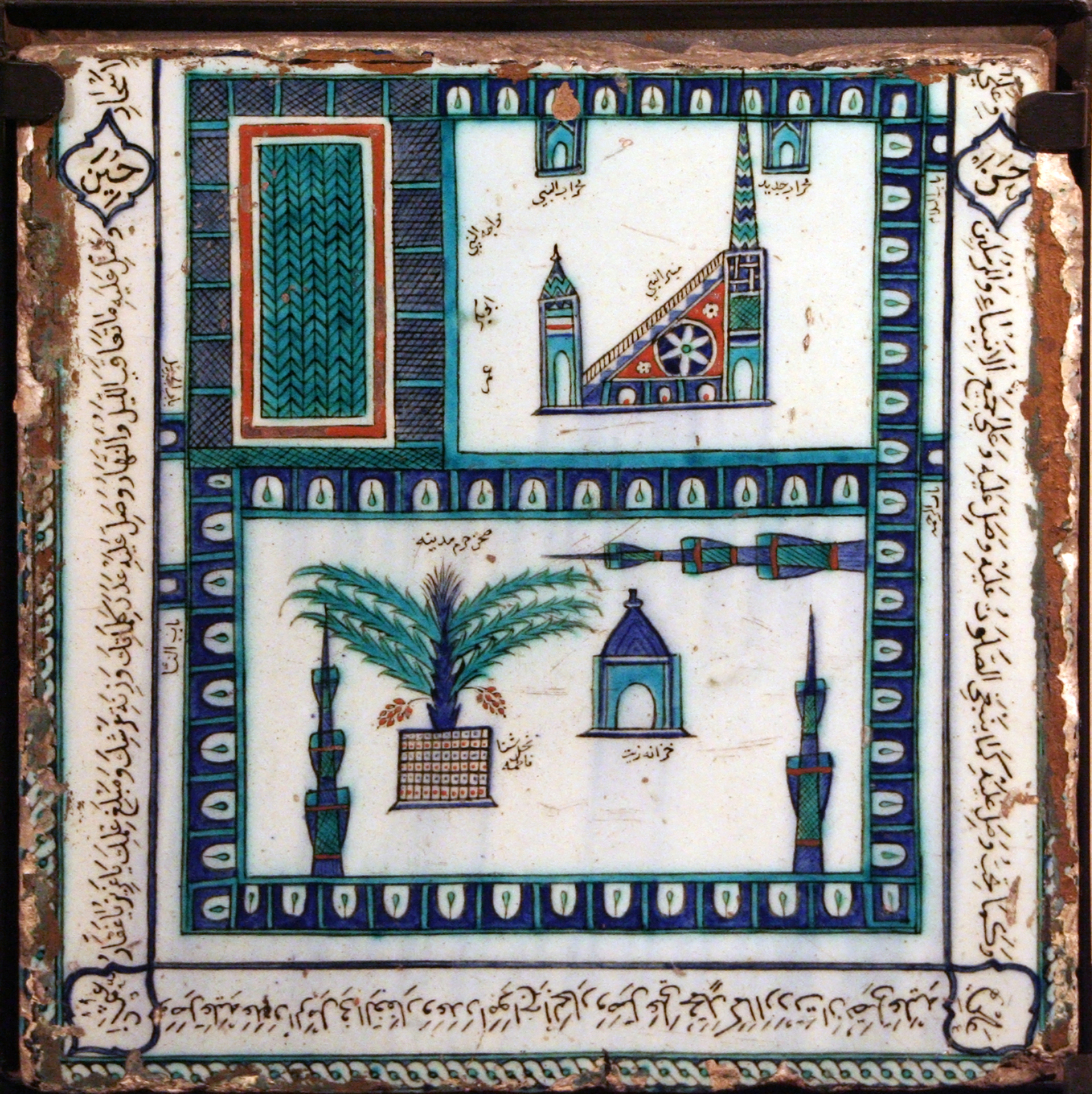
رسم قديم (القرن 17 ميلادي) يُظهر وضعية المسجد النبوي في العهد العثماني

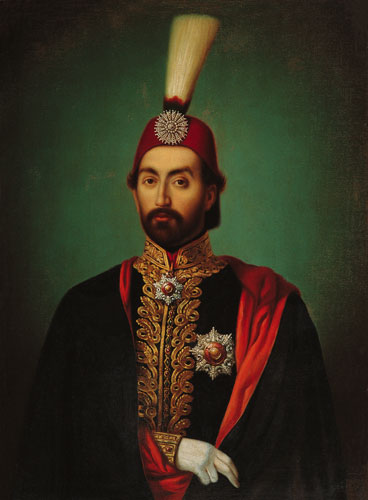
السلطان عبد المجيد الأول، صاحب أكبر وأشمل توسعة للمسجد النبوي في عهد الدولة العثمانية

تولّى الحكّام العثمانيون أمر المسجد النبوي بعد نهاية الدولة المملوكية سنة 923 هـ الموافق 1517، فأولوها عناية فائقة واهتماماً كبيراً، فحافظوا في البداية على العمارة المملوكية للمسجد النبوي وتعهدوها بالإصلاح والترميم كلما دعت الحاجة إلى ذلك. وكان أول من قام بإصلاحات في المسجد النبوي السلطان سليمان القانوني، ففي عام 946 هـ استُبدلت الأهلّة المملوكية التي تعلو القبة الخضراء ومآذن المسجد أهلة من النحاس المطلي بالذهب، فوضع أحدها على القبة وهلال على المنبر وخمسة أهلة لكل منارة هلال. وفي سنة 947 هـ الموافق 1540 قام بالإصلاحات الكبرى في عهده، حيث تناولت هذه العمارة باب الرحمة، وباب النساء، وهدمت المئذنة الشمالية الشرقية (السنجارية) وأقيمت مكانها المئذنة السليمانية وكان عمق أساسها 8.53 متراً، وعرض الأساس 4.59 متراً. وكان السلطان قد أرسل كل ما تحتاجه العمارة من مواد البناء محمولة على الجمال والدواب، وكذلك أرسل الأيدي العاملة من حجارين وبنائين ونحاتين، وزودهم بما يحتاجونه من نفقات مادية وعينية. وفي 17 محرم عام 948 هـ الموافق 13 مايو 1541 أعادوا إعمار «المحراب الحنفي». وفي عام 974 هـ الموافق 1566 جرت عدة إصلاحات وترميمات في المسجد النبوي كان أهمها إعادة بناء الجدار الغربي من باب الرحمة بأكمله لسقوط معظمه، وترخيم الروضة الشريفة، وعملت وزره على الحجرة النبوية وأصلح رصاص القبة على القبر النبوي. كما تم استبدال السقوف في الجانب الغربي من المسجد النبوي بعدد من القباب الصغيرة، كما أعيد في سنة 974 هـ تجديد بناء قبة الصحن المبنية سنة 576 هـ.

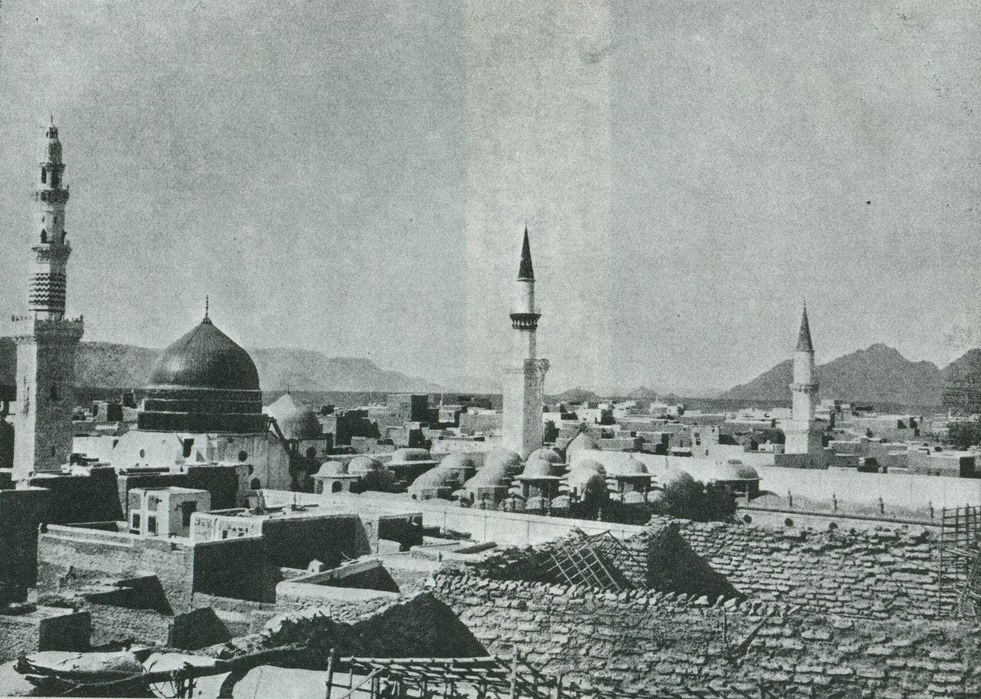
صورة للمسجد النبوي في أواخر العهد العثماني عام 1908.

وفي عهد السلطان عبد المجيد الأول قام بالبدء بأكبر عمارة وتوسعة للمسجد في العهد العثماني، وذلك في عام 1265 هـ الموافق 1849 وانتهت في سنة 1277 هـ الموافق 1860، واستمرت العمارة نحو 13 سنة. وكانت هذه العمارة من أضخم وأتقن وأجمل العمارات والتوسعات التي تمّت للمسجد النبوي من قبل، وقد بقي منها بعد العمارة السعودية الحديثة الجزء القبلي (الجنوبي)، ويبدو هذا الجزء حتى الآن قوياً متماسكاً، وقد غُطي سقف المسجد كاملاً بالقباب المكسوة بألواح الرصاص، بلغ عددها 170 قبة، أعلاها القبة الخضراء، ثم قبة المحراب العثماني، ثم قبة باب السلام، وباقي القباب على ارتفاع متقارب، ولبعضها نوافذ مغطاة بالزجاج الملون، وزُيّنت بطون القباب بصور طبيعية ونقوش، وكتابات قرآنية وشعرية. كما كُتبت في جدار المسجد القبلي (الجنوبي) سور من القرآن وأسماء النبي محمد، وغير ذلك بخط الثلث العربي، وَذَهَبْت الحروف بالذهب، وبُنيت أبوابه بشكل فنّي، وأبواب القسم الجنوبي الباقية حتى الآن هي: باب جبريل، وباب الرحمة، وباب السلام، أما الأبواب الشمالية فقد هُدمت. وقد بلغ مقدار تكلفة هذه العمارة 140 كيساً من الذهب، وكل كيس كناية عن 5 ذهبيات مجيدية. وقد زاد السلطان عبد المجيد في المسجد الكتاتيب لتعليم القرآن، والمستودعات في الجهة الشمالية، كما زاد في الشرق نحو 2.6 متراً من المأذنة الرئيسية (الجنوبية الشرقية) إلى ما يلي باب جبريل، وبلغت مساحة التوسعة الكلية 1293 متراً مربعاً.

### في عهد الدولة السعودية

#### التوسعة السعودية الأولى
في 13 ربيع الأول من عام 1372 هـ الموافق 1952 بدأ العمل بتوسعة المسجد بأمر من الملك عبد العزيز آل سعود، وبعد أن قاموا بشراء الأراضي وهدمها لتهيئتها للبناء الجديد، بلغت مساحة المسجد الكلية 16326 متراً مربعاً تتسع إلى 28,000 مصلّ. وقد أقيم مصنعاً للحجر قرب المدينة لغايات الإعمار، وأما بقية المواد فكانت البواخر تحملها إلى ميناء ينبع ومن ثم إلى المدينة بواسطة سيارات كبيرة. وقد بلغت حمولة المواد المفرغة في الميناء لغايات الإعمار أكثر من 30,000 طن. وقد تم الانتهاء من التوسعة في أوائل سنة 1375 هـ الموافق 1955، وبلغت تكلفة هذا المشروع 50 مليون ريالاً سعودياً، وقام الملك سعود بن عبد العزيز آل سعود بافتتاحه في 5 ربيع الأول سنة 1375 هـ، الموافق أكتوبر 1955.
وهذه التوسعة عبارة عن مبنى مستطيل طوله 128 متراً بعرض 91 متراً، وقد فُتح في الجهة الشرقية باب الملك عبد العزيز، وفي الجهة الغربية باب الملك سعود، وكل منها يتكون من 3 أبواب متجاورة، أما في الجهة الشمالية، فقد فُتح 3 أبواب، باب عمر، وباب عثمان، وباب عبد المجيد. وبلغ عدد الأعمدة 232 عموداً على رأسها عقودا مدببة. أما السقف فقد قُسّم إلى مربعات بارتفاع 12.55 متراً، ويغلب على هذه العمارة اللون الأبيض المطعم بقليل من الأحمر والأسود. أما المآذن، قد كانت للمسجد 5 مآذن هُدمت منها 3 مآذن هي التي كانت عند باب الرحمة والمئذنة السليمانية والمجيدية في الجهة الشمالية، وبُنيت مئذنتان في الركن الشرقي والغربي من الجهة الشمالية، وارتفاع كل منها 72 متراً، فأصبح للمسجد 4 مآذن في أركانه الأربعة.
وبسبب تكاثر أعداد الحجاج، أصدر الملك فيصل بن عبد العزيز آل سعود بتهيئة أماكن للصلاة غربي المسجد، فهُدمت المباني الموجودة في تلك الجهة وتم إقامة مصلى مظلل، بلغت مساحته حوالي 35,000 متراً مربعاً، بواقع 80 مظلة. وكان العمل به سنة 1973، وبقيت إلى أن أزيلت في التوسعة السعودية الثانية.

#### التوسعة السعودية الثانية

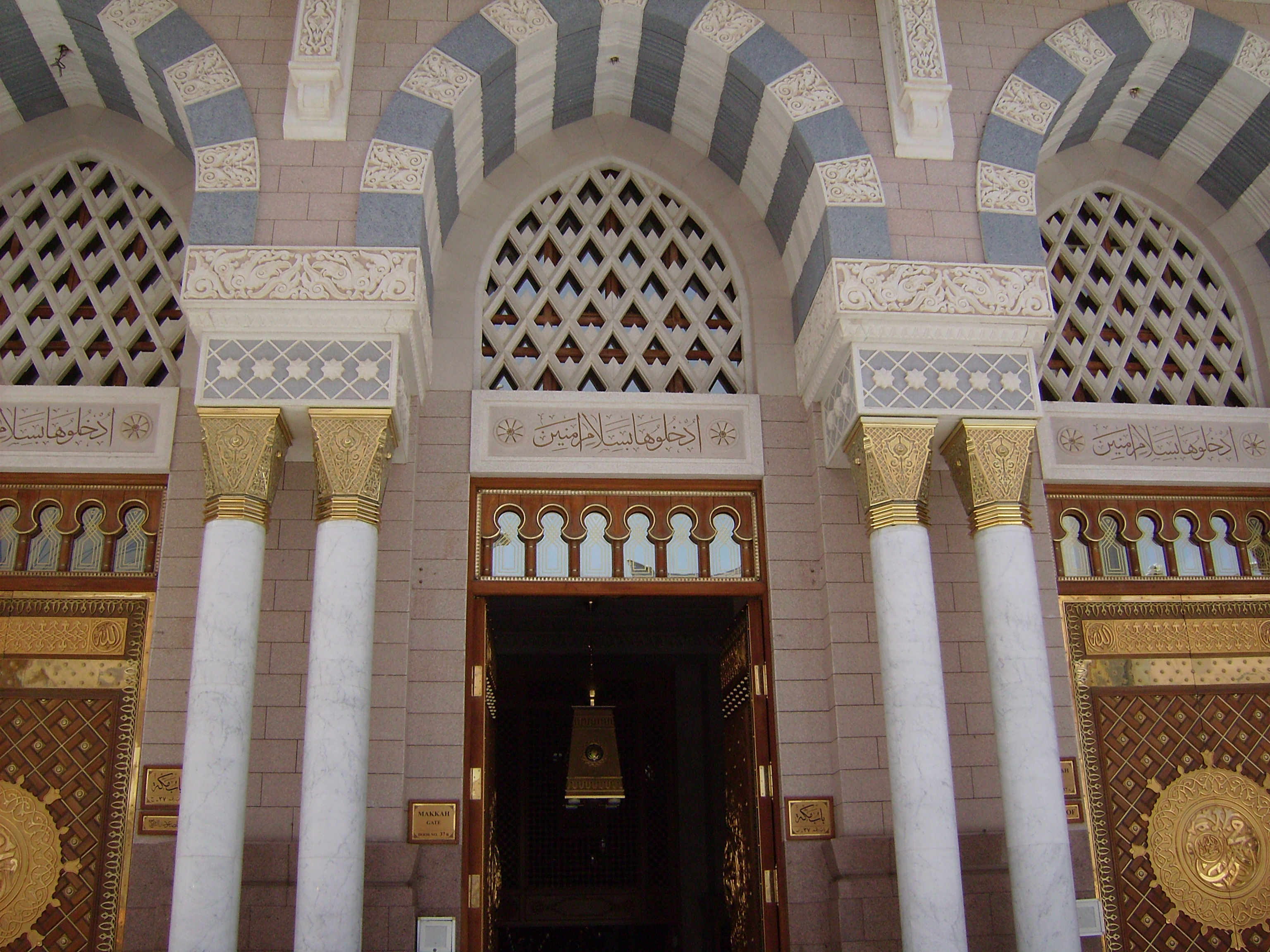
البوابات التي أُنشئت أثناء التوسعة السعودية الثانية، تظهر عبارة "أدخلوها بسلام آمنين" فوقها

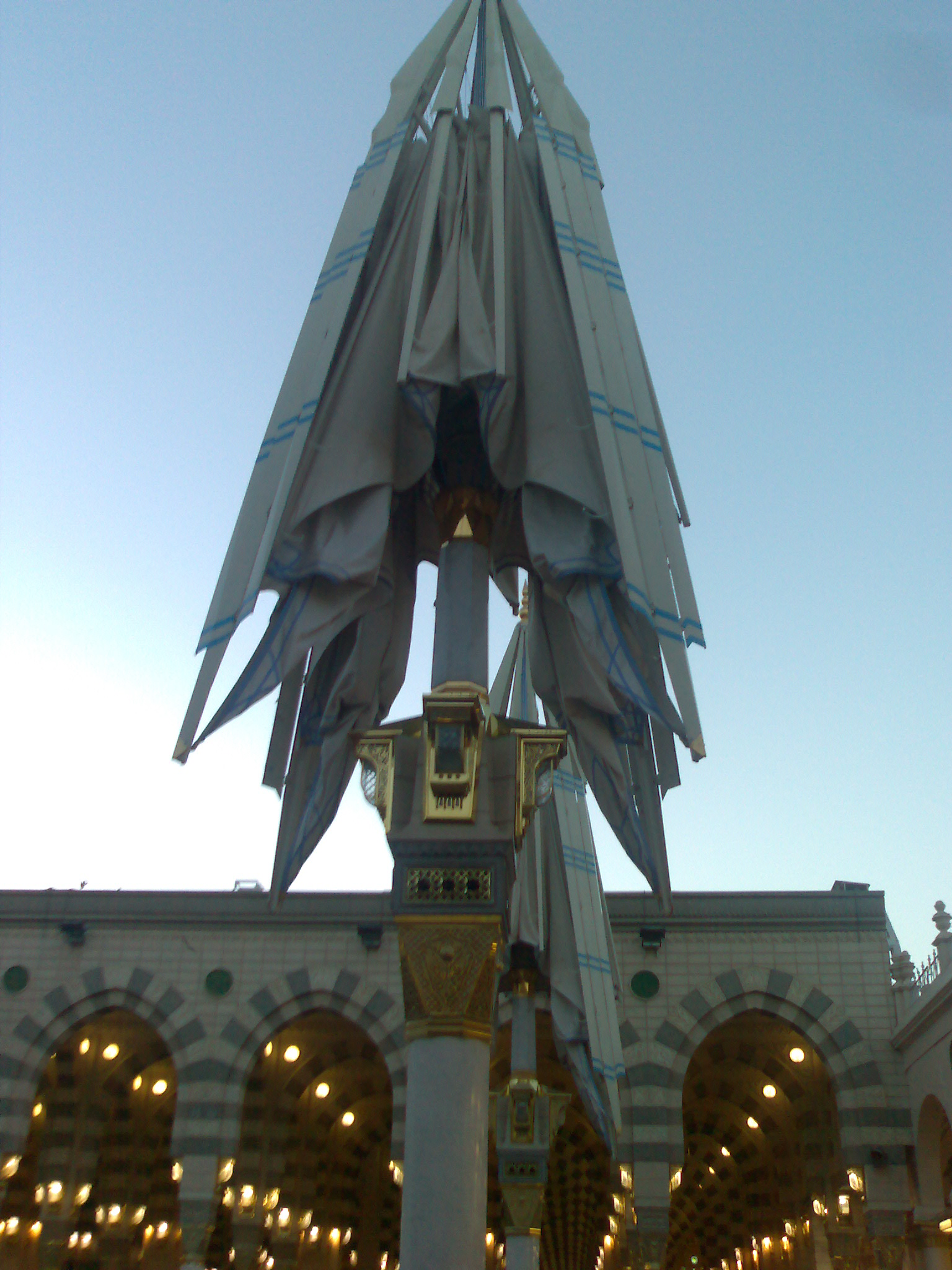
المظلات التي تم تركيبها في الصحن الداخلي للمسجد

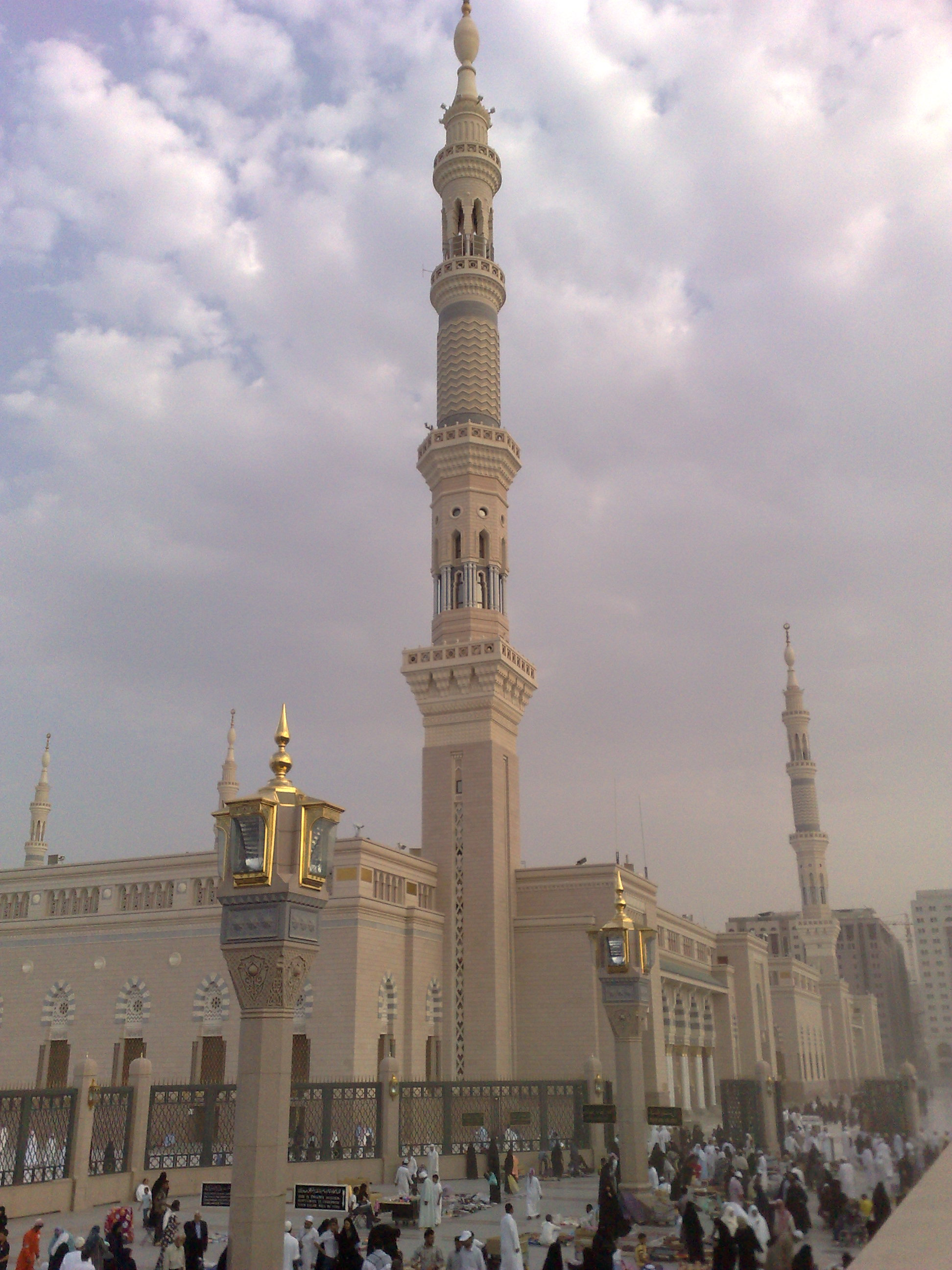
المآذن الجديدة التي أُنشئت

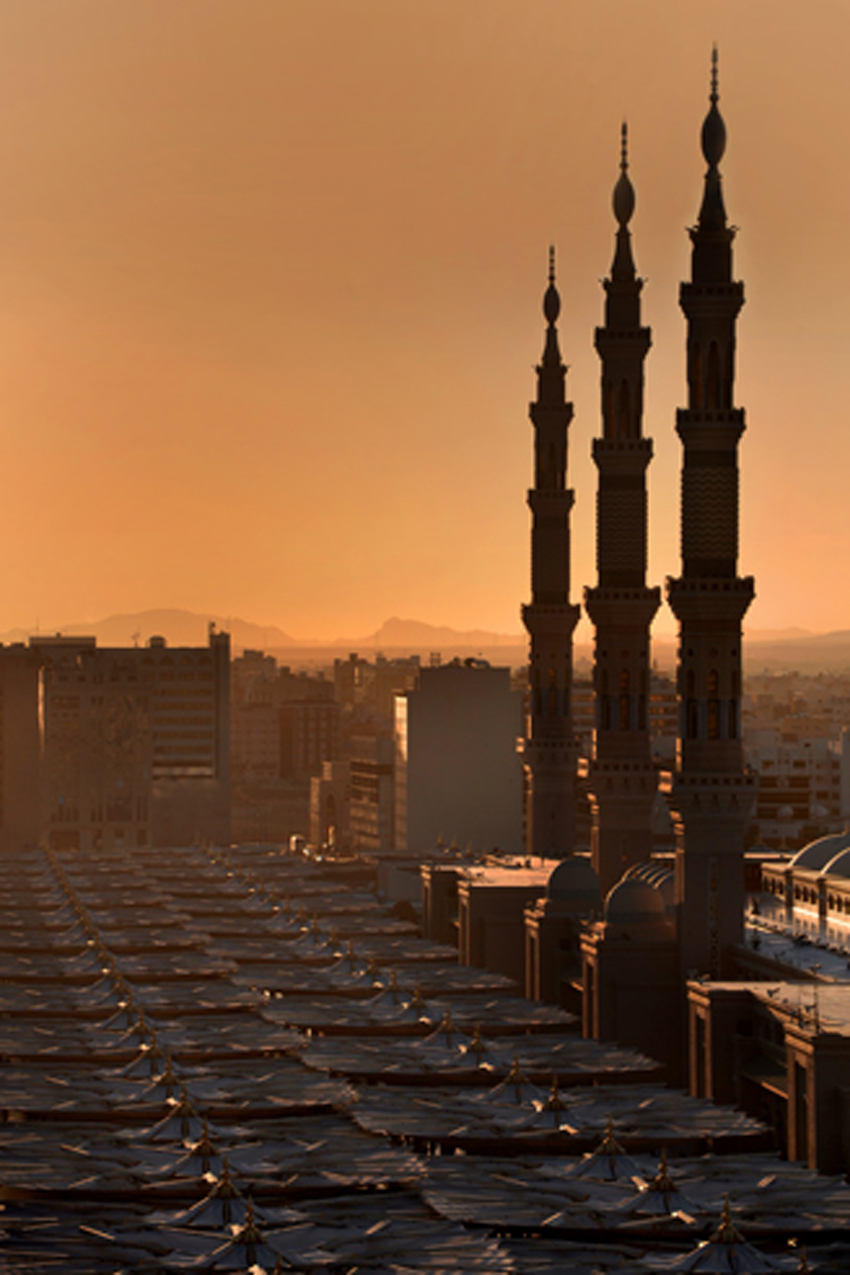
صورة للمآذن وقت الشروق

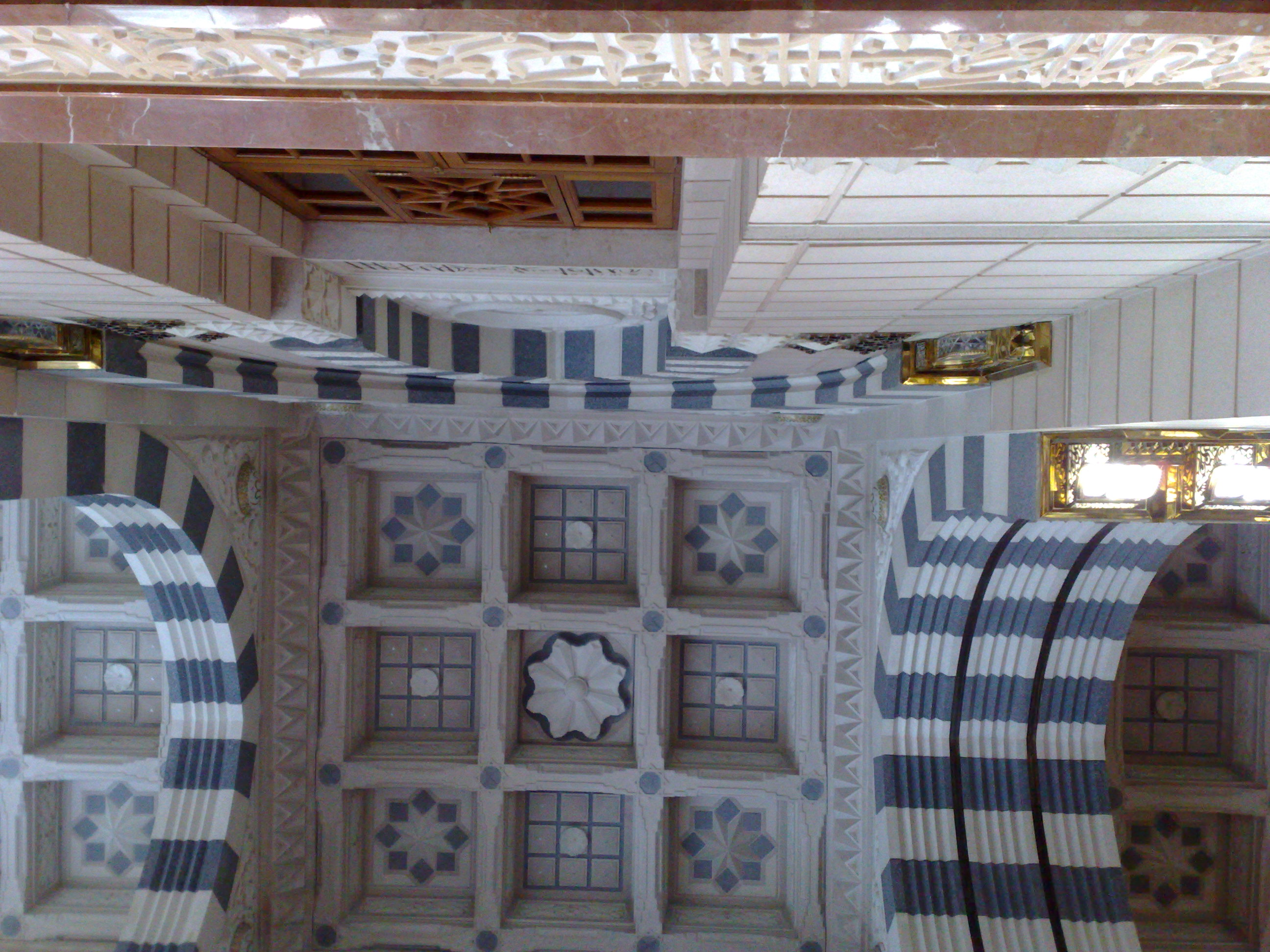
سقف المسجد النبوي من الداخل

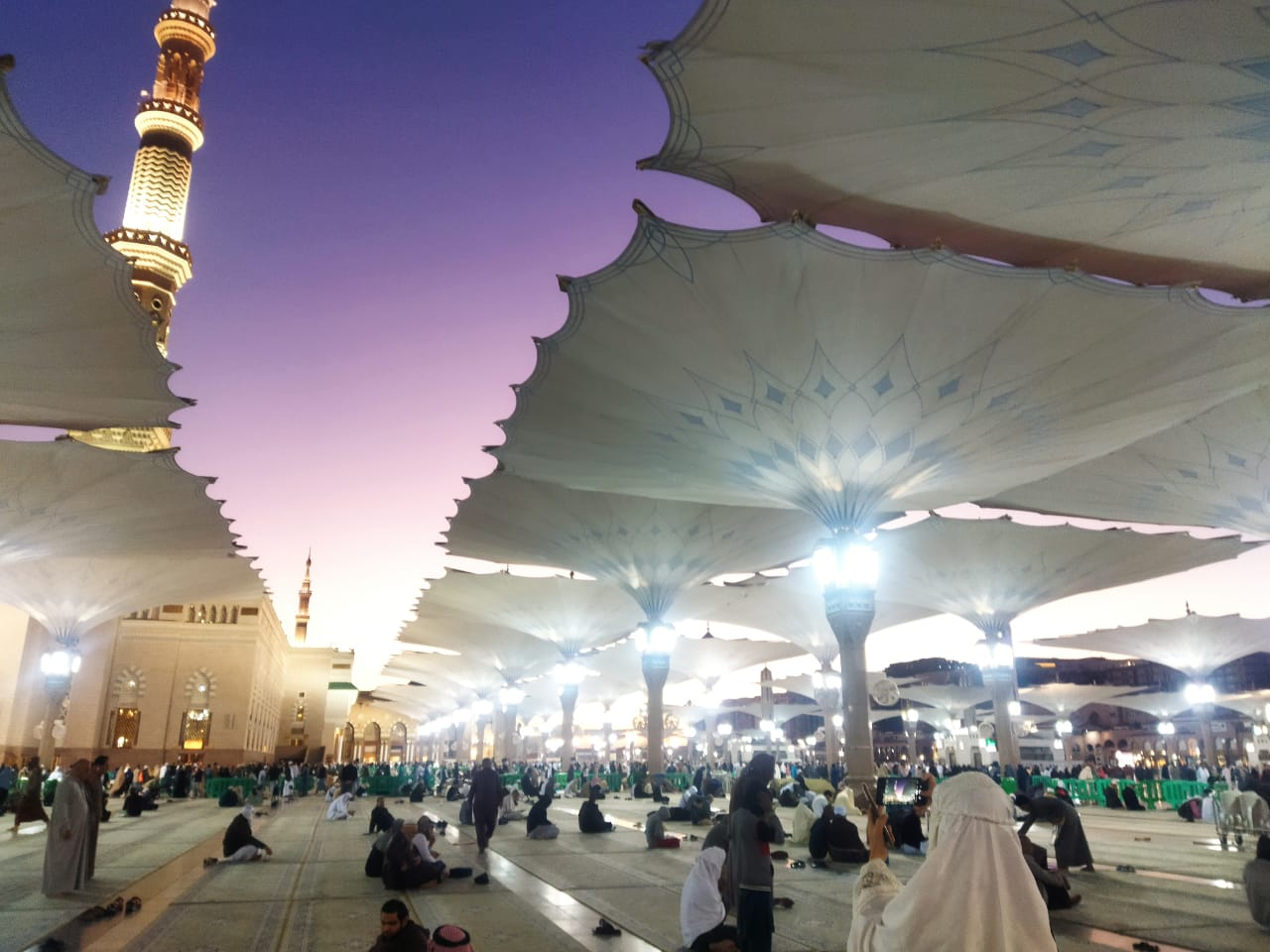
مضلات ساحات المسجد النبوي وقت الغروب

في شهر محرم من عام 1406 هـ الموافق 1985، بدأ العمل بأكبر توسعة للمسجد النبوي بأمر من الملك فهد بن عبد العزيز آل سعود، وقد تم الانتهاء منها عام 1414 هـ الموافق 1994. وشملت التوسعة الجهات الشرقية والغربية والشمالية للمسجد، وذلك بإضافة مساحة 82,000 متراً مربعاً تستوعب حوالي 150,000 مصلّ، وبذلك أصبح المساحة الكلية للمسجد 98,326 متراً مربعاً تستوعب 178,000 مصلّ، ويُضاف مساحة السّطح 67,000 متراً مربعاً، منها 58,250 متراً مربعاً مهيأة للصلاة فيها وتستوعب 90,000 مصلّ، فأصبح مجموع المساحة لمهيأة للصلاة 156,576 مِتْرًا مربعاً تستوعب 268,000 مصلّ. ويُضاف مساحة الساحات المحيطة بالمسجد بمساحة 135,000 متراً مربعاً، منها 135,000 متراً مربعاً مهيأة للصلاة تستوعب 430,000 مصلّ، هكذا يرتفع مجموع المصلين إلى أكثر من 698,000 مصلّ.
وقد صُممت الأعمدة والأروقة على نسق التوسعة السعودية الأولى، وغُطّيت الجدران الخارجية بالجرانيت. وتمّ إضافة 6 مآذن جديدة تتناسق مع المئذنتين في التوسعة السعودية الأولى. وقد زُوّد مبنى التوسعة بعدة أنظمة متطورة، منها أنظمة كاميرات، وأنظمة طاقة كهربائية دائمة واحتياطية، وأنظمة إطفاء حريق، وأنظمة للصرف الصحي. وما يلي تفصيلٌ لهذه الأنظمة والمرافق الجديدة:
- الدور الأرضي: يُعتبر هذا الدّور هو الدور الرئيسي في مبنى التوسعة، وأرضيته مغطاة بالرخام، وارتفاعه 12.55 متراً، وبلغ عدد الأعمدة الكلّي 2104 عموداً بارتفاعٍ حتى بداية القوس 5.6 متراً، وقد كُسيت بالرخام الأبيض المستورد من إيطاليا وإسبانيا.
- مصلّى النساء: تم تخصيص أماكن للنساء في الجهة الشرقية الشمالية بمساحة 16,000 متراً مربعاً، وآخر في الجهة الغربية الشمالية بمساحة 8,000 متراً مربعاً.
- أبواب المسجد: كان للمسجد قبل هذه التوسعة 11 باباً، أصبح 5 منها داخل مبنى التوسعة الجديدة، وهي باب الملك سعود وباب عمر وباب عثمان وباب عبد المجيد وباب الملك عبد العزيز. وصار عدد المداخل الإجمالي 41 مدخلاً، بعضها يتكون من باب واحد، وبعضها من بابين ملتصقين و 3 أبواب و 5 أبواب متلاصقة، فيصير العدد الإجمالي 85 باباً. وقد بُنيت هذه المداخل من الخرسانة وكُسيت بالرخام ومن الخارج بالجرانيت، وزُوّدت بأبواب خشبية ضخمة بعرض 3 أمتار وارتفاع 6 أمتار، واستُخدم في تجهيز الأبواب الخشب العزيزي المستورد من السويد والمكسوّ بالبرونز، وكُتب في وسط كل باب "محمد ﷺ"، ويعلو كل باب لوحة من الحجر مكتوبٌ عليها آية ﴿ادْخُلُوهَا بِسَلَامٍ آمِنِينَ﴾.[41]
- القِباب المتحركة: تمّ تأمين عدةَ أفنيةٍ مكشوفةٍ للمسجد بهدف التهوية والإنارة الطبيعية، وعددها 27 فناءً بمساحة 324 متراً مربعاً لكل منها. وغُطيت بقباب متحركة بارتفاع 3.55 متراً من منسوب سطح التوسعة، وعلى ارتفاع 16.65 متراً من منسوب الدور الأرضي، وبنصف قطر داخلي بلغ 7.35 متراً. وبلغ وزن الواحدة منها 80 طناً، ويتكون الوجه الداخلي من طبقات الخشب بسمك 20 مم مرصعاً بالأحجار القيّمة داخل إطارات مذهّبة، إذ أنه قد استخدم 67.5 كلغم من الذهب. ويتم التحكم بالقباب بواسطة جهاز كمبيوتر مركزي يعمل بالطاقة الكهربائية، ويستغرق فتح أو إغلاق القبة حوالي دقيقة واحدة.
- سطح التوسعة: تبلغ مساحة سطح التوسعة حوالي 67,000 متراً مربعاً، منها 58,250 متراً مربعاً مهيأة للصلاة فيها، وتستوعب 90,000 مصلّ.
- المآذن: أُقيمت في مبنى التوسعة 6 مآذن، 4 منها موجودة بالأركان الأربعة للتوسعة، ومئذنتان في منتصف الجانب الشمالي، بارتفاع 103.89 متراً مع الهلال. وتتكون كل مئذنة من 5 أجزاء:
  - مربعة الشكل، وضلعه 5.5 متراً، بارتفاع 27 متراً، مغطى بحجر الجرانيت.
  - مثمن الشكل، وقطره 5.5 متراً، وبارتفاع 21 متراً، مغطى بالحجر الصّناعي الملوّن.
  - أسطواني الشكل، وقطره 5 أمتار، وبارتفاع 18 متراً.
  - أسطواني الشكل، وقطره 4.5 متراً، وبارتفاع 15 متراً.
  - مخروطي الشكل، تعلوه قبة وينتهي بهلال برونزي طوله 6.7 متراً بوزن 4.5 طن مطلي بالذهب عيار 14 قيراطاً.
- الحوائط: وتتكون من حائطين بينهما فراغ مرتبطة بأعمدة مسلّحة، وتبلغ سماكة الحائط الداخلي 30 سم، والخارجي 30 سم. وجميع الحوائط والعقود والأسقف مبنية من الخرسانة المسلحة وقد كُسيت من الداخل ببلاطات من الحجر الصناعي.
- الزخارف: تمّ تصميم أعمال الزخرفة بحيث تناسب نظيرتها في التوسعة السعودية الأولى، وتشمل أعمال الزخارف، والكرانيش لتجميل الحوائط، والمآذن وأعمال الحديد المشغول، والأبواب الخشبية المطعمة بالنحاس، وأعمال التكسية بالرخام المزخرف.
- ساحات المسجد: تمّ إحاطة المسجد من الناحية الجنوبية والغربية والشمالية بمساحات بلغت 235,000 متراً مربعاً، وقد غُطيت جزء منها بالرخام الأبيض العاكس للحرارة، والباقي غُطي بالجرانيت، والحجر الصناعي، وتم إضاءتها بوحدات إضاءة مثبتة على 151 عموداً مكسواً بالجرانيت، وأحيطت هذه السّاحات بسور طوله 2270 متراً، وبه بوابات. وتستوعب هذه الساحات حوالي 430,000 مصلّ. وتضم هذه الساحات مداخل لدورات المياه، والمواضيء، وأماكن الاستراحة للزوّار، وتتصل بمواقف السيارات التي توجد في طابقين تحت الأرض.[41]
- الدور السفلي: تضمنت أعمال التّوسعة إنشاء دور سفلي بمساحة 82,000 متراً مربعاً، وبارتفاع 4.1 متراً، وكُسيت كامل الأرضية بالسيراميك. وصُممت خصيصاً لتستوعب التجهيزات المختلفة من أعمال التكييف، والتهوية، وشبكات المياه والصرف الصحي، وشبكة الإنذار، وإطفاء الحريق، وشبكة مياه الشرب، وأجهزة التحكم بالقباب، وأنظمة الصوت والكاميرات، إلى غير ذلك من الأعمال، ولهذا الدور 8 مداخل.
- مواقف السيارات: وتقع تحت الساحات المحيطة بالمسجد من الجهة الجنوبية والشمالية والغربية، وتتكون من طابقين تحت سطح الأرض، وتتصل بالطرق الرئيسية بواسطة 6 مداخل ومخارج للسيارات، وتستوعب حوالي 4,444 سيارة.
- مباني الخدمات العامة: تحتوي المواقف على مباني للخدمات وعددها 15 وحدة، كل منها تتكون من 4 أدوار وتربط المواقف بالسّاحات الخارجية بواسطة سلالم كهربائية، وتشمل هذه الوحدات 690 نافورة لشرب المياه، و 1890 دورة مياه، و 5600 وحدة للوضوء.
- متحف نوادر الحجرة الشريفة: كان السّلاطين والأمراء يهدون الحجرة النبوية نوادرَ ثمينةً تُوضع داخلَها، وفي عام 1981 تم حفظها في الغرفة التي بُنيَت خصيصاً فوق مكتبة المسجد النبوي، ولها مدخل تحت المأذنة السعودية القديمة على يمين الداخل من باب عمر.
- المظلات في صحن المسجد: يوجد في المسجد صحن مستطيل الشكل شمالي البناء المجيدي، فتم نصب 12 مظلة لتقي الناس حرارة الشمس وشدّة البرد والمطر، وهذه المظلات عبارة عن شمسيات من القماش الأبيض السميك، تحملها أعمدة حديدية مكسوة بالرخام الأبيض، قابلة للفتح والإغلاق بشكل آلي، وتُظهِر بحال فتحها شكل النوافير المائية، وفي حال إغلاقها تظهر كأنها منارات صغيرة ذات رؤوس مخروطية.
- المقصورة الجنوبية: لقد بُنيت مقصورة في جهة القبلة، وطولها 87.5 متراً بمساحة 437.5 متراً مربعاً، ولها 4 أبواب.

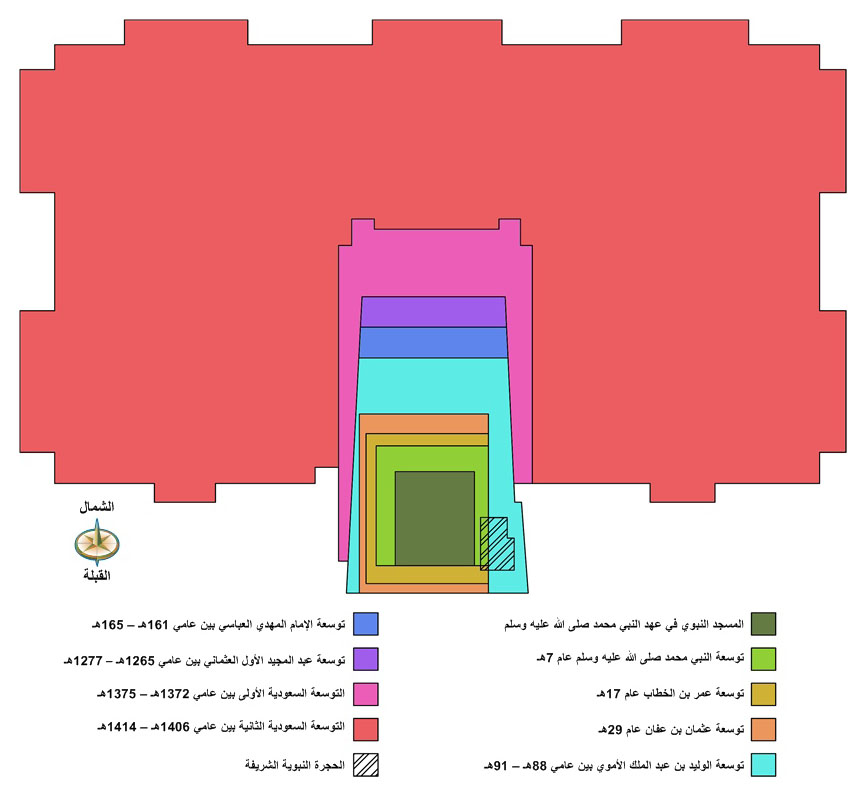
رسم يبيّن التوسعات للمسجد النبوي عبر التاريخ (ما عدا توسعة قايتباي)

### التوسعة السعودية الثالثة (قيد التنفيذ)

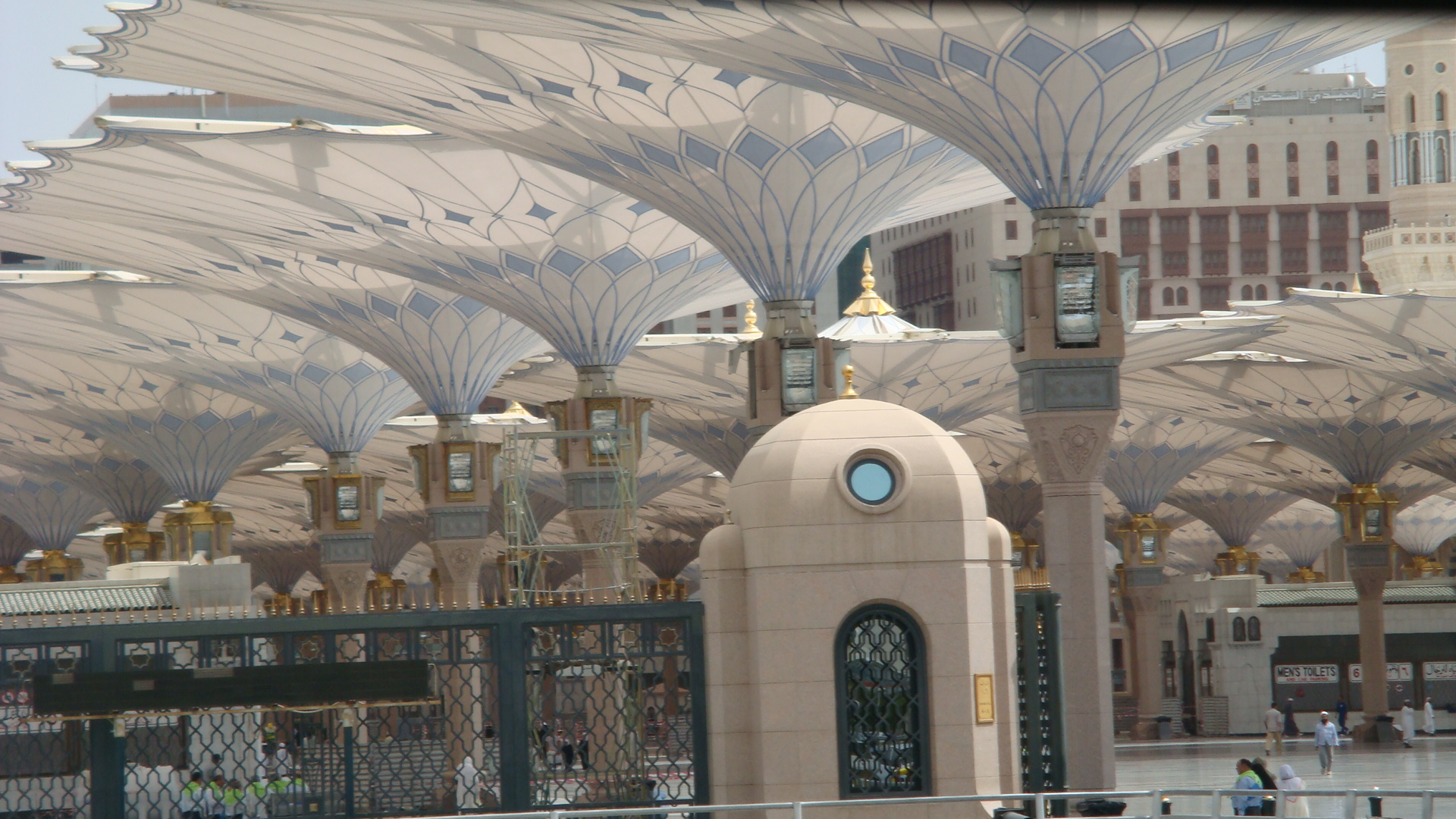
مشروع مظلات ساحات المسجد النبوي

بأمر من الملك عبد الله بن عبد العزيز آل سعود، وفي شهر أغسطس 2010 تم الانتهاء من مشروع مظلات ساحات المسجد النبوي، وهو عبارة عن مظلات كهربائية على أعمدة الساحات المحيطة بالمسجد النبوي من الجهات الأربع، وتبلغ مساحتها 143 ألف متر مربع، بهدف وقاية المصلين من المطر وحرارة الشمس أثناء الصلاة. وشمل المشروع تصنيع وتركيب 182 مظلة على أعمدة ساحات المسجد النبوي، بالإضافة إلى 68 مظلة في الساحات الشرقية، ليصبح مجموع المظلات 250 مظلة. وبلغت تكلفته 4.7 مليار ريال سعودي. وصممت المظلات الجديدة خصيصاً للمسجد النبوي، بحيث تظل كل مظلة نحو 800 مصل، وهي بارتفاعين مختلفين، بحيث تعلو الواحدة الأخرى، على شكل مجموعات، لتكون متداخلة فيما بينها، ويبلغ ارتفاع الواحدة 14.40 متر، والأخرى 15.30 متر، فيما يتساوى ارتفاع جميع المظلات في حالة الإغلاق بارتفاع 21.70 متر.
وفي يونيو من عام 2012 أمر الملك عبد الله بن عبد العزيز آل سعود بالبدء بتنفيذ أكبر توسعة للمسجد النبوي في المدينة المنورة تحت اسم «مشروع الملك عبد الله بن عبد العزيز لتوسعة الحرم النبوي الشريف»، وعلى ثلاث مراحل، تتسع المرحلة الأولى منها لما يتجاوز 800 ألف مصل، كما سيتم في المرحلتين الثانية والثالثة توسعة الساحتين الشرقية والغربية للحرم، بحيث تستوعب 800 ألف مصل إضافية. وتم البدء بهذا المشروع بعد موسم الحج عام 2012، ويبلغ عدد العقارات المتوقع إزالتها لصالح المشروع 100 عقار تتوزع على الجهتين الشرقية والغربية، ويبلغ إجمالي التعويض عن مساحة تقدر بنحو 12.5 هكتار بنحو 25 مليار ريال سعودي. ووفق خطط المشروع ستجرى تحسينات للساحات العامة والساحة الاجتماعية حول المسجد.

## محاريب المسجد النبوي

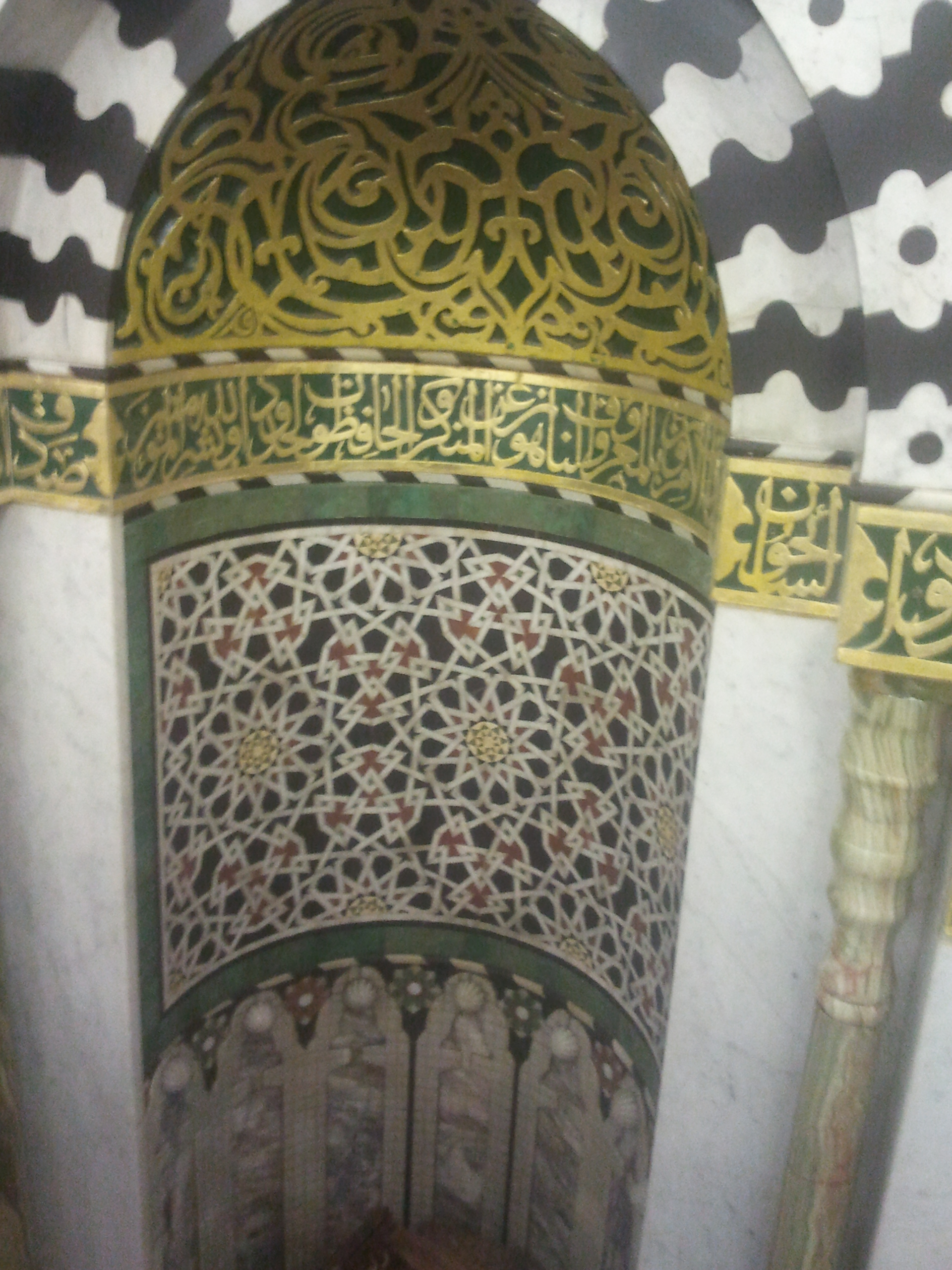
المحراب النبوي

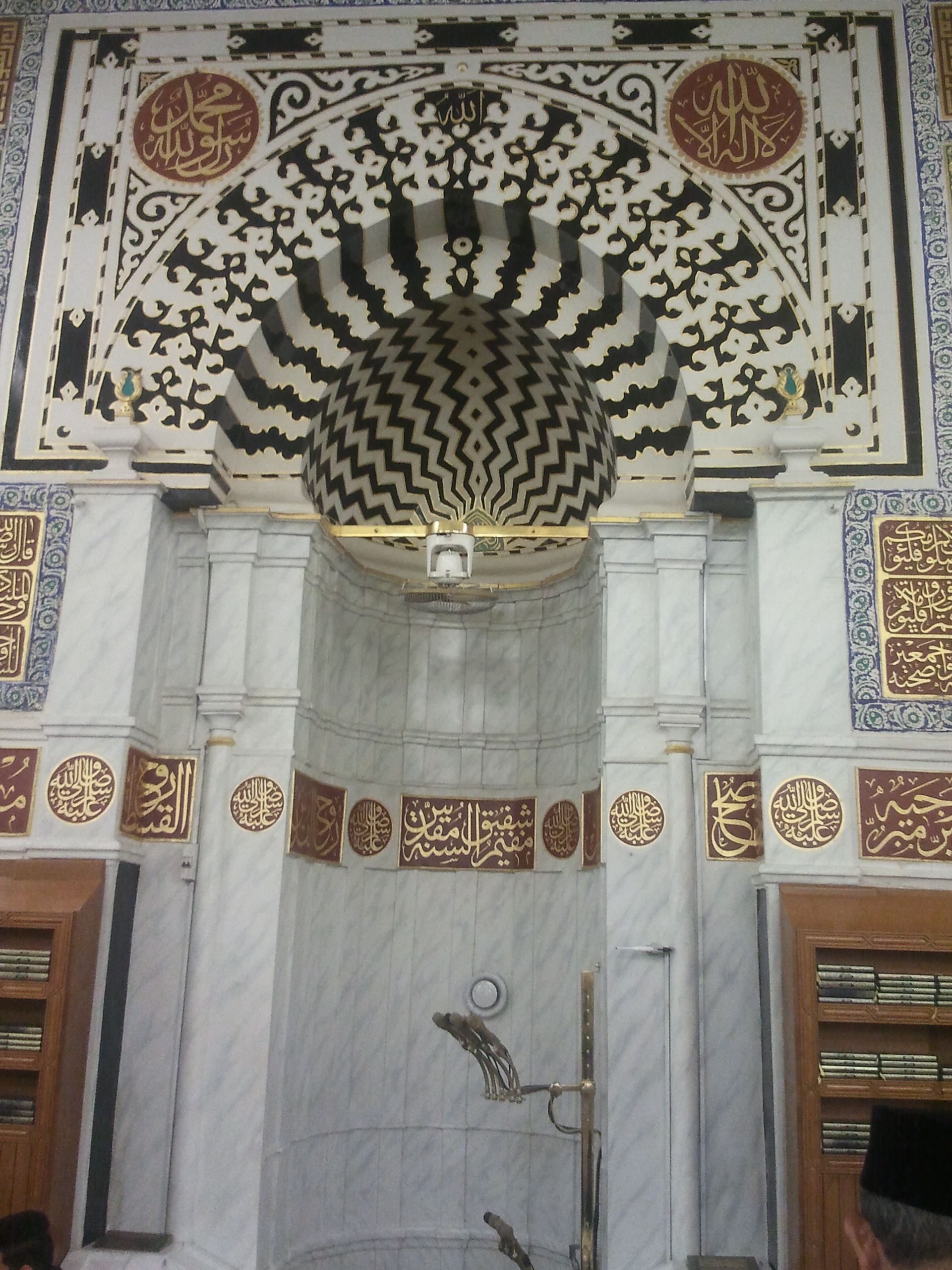
المحراب العثماني، والذي يصلّي فيه الإمام حالياً

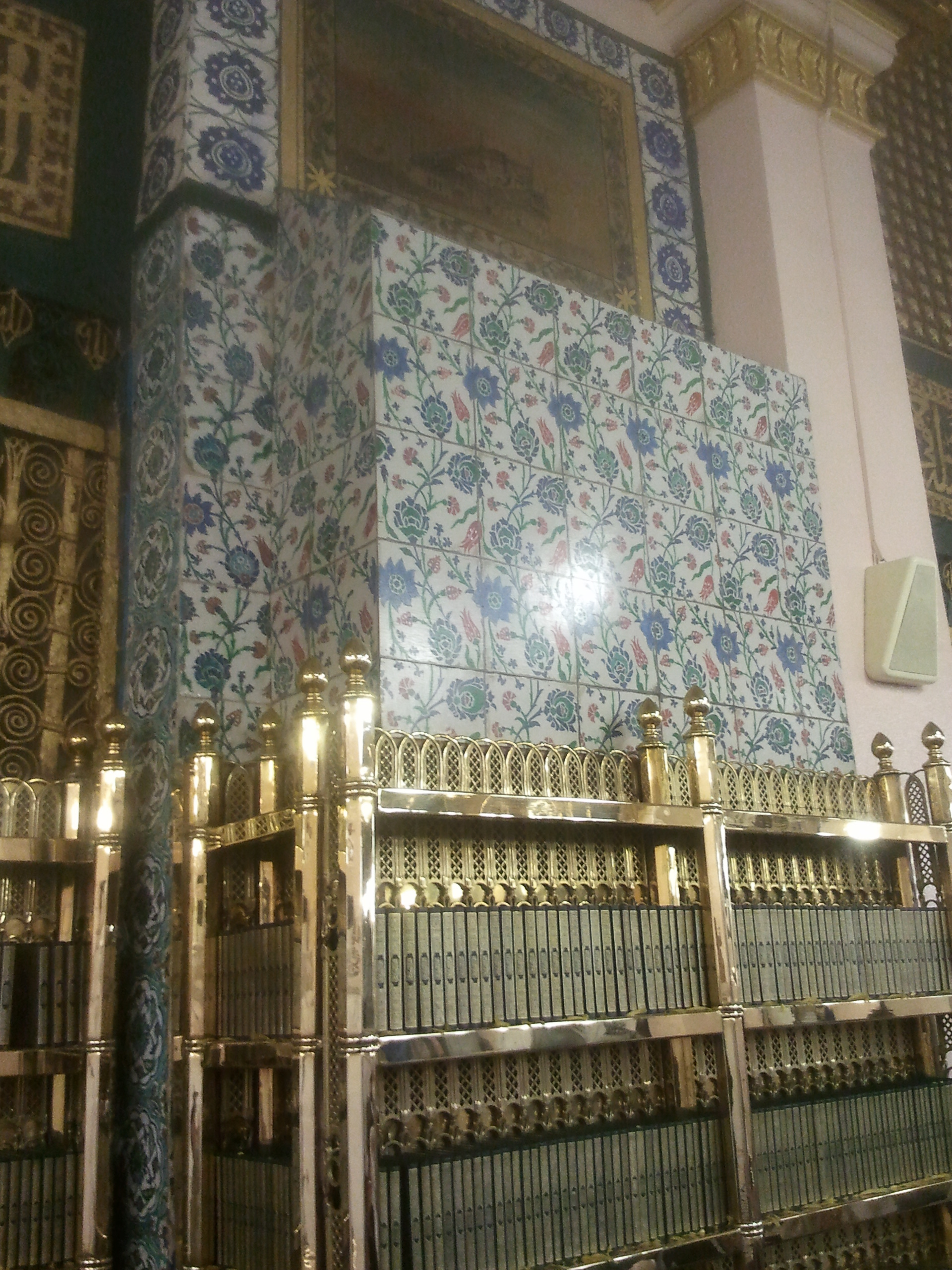
مكان وجود محراب التهجد مغطى بدولاب خشبي

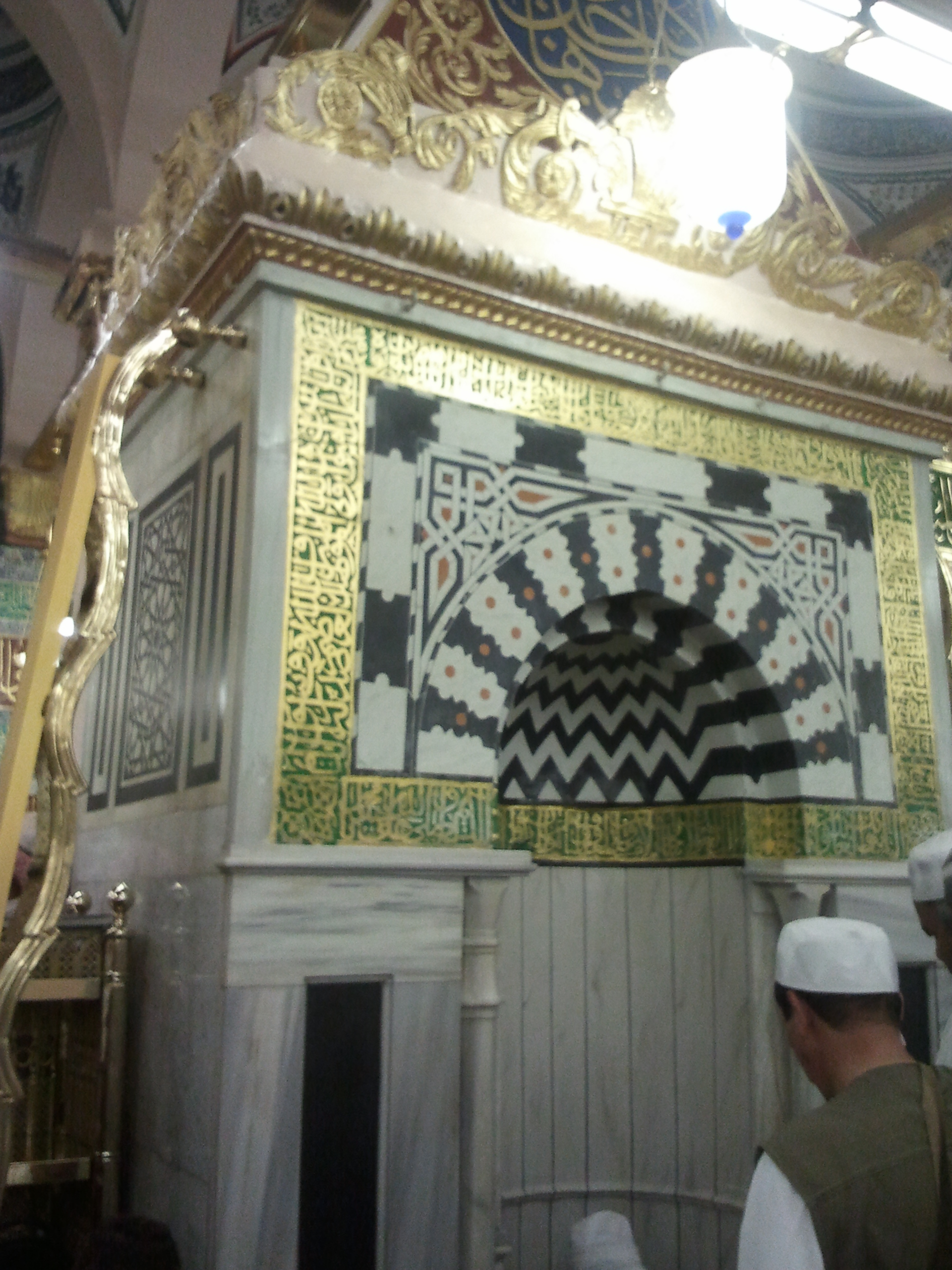
المحراب السليماني أو الحنفي والموجود على يمين المنبر

وهي مواضع الصلاة التي كان يصلّي عندها النبي محمد والأئمة من بعده، ولم تكن في في عهد النبي محمد ولا الخلفاء الراشدين محراب مجوّف، وكان أول من أحدثه عمر بن عبد العزيز أثناء توسعته عام 91 هـ.
1- المحراب النبوي إلى بيت المقدس:
في بداية إنشاء المسجد النبوي، كان النبي محمد يصلّي بالناس متجهاً إلى بيت المقدس مدة 16 شهراً وعدّة أيام،  وكان موضع صلاته في شمال المسجد بحيث تكون «أسطوانة عائشة» في الخلف عند الأسطوانة الخامسة حذاء «باب جبريل».
2- المحراب النبوي:
بعد نزول الأمر بتحويل القبلة من بيت المقدس إلى الكعبة، صلّى النبي محمد بضعة عشر يوماً إلى «أسطوانة عائشة»، ثم بعد ذلك تقدّم إلى موضع «الأسطوانة المخلّقة» في الجهة الجنوبية للمسجد، والتي أقيمت في موضع جذع النخلة التي كان يصلّي إليها النبي، حيث روى أبي بن كعب، قال: «كان النبي ﷺ يصلي إلى جذع نخلة إذ كان المسجد عريشاً، وكان يخطب إلى ذلك الجذع»،  وفي عهد عمر بن عبد العزيز، أقام محراباً مجوّفاً عن يسار الأسطوانة المخلّقة، فيما عُرف بـ «المحراب النبوي»، وبسبب وضع المحراب، صار من يسجد فيه يكون قد وضع جبهته في محل قدمي النبي محمد في الصلاة. فمن جعل هذه الأسطوانة عن يمينه، وتجويف المحراب عن يساره، فقد أصاب موضع صلاة النبي محمد.
ويعود بناء المحراب الموجود حالياً إلى عهد السلطان المملوكي قايتباي سنة 888 هـ، كما يدل عليها العبارة المنقوشة على ظهر المحراب، ونصّها: «بسم الله الرحمن الرحيم وصلى الله على سيدنا محمد، أمر بعمارة هذا المحراب الشريف النبوي العبد الفقير المعترف بالتقصير مولانا السلطان الملك الأشرف أبو النصر قايتباي خلد الله ملكه بتاريخ شهر الحجة الحرام سنة ثمان وثمانين وثمانمائة من الهجرة النبوية»، وتم ترميمه بعد ذلك في عهد الملك فهد بن عبد العزيز آل سعود.
3- المحراب العثماني:
وهو موضع مصلى عثمان بن عفان بعد التوسعة التي قام بها في عهده، وقد بنى المقصورة على مصلاه وكان يصلي فيها حِيطةً من أن يصيبه مثل الذي أصاب عمر بن الخطاب من القتل والطعن، وأحدث عمر بن عبد العزيز المحراب المجوّف في الجدار الجنوبي أثناء عمارته سنة 91 هـ، وسُمي بـ «المحراب العثماني».
4- محراب التهجد:
وهو مصلّى النبي محمد بالليل، حيث كان يضع حصيراً كل ليلة إذا ذهب الناس عنه، ثم يصلّي صلاة الليل. ويقع في شمال الحجرة النبوية (المقصورة)، وحوله حالياً «دكّة الأغوات»، خلف بيت فاطمة الزهراء، وبجانبه أسطوانة عن يمينه. وقد جُدّد هذا المحراب في عمارة السلطان قايتباي سنة 888 هـ، ثم جدد أثناء العمارة المجيدية وما زال المحراب موجوداً إلا أنه غُطّي بدولابٍ خشبيٍ تُوضع فيه المصاحف.
5- محراب فاطمة:
ويوجد أمام محراب التهجد داخل المقصورة، خلف حجرة النبي محمد، وهو محراب مجوف مرخم شبيه بمحراب النبي محمد.
6- المحراب السليماني:
ويُسمّى بـ «المحراب الحنفي»، وهو علي يمين الواقف في المحراب النبوي عند الأسطوانة الثالثة غربي المنبر. حيث كانت الإمامة في المسجد للمالكية، وفي القرن السابع الهجري تم تعيين إمام شافعي، وفي النصف الثاني من القرن التاسع الهجري، تم تعيين إمام حنفي وقام طوغان شيخ ببناء هذا المحراب، بعد عام 860 هـ، ولهذا عُرف بـ «المحراب الحنفي»،  واستمر هذا المحراب إلى أن جدده السلطان سليمان خان المعروف بسليمان القانوني، وزخرفه بالرّخام الأبيض والأسود، وكتب عليه: «أنشأ هذا المحراب المبارك الملك المظفر السلطان سليمان شاه ابن السلطان سليم خان بن السلطان بايزيد خان أعز الله أنصاره تاريخ شهر جمادى الأولى سنة ثمان وتسعمائة من الهجرة النبوية»، واشتهر هذا المحراب لاحقاً بـ «المحراب السليماني».

## أبواب المسجد النبوي

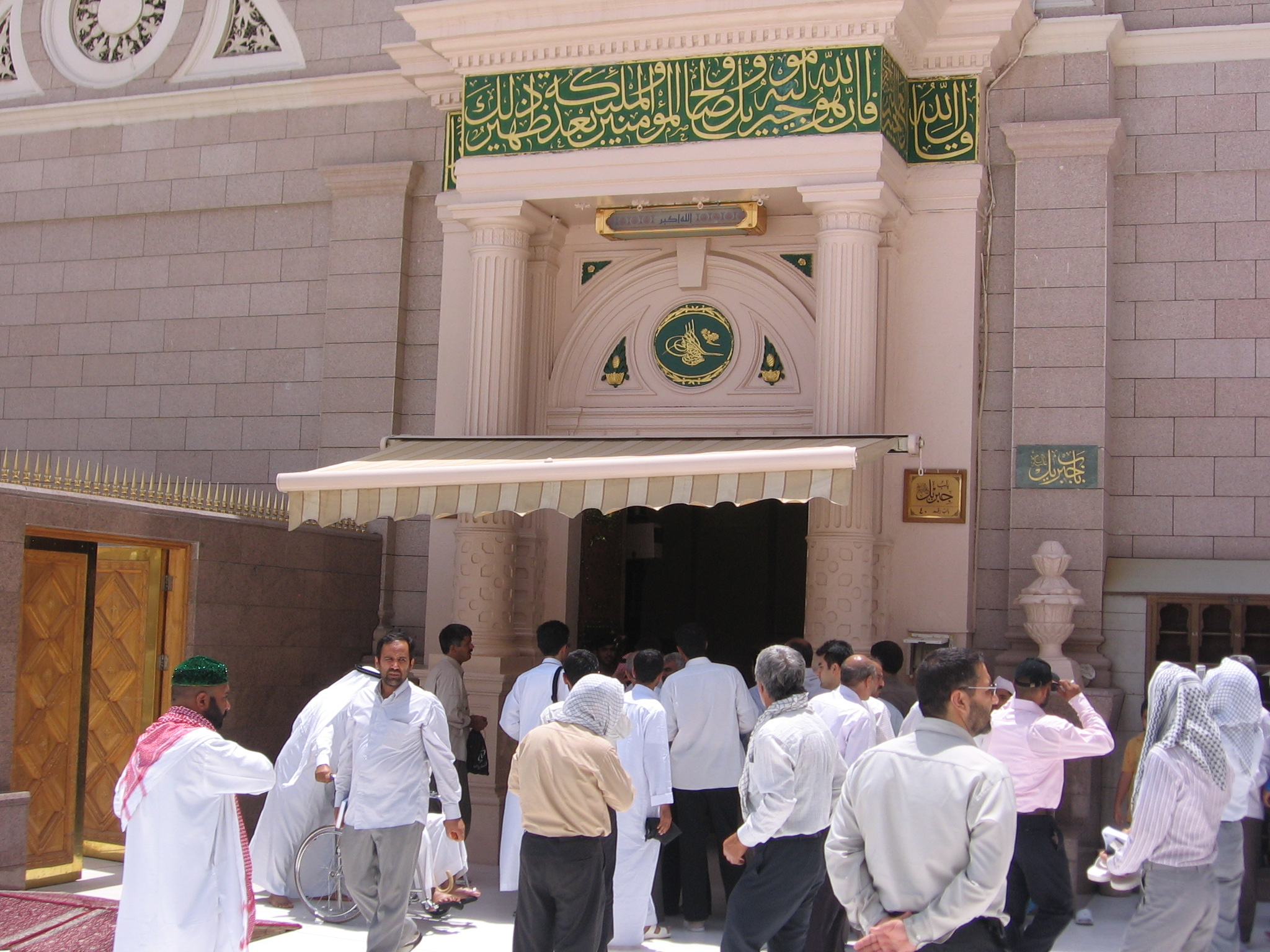
باب جبريل حالياً في الجدار الشرقي للمسجد النبوي

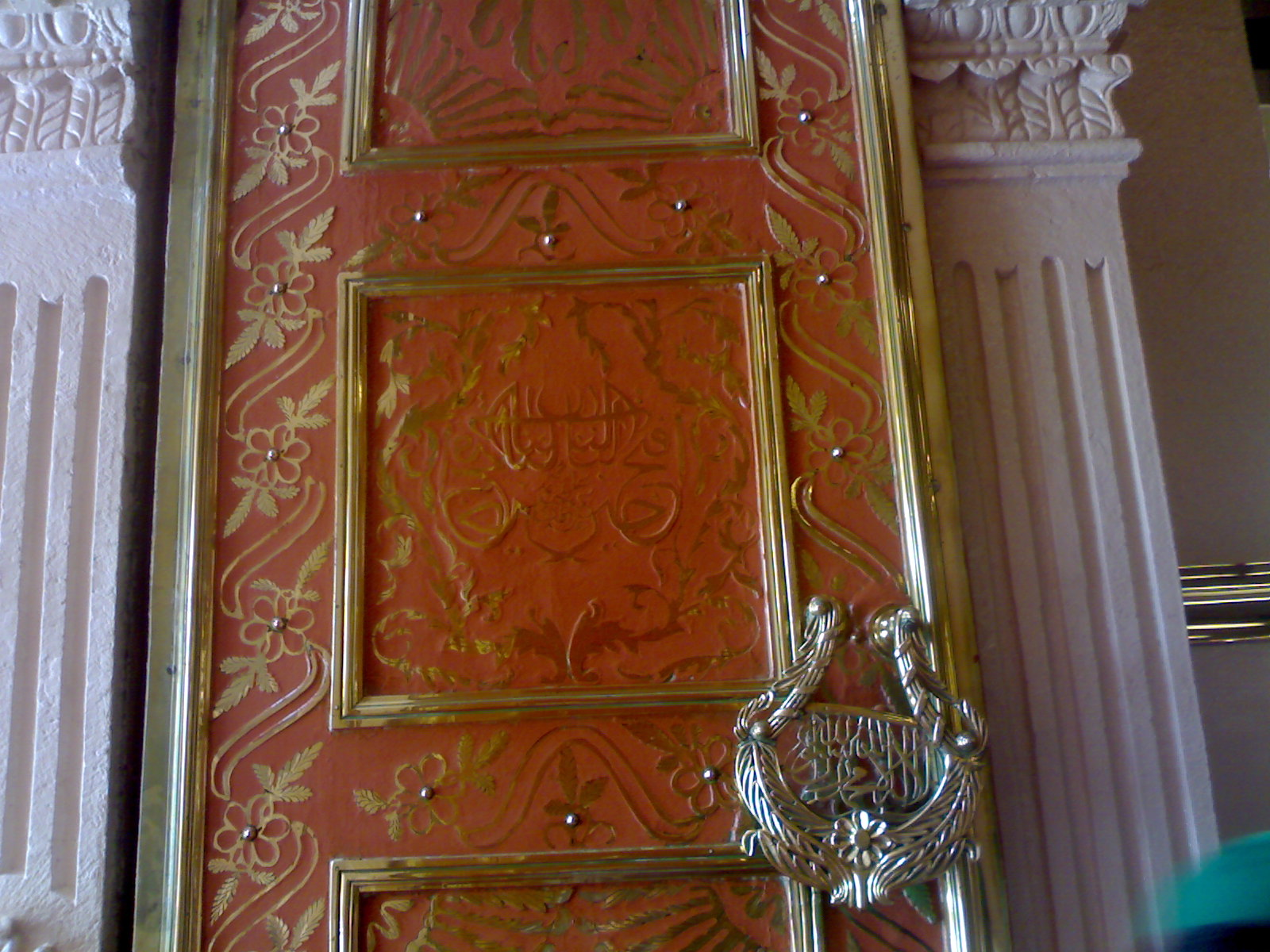
باب السلام، وهو مما بقي من توسعة السلطان عبد المجيد الأول

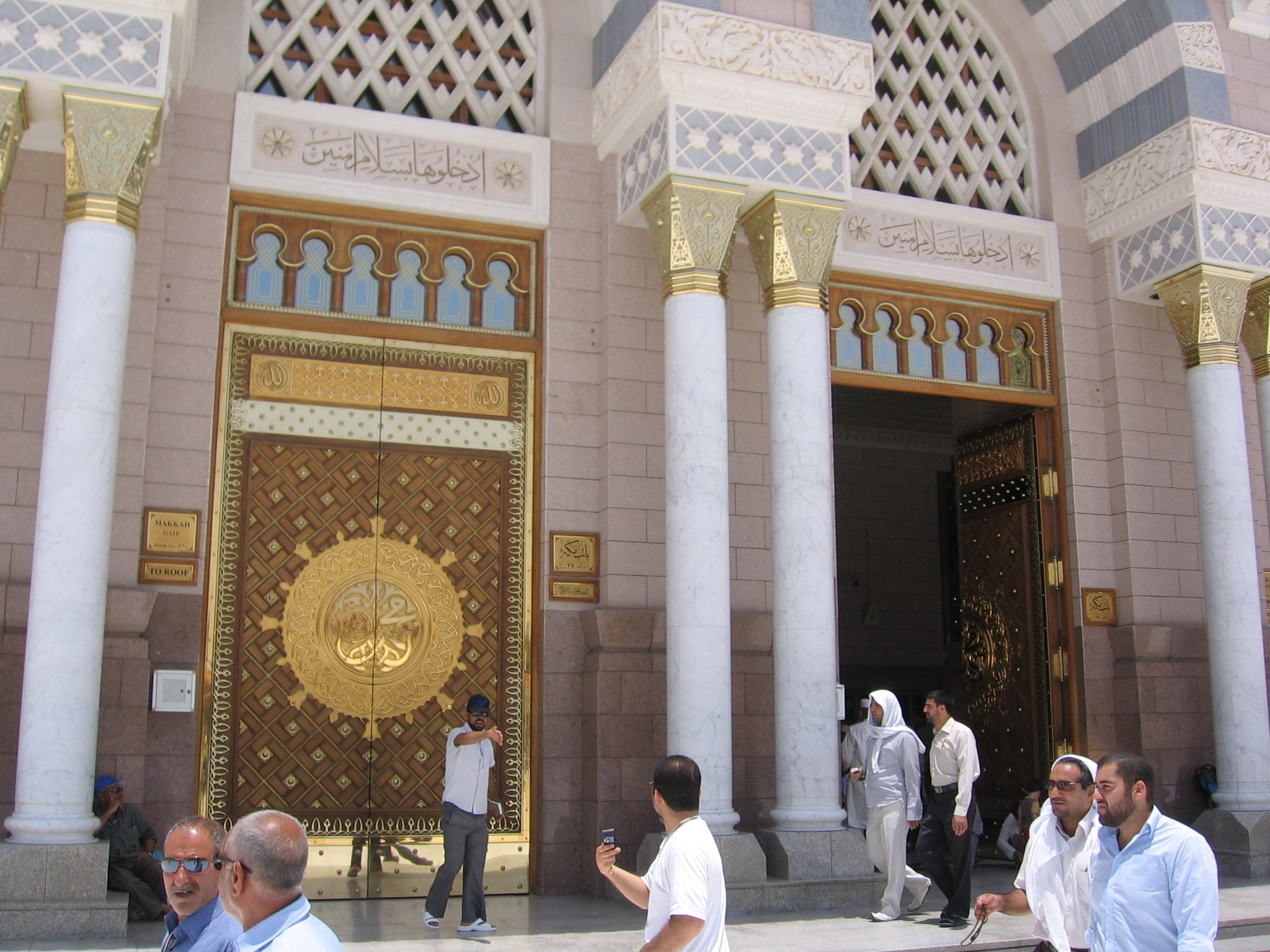
البوابات الحديثة للمسجد، والتي تم إنشائها في التوسعة السعودية الثانية

في عهد النبي محمد كان للمسجد 3 أبواب: باب في الخلف، وباب عاتكة (ويُقال له باب الرحمة)، والباب الذي كان يدخل منه (ويُقال له باب جبريل). ثم عندما أُمر المسلمون بتحويل القبلة إلى الكعبة، سُدّ الباب الخلفي، وفُتح باب آخر في الجهة الشمالية. وعند توسعة المسجد في عهد عمر بن الخطاب، زاد على الأبواب الموجودة 3 أبواب: واحد في الجدار الشرقي (باب النساء)، وواحد في الجدار الغربي (باب السلام)، وزاد بابا في الجدار الشمالي، لتكون المحصلة 6 أبواب. وعند توسعة المسجد في عهد عثمان بن عفان، لم يزد عليها شيئاً. وعند توسعة المسجد في عهد عمر بن عبد العزيز، أصبح للمسجد 20 باباً: 8 في الجهة الشرقية، و 8 في الجهة الغربية، و 4 في الجهة الشمالية. وبعد زيارة المهدي سنة 165 هـ، زاد 4 أبواب خاصة غير عامة في جهة القبلة. وقد تم إغلاق هذه الأبواب جميعها قديماً عند تجديد حيطان المسجد، وبقيت منها 4 أبواب فقط.
واستقر المسجد على 4 أبواب إلى أن أضيف باب في الجهة الشمالية أثناء العمارة المجيدية سنة 1277 هـ، فصار للمسجد 5 أبواب: بابان في الجهة الشرقية (باب جبريل، وباب النساء)، وبابان في الجهة الغربية (باب السلام، وباب الرحمة)، وباب في الجهة الشمالية (الباب المجيدي). وبعد التوسعة السعودية الأولى سنة 1375 هـ الموافق 1955، أصبح للمسجد 10 أبواب بعد أن زيد باب الصديق، وباب سعود، وباب الملك عبد العزيز، وباب عمر، وباب عثمان. وفي عام 1987، فُتح باب البقيع في الجدار الشرقي، بذلك ارتفع عدد الأبواب إلى 11 باباً. وبعد التوسعة السعودية الثانية أصبح 5 منها داخل مبنى التوسعة الجديدة، وصار عدد المداخل الإجمالي 41 مدخلاً، بعضها يتكون من باب واحد، وبعضها من بابين ملتصقين و 3 أبواب و 5 أبواب متلاصقة، فيصير العدد الإجمالي 85 باباً. وأمّا أهمّ أبواب المسجد التاريخية، فهي:
1- باب جبريل:
يقع هذا الباب في الجدار الشرقي للمسجد، وكان يسمى بـ "باب النبي ﷺ" لأن النبي محمد كان يدخل منه للصّلاة. وكان يُسمى بـ «باب عثمان»، لوقوعه مقابل دار عثمان بن عفان،  وَسَمِّي بباب جبريل، لما رُوي أن جبريل جاء على فرس في صورة دحية الكلبي، ووقف بباب المسجد وأشار للنبي محمد بالمسير إلى قريظة. ولما وسع عمر بن عبد العزيز المسجد، جعل مكان الباب باباً مقابل الحجرة النبوية، وقد سُدّ الباب لاحقاً عند تجديد الحائط، وفي مكانه اليوم نافذة إلى خارج المسجد، وهو الشباك الثاني على يمين الخارج من باب جبريل، وكتب في أعلى النافذة آية ﴿إِنَّ اللَّهَ وَمَلائِكَتَهُ يُصَلُّونَ عَلَى النَّبِيِّ يَا أَيُّهَا الَّذِينَ آمَنُوا صَلُّوا عَلَيْهِ وَسَلِّمُوا تَسْلِيمًا﴾
2- باب النساء:
فَتَح هذا الباب عمر بن الخطاب في الجدار الشرقي في مؤخرة المسجد، حيث رُوي عن النبي محمد أنه قال: «لو تركنا هذا الباب للنساء». وكان كلما زيد في المسجد من جهته، بُني في محاذاة الأول.
3- باب الرحمة:
فَتح هذا الباب النبي محمد في الجدار الغربي للمسجد، وكان كلما زِيد في المسجد من جهته، بُني في محاذاة الأول. وكان يُسمّى «باب عاتكة»، لوقوعه مقابل دار عاتكة بنت عبد الله بن يزيد بن معاوية. وسُمي بباب الرحمة لأنه المشار إليه بنحو «دار القضاء» الذي سأل بعض من دخل منه النبي محمد في الاستسقاء، ففعل وأُجيب بالغيث والرحمة.
4- باب السّلام:
ويُقال له أيضاً «باب الخشية» و«باب الخشوع»، وقد فتح هذا الباب عمر بن الخطاب في الجدار الغربي للمسجد، وسُمّي بذلك لأنه في محاذاة المواجهة الشريفة والتي هي موضع الزائر للسّلام على النبي محمد.
5- باب عبد المجيد:
فتح هذا الباب السلطان عبد المجيد الأول في الجهة الشمالية للمسجد سنة 1277 هـ، فعُرف بـ «الباب المجيدية». ولما زيد في المسجد من الجهة الشمالية أثناء التوسعة السعودية الأولى، نُقل الباب في محاذاة مكانه الأول،  وهو حالياً داخل التوسعة السعودية الثانية في محاذاة المدخل الرئيسي للمسجد.

## مآذن المسجد النبوي

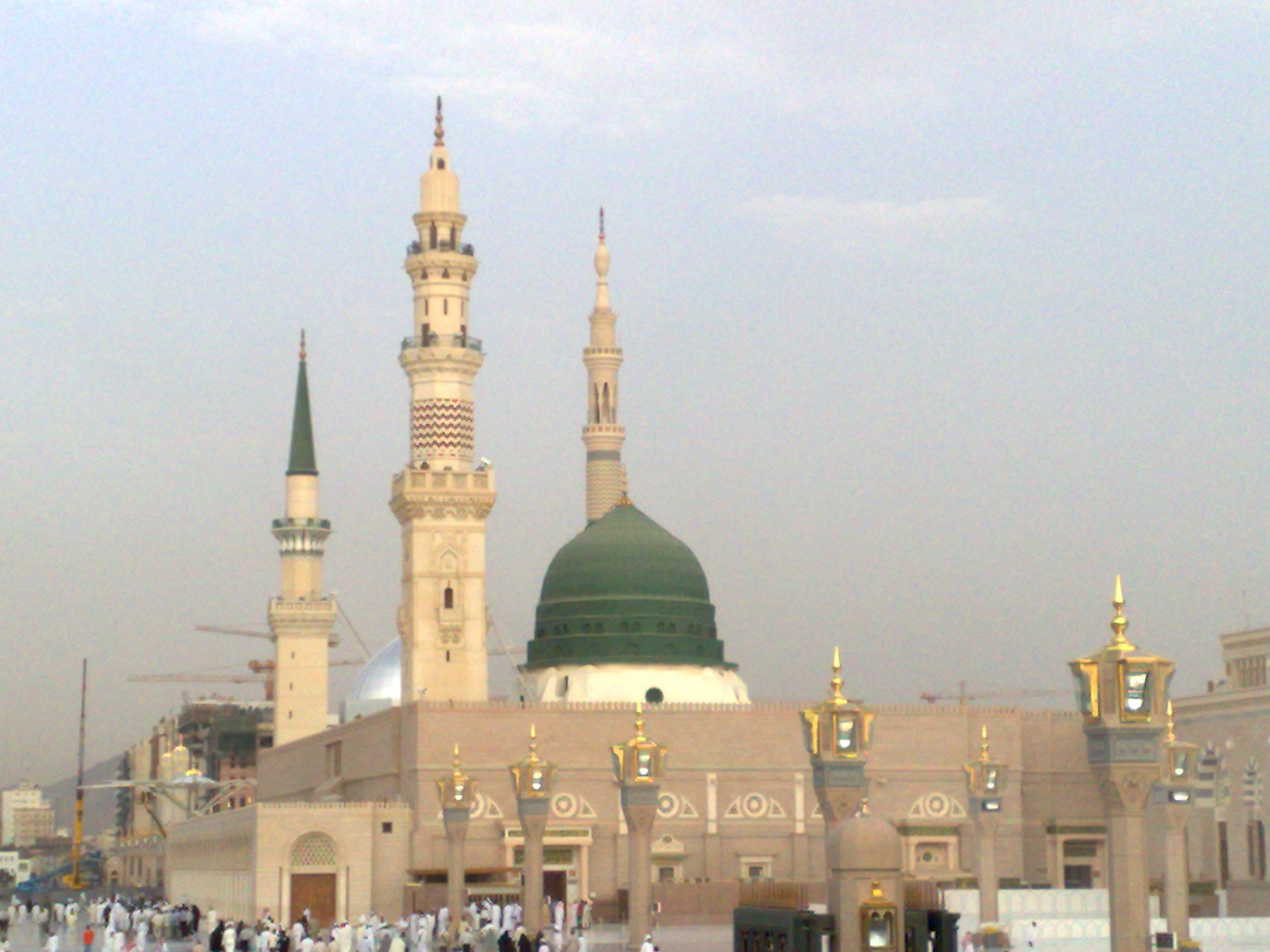
صورة تظهر فيها "المئذنة الرئيسية" (في الوسط)، و«مئذنة باب السلام» (على اليسار)، والمئذنة الجديدة التي أنشئت خلال التوسعة السعودية (على اليمين)

لم يكن في عهد النبي محمد أي مآذن، ولا في عهد الخلفاء الراشدين. وكان أول من أحدثها في المسجد النبوي عمر بن عبد العزيز أثناء توسعته عام 91 هـ، فقد بنى للمسجد 4 مآذن في كل زاوية من زواياه. وكان طول هذه المآذن حوالي 27.5 متراً، وعرضها 4×4 م. وقد كان في عمارة المسجد النبوي في عمارة السلطان عبد المجيد الأول 5 مآذن هي:
1- المئذنة الشامية الغربية:
وتُسمّى «الشكيلية» و«الخشبية» و«المجيدية»، وموقعها في الركن الشمالي الغربي للمسجد، وقد أزيلت في التوسعة السعودية الأولى، وبُني مكانها مئذنة أخرى.
2- المئذنة الشامية الشرقية:
وتُسمّى «السنجارية» و«العزيزية»، لعمارة السلطان عبد العزيز الأول لها، وموقعها في الركن الشمالي الشرقي، وقد أزيلت في التوسعة السعودية الأولى، وبُني مكانها مئذنة أخرى.
3- المئذنة الجنوبية الشرقية:
وتُسمّى «المئذنة الرئيسية»، وتحمل هذا الاسم إلى الآن، وهي المئذنة المجاورة للقبة الخضراء، وموقعها في الركن الجنوبي الشرقي للمسجد. وقد عمّرها السلطان قايتباي 3 مرات سنة 886 هـ و888 هـ و892 هـ، واتخذ لها أحجاراً سوداء، وزاد في طولها نحو 60 متراً، وهي الآن على عمارة قايتباي لها.
4- المئذنة الجنوبية الغربية:
وتُسمّى «مئذنة باب السلام»، وهي الآن موجودة منذ عمارة السلطان محمد بن قلاوون سنة 706 هـ، وتقع في الركن الجنوبي الغربي من المسجد، وقد كانت مطلة على دار مروان بن الحكم، فأمر بهدمها لكشفها داره، ولم يزل المسجد على 3 مآذن إلى أن أمر السلطان الناصر محمد بن قلاوون بإنشاء الرابعة سنة 706 هـ.
5- المئذنة الغربية:
وَتَسَمَّى «مئذنة باب الرحمة»، عمّرها السلطان قايتباي سنة 888 هـ، وبُنيت خارج جدران المسجد النبوي، ضمن الدار الملاصقة للمسجد قرب باب الرحمة، وهي الدار التي كانت مخصصة لسكنى المدرسة المحمودية. وقد أزيلت هذه المئذنة في التوسعة السعودية الأولى مع الدار والمدرسة لتوسعة ما حول المسجد النبوي.
وفي التوسعة السعودية الأولى، هُدمت 3 مآذن هي التي كانت عند باب الرحمة والمئذنة السنجارية والمجيدية في الجهة الشمالية، وبُنيت مئذنتان في الركن الشرقي والغربي من الجهة الشمالية، وارتفاع كل منها 72 متراً، فأصبح للمسجد 4 مآذن في أركانه الأربعة. ثم في التوسعة السعودية الثانية، أُقيمت في مبنى التوسعة 6 مآذن، 4 منها موجودة بالأركان الأربعة للتوسعة، ومئذنتان في منتصف الجانب الشمالي، بارتفاع 103.89 متراً مع الهلال.

## أساطين المسجد النبوي

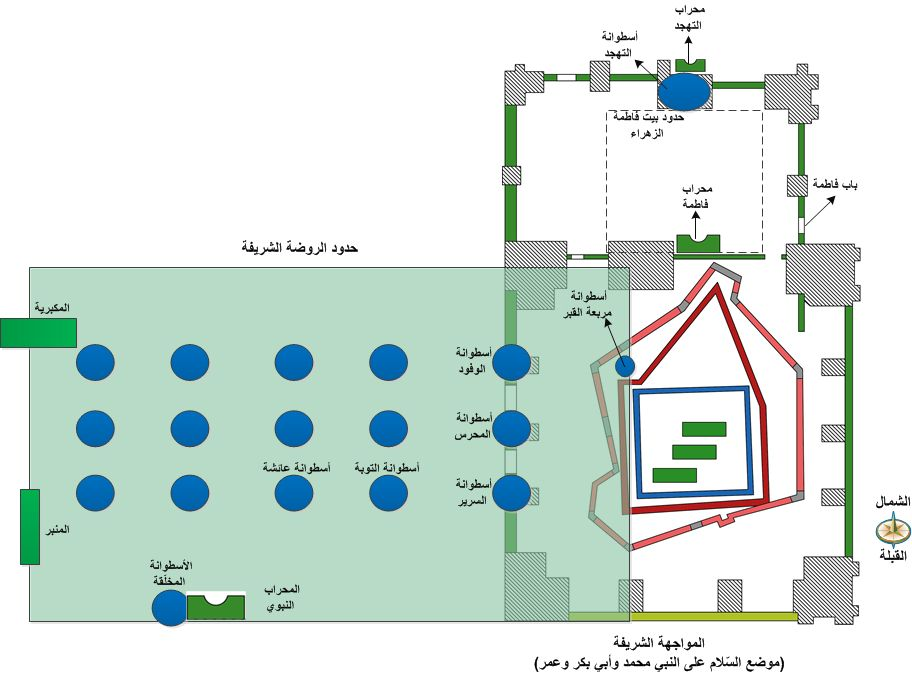
رسم يوضح أماكن أساطين المسجد النبوي التاريخية

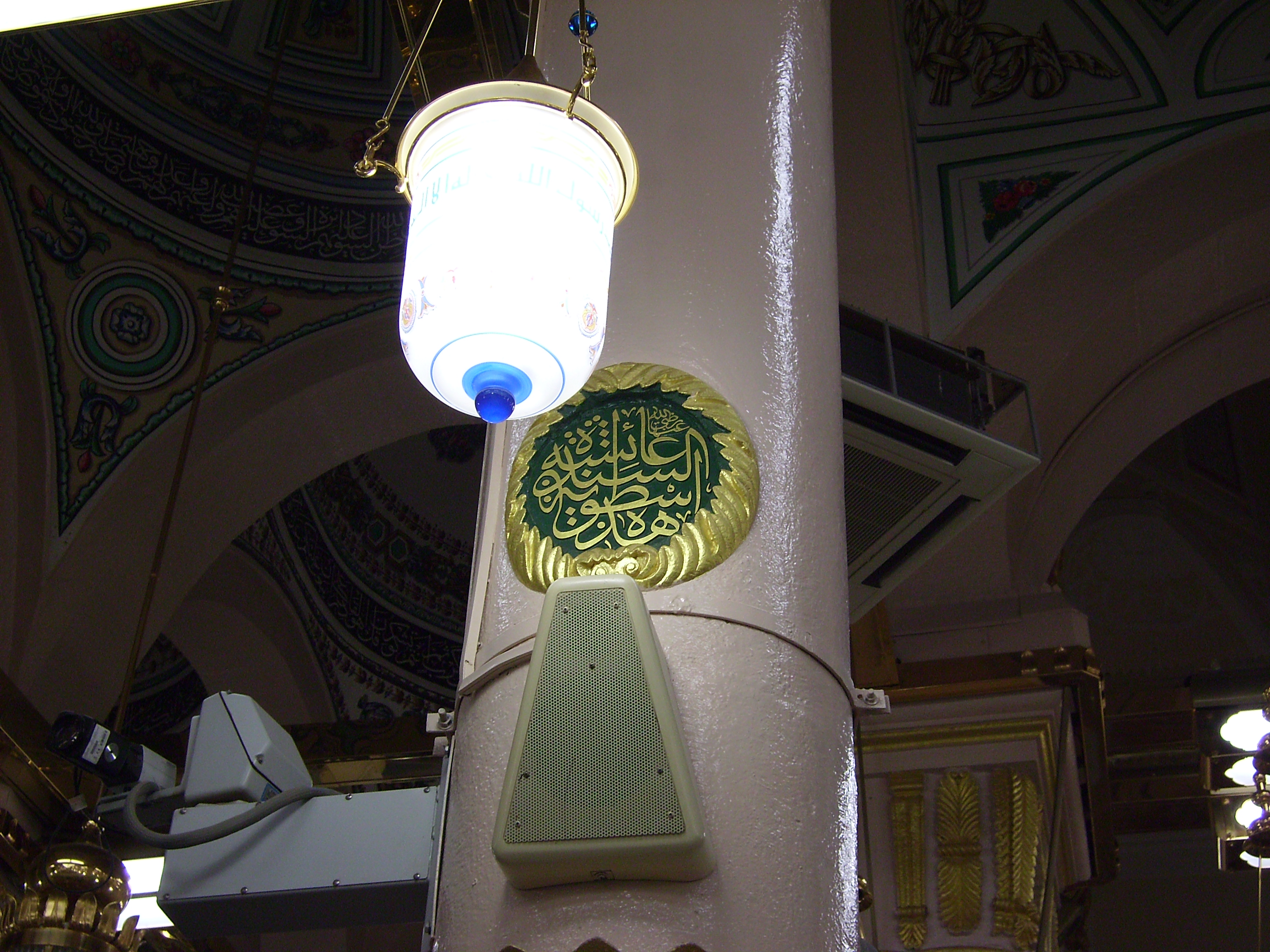
أسطوانة عائشة

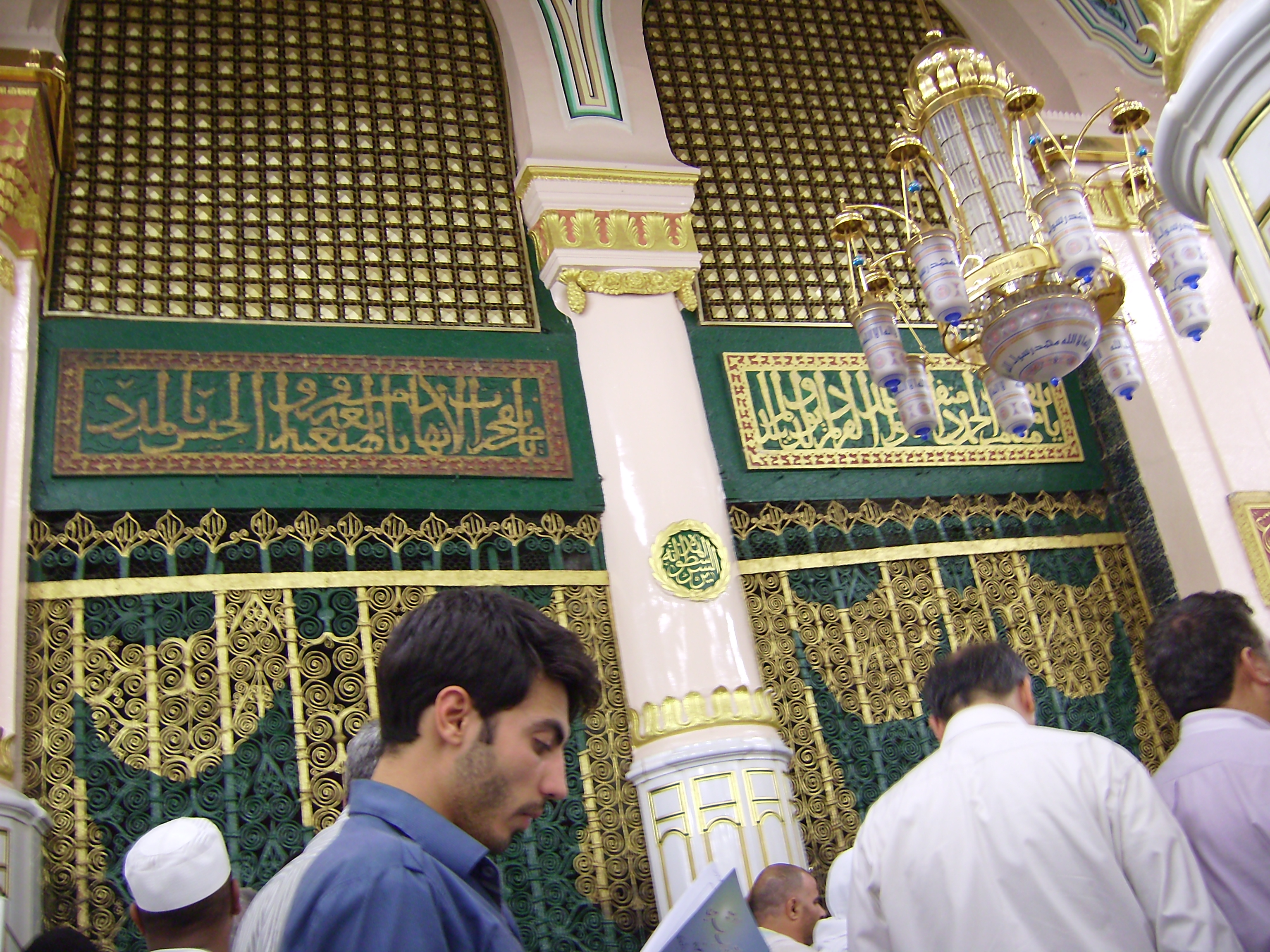
الجهة الغربية للمقصورة النبوية، تظهر فيها "أسطوانة السرير"

وهي السواري (الأعمدة) التي في المسجد النبوي في القسم القبلي منه أقيمت في عمارة السلطان العثماني عبد المجيد الأول في مكان السواري التي كانت في عهد النبي محمد من جذوع النخل، فقد تحرّوا عند البناء مواقعها. وإذا أطلق اسم على سارية فالمقصود بذلك مكانها. وفي المسجد النبوي 8 سواري أسطوانات دخلت التاريخ، فقد كان لكل واحدة منها قصّة في زمن النبي محمد، وهي:
1- الأسطوانة المخلّقة:
وتُعرف بالأسطوانة «المطيّبة» و«المعطّرة ، وعَلَم المصلّى» أي أنها عَلَم (إشارة) على مصلّى النبي محمد، لذلك هي موجودة الآن ملاصقة للمحراب النبوي. وقد كان الصحابي سلمة بن الأكوع يتحرّى الصلاة عندها، فلما سُئل عن ذلك قال: «إني رأيت النبي يتحرى الصلاة عندها». ونُقل عن مالك قوله: «أحب مواضع التنفل فيه مصلى النبي حيث العمود المخلّق».
2- أسطوانة السيدة عائشة:
وهي الثالثة من المنبر، والثالثة من القبر، والثالثة من القبلة، وتُعرف بأسطوانة «القُرعة» و«المهاجرين»، وقد سَمَّيْت بأسطوانة عائشة، لأن عائشة بنت أبي بكر هي التي أخبرت بها، وحددت مكانها،  وقيل: هي التي كانت عائشة تتهجد عندها ليلاً. أما تسميتها بأسطوانة القرعة، فللحديث الذي روته عائشة، عن النبي محمد أنه قال: «إن في مسجدي لبقعة قبل هذه الأسطوانة، لو يعلم الناس، ما صلّوا فيها إلا أن تطير لهم قُرعة». وأما تسميتها بأسطوانة المهاجرين، فلأن أكابر الصحابة من المهاجرين، كانوا يجتمعون عندها، واعتادوا الجلوس حولها، وتحروا الصلاة إلى جوارها. وهي الأسطوانة التي صلّى عندها النبي محمد بالمسلمين بضعة عشر يوماً بعد تحويل القبلة.
3- أسطوانة التوبة:
وهي الرابعة من المنبر، والثانية من القبر، والثالثة من القبلة، وَتُعْرَف بأسطوانة «أبي لبابة»، لأنه ربط نفسه بضع عشر ليلة بعد الذي أفضى به لحلفائه بني قريظة، وبعد أن ندم على ما فعل كانت ابنته تحلّ رباطه إذا حضرت الصلاة، وحلف إلا يحلّ نفسه حتى يحله النبي محمد، فحلّه بعد أن نزلت توبته في القرآن الكريم. وكان النبي محمد يصلي نوافله عند هذه الأسطوانة، وينصرف إليها بعد صلاة الفجر، ويعتكف وراءها.
4- أسطوانة السرير:
وتقع شرقي أسطوانة التوبة وتلتصق بالشباك المطل على الروضة. وهي محلّ اعتكاف النبي محمد، فقد كان له سرير من جريد النخل، وكان يوضع عند هذه السارية، كذلك كانت له وسادة تطرح له، فكان يضطجع على سريره عند هذه الأسطوانة.
5- أسطوانة المحرس:
وتقع خلف أسطوانة السرير من جهة الشمال، وهي مقابل الخوخة التي كان النبي محمد يخرج منها إذا كان في بيت عائشة بنت أبي بكر إلى الروضة للصلاة، كما تسمى بأسطوانة علي بن أبي طالب لأنه كان يجلس عندها يحرس النبي محمد.
6- أسطوانة الوفود:
وتقع خلف أسطوانة المحرس من الشمال، وكان النبي محمد يجلس إليها لوفود العرب إذا جاءته. وكانت تعرف بمجلس القلادة، يجلس إليها سراة الصحابة وأفاضلهم.
7- أسطوانة مربعة القبر:
ويقال لها «مقام جبريل»، وتقع في حائز الحجرة المخمّس عند المنحرف الغربي إلى الشمال بينها وبين أسطوانة الوفود، الأسطوانة اللاصقة بشباك الحجرة.
8- أسطوانة التهجد:
وتقع خلف بيت فاطمة بنت محمد من جهة الشمال، وفيها «محراب التهجد» إذا توجّه المصلي إليه كانت يساره إلى جهة باب عثمان المعروف بباب جبريل. وذكر السمهودي ما يدل على أفضلية الصلاة عند هذه الأسطوانة حيث يقول: «قال عيسى: وحدثني سعيد بن عبد الله بن فضيل قال: «مُرَبِّي محمد بن الحنفية وأنا أصلي إليها، فقال لي: أراك تلزم هذه الأسطوانة، هل جاءك فيها أثر؟ قلت: لا، قال: فالزمها فإنها كانت مصلى رسول الله من الليل»».

## الحجرات النبوية

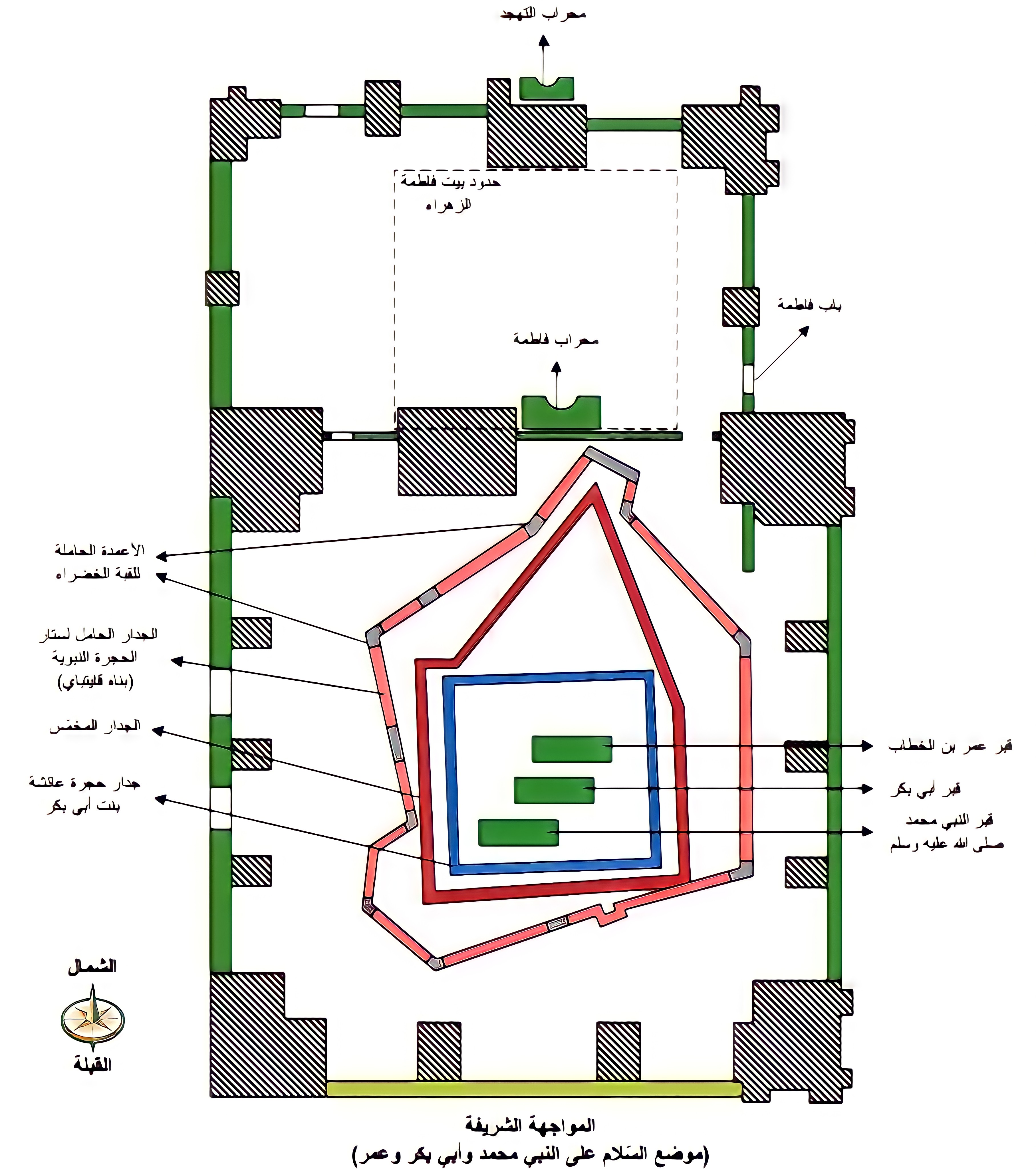
رسم يبيّن الحجرة النبوية وما حولها من الجُدُر

نموذج للحجرات النبوية بجانب المسجد النبوي في عهد النبي محمد

وهي البيوت التي سكنها النبي محمد مع أزواجه أمهات المؤمنين، فعندما قدم النبي المدينة المنورة، بنى مسجده وبنى حجرتين لزوجتيه عائشة بنت أبي بكر وسودة بنت زمعة، ولما تزوّج بقية نسائه، بنى لهنّ حجرات، وكانت هذه الحجرات مطلّة على المسجد من جهة القبلة والمشرق والشمال، مبنيّة من اللبن وجريد النخل. ولما قام عمر بن عبد العزيز بتوسعة المسجد، هدم الحجرات النبوية وأدخلَها في المسجد إلا حجرة عائشة، والتي يُعبّر عنها الآن بـ «الحجرة النبوية الشريفة»، وهي البيت الذي كان يسكن فيه النبي محمد مع زوجته عائشة بنت أبي بكر، والذي دُفن فيه بعد وفاته (كما نُقل ذلك بالتواتر)،  ودُفن فيه أيضاً أبو بكر الصديق وعمر بن الخطاب، ثم سيُدفن فيه النّبي عيسى بن مريم بعد نزوله إلى الأرض بحسب اعتقاد المسلمين.
في بداية الأمر كانت حجرة عائشة بنت أبي بكر مصنوعة من جريد النخل مستورة بكساء الشعر، وكان بابه مِصْرَاعَا من عرعر أو ساج، فلما تولّى عمر بن الخطاب أعاد بناء الحجرة، واستبدل الجريد بجدار من لبن، ثم بنى عبد الله بن الزبير جدار الحجرة، روى ابن سعد عن عبيد الله بن أبي يزيد قال: «لم يكن على عهد النبي ﷺ على بيت النبي ﷺ حائط، وكان أوّل من بنى عليه جداراً عمر بن الخطاب، وكان جداره قصيراً، ثم بناه عبد الله بن الزبير بعد، وزاد فيه». وأثناء عمارة عمر بن عبد العزيز للمسجد، أعاد بناء الحجرة بأحجار سوداء بنفس المساحة. بعد مضي فترة من الزمن ظهر انشقاق في جدار الحجرة، فسُدّ بإفراغ الجص فيه، واستمر هذا الوضع إلى أن تم تجديد جدار الحجرة في عهد السلطان قايتباي سنة 881 هـ.

### صفة القبور الثلاثة

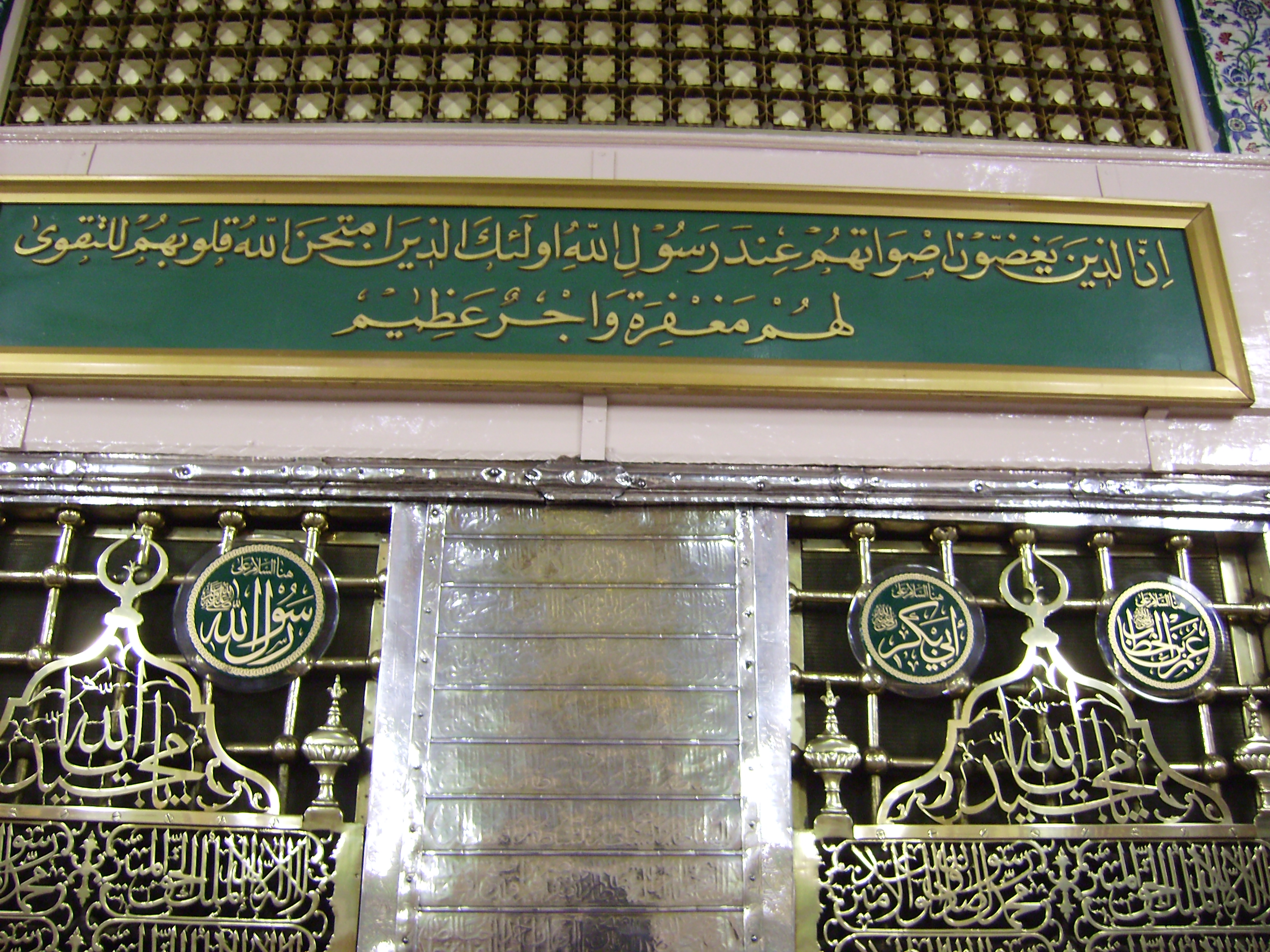
واجهة ضريح النبي محمد وأبي بكر وعمر داخل المسجد النبوي. وعليه لوحة من الفضة هدية من السلطان العثماني أحمد الأول في القرن 11 هجري وضعت فوق باب التوبة في المواجهة الشريفة.

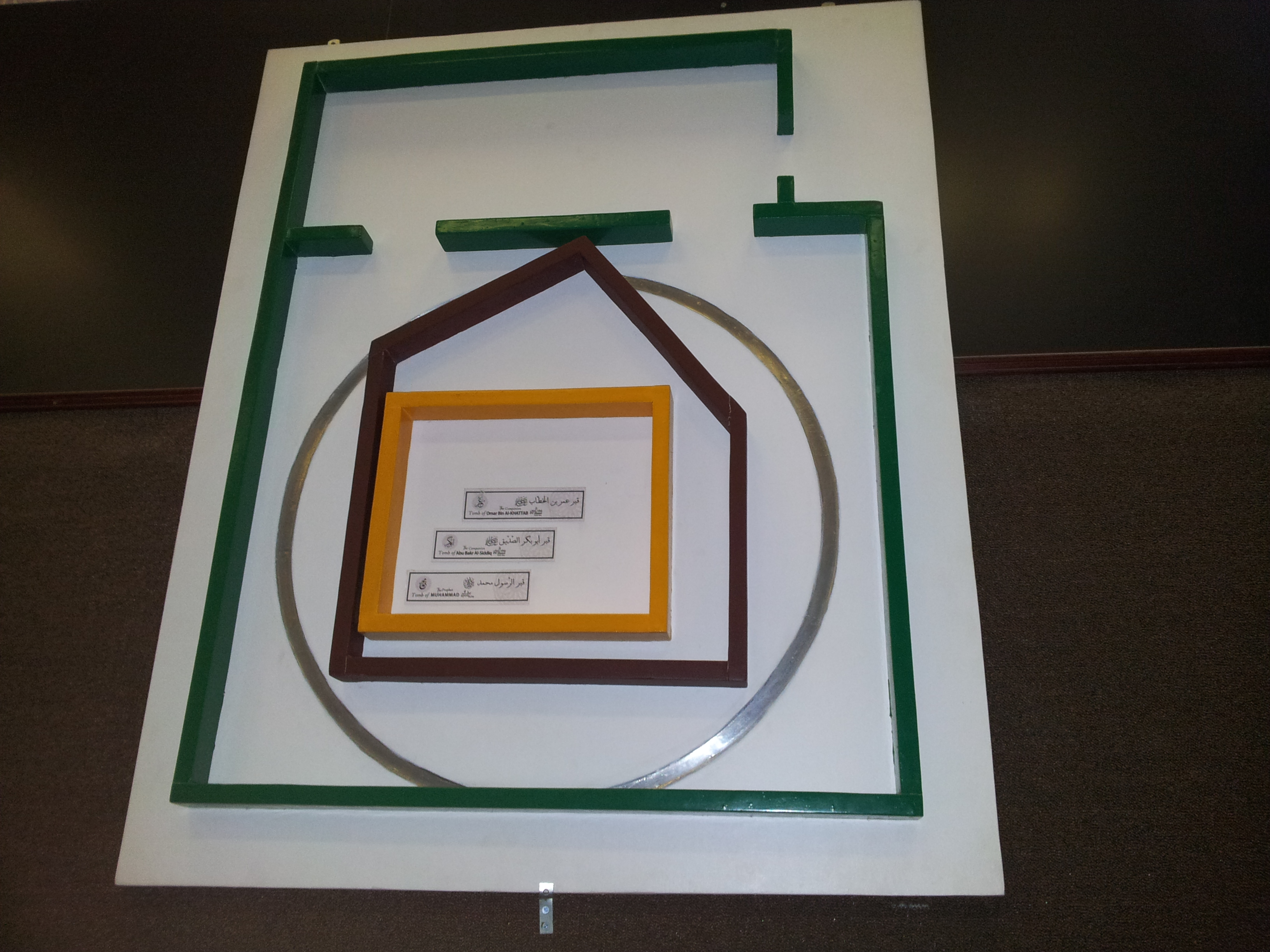
نموذج للحجرة النبوية وتظهر فيها مواضع القبور الثلاثة، والحائط المخمّس المحيط بسور الحجرة

اختلفت الروايات التاريخية في بيان صفة قبر النّبي محمد وأبي بكر وعمر في الحجرة النبوية، ورجّح السمهودي القول بأن قبر النبي محمد موجود في جهة القِبلة مُقدّماً، ويليه قبر أبي بكر من الخلف ورأسه عند كتف النبي محمد، ويليه قبر عمر ورأسه عند كتف أبي بكر، كما رُوى ذلك عن نافع بن أبي نعيم، وقال السمهودي بأن هذه الرواية هي التي عليها الأكثر. وفيما يلي روايات عن صفة القبور:
- روى البخاري عن سفيان التمار: «أنه رأى قبر النبي صلى الله عليه وسلم مسنماً».[77]
- رُوي عن القاسم بن محمد بن أبي بكر أنه قال: «دخلتُ على عائشةَ رضي اللهُ عنها فقلتُ: يا أُمَّاه! اكْشِفِي لي عن قبرِ اَلنَّبِيّ صَلَّى اللهُ عليهِ وَسُلَّم وصاحِبَيه، فكشفتْ لي عن ثلاثةِ قبورٍ لا مُشرفةٍ ولا لِوَاطِئَة، بِمُطَوِّحَة ببطحاءِ العَرْصةِ الحمراءِ، فرأيتُ رسولَ اللهِ صلَّى اللهُ عليهِ وسلَّمَ مُقدِمًا، وأبا بكرٍ رضي اللهُ عنه رأسُه بينَ كَتِفَيْ النبيِّ صلَّى اللهُ عليهِ وسلَّمَ، وعمرُ رضي اللهُ عنه رأسُهُ عندَ رِجلَيْ النبيِّ صلَّى اللهُ عليهِ وسلَّمَ».[78]
- روى أبو بكر الآجري في صفة قبر النبي محمد عن غنيم بن بسطام المدني قال: «رأيت قبر النبي ﷺ في إمارة عمر بن عبد العزيز، فرأيته مرتفعاً نحواً من أربع أصابع».[79]
- روى السمهودي قصة دخوله للحجرة سنة 878 هـ، فقال: «دخلت الحجرة الشريفة من مؤخرها، فشممت رائحة ما شممت في عمري أطيبَ منها، ثم سلّمت على أشرف الأنبياء، ثم على ضجيعيه خلاصة الأصفياء، فلمّا قضيت من ذلك الوطر، متّعت عيني من تلك الساحة بالنظر لأتحف بوصفها للمشتاقين، فتأمّلت الحجرة الشريفة، فإذا هي أرض مستوية، وتناولت من ترابها بيدي فإذا نداوة وحصباء، ولم أجد للقبور الشريفة أثراً، غير أنّ بأوسط الحجرة موضعاً فيه ارتفاع يسير جداً ولعله قبر عمر».[80]

وتفيد الآثار عن وجود موضع لقبر رابع في الحجرة، حيث عَرضت عائشة بنت أبي بكر على عبد الرحمن بن عوف أن يُدفَن في هذا الموضع بعد وفاته، لكنه رفض وقال: «إِني سمعتك تقولين: ما وَضعتُ خمَاري منذ دُفن عُمَر رضي الله عنه، فأكره أن أضيّق عليك بيتك، ونتخذ بيت رسول الله مقبرة». وقد قالت أيضاً في وصيتها لعبد الله بن الزبير: «لا تدفني معهم، وادفني مع صواحبي بالبقيع، لا أزكى به أبداً». وقد روت كتب الحديث أن عيسى بن مريم عندما ينزل من السماء سيُدفن في هذا الموضع بعد وفاته، حيث رَوى الترمذي عن عبد الله بن سلام قال: «مكتوب في التوراة صفة محمد، وعيسى بن مريم يُدفن معه».
واجهة ضريح النبي محمد وأبي بكر وعمر داخل المسجد النبوي عليها لوحة من الفضة هدية من السلطان العثماني أحمد الأول في القرن 11 هجري وضعت فوق باب التوبة في المواجهة الشريفة
لوحة الفضة في المواجهة عليها ثبت مؤرخا في 1026 هجري غير واضح الآن شبه مطموس وهذا نصه:
بسم الله الرحمن الرحيم : نبئ عبادي أني أنا الغفور الرحيم. يا أيها النبي إنا أرسلناك شاهدا ومبشرا ونذيرا وداعيا إلى الله بإذنه وسراجا منيرا وبشر المؤمنين بأن لهم من الله فضلا كبيرا. اللهم يا رحمن بجاه هذا النبي الكريم اغفر لعبدك المنقاد لأحكام شريعة نبيك العظيم السلطان أحمد بن السلطان محمد بن السلطان مراد السلطان بن السلطان سليم بن السلطان سليمان بن السلطان سليم بن السلطان بايزيد ابن السلطان محمد بن السلطان مراد بن السلطان بايزيد بن السلطان مراد بن السلطان أورخان بن السلطان عثمان نصرا عزيزا وافتح له فتحا مبينا. و«تاريخ الإهداء بحساب الجمل» ألهمت في تاريخه أهداه حبا خالصا 1026هـ. وكذلك كتب على جانبي اللوح لا إله إلا الله الملك الحق المبين محمد رسول الله الصادق الوعد الأمين.

### الحائط المخمّس

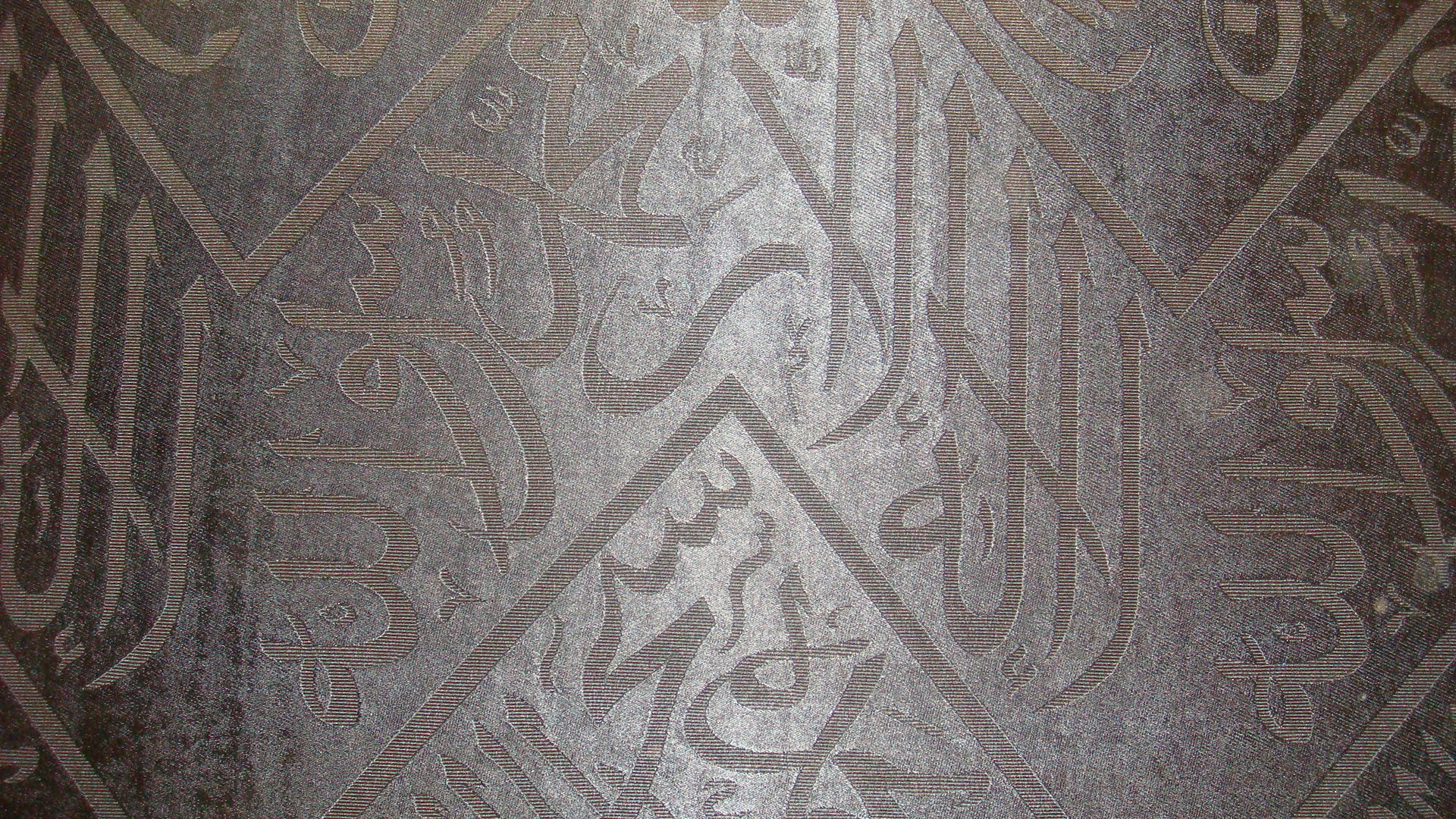
قطعة من ستار الحجرة النبوية، محفوظ في متحف المدينة المنورة

ويُسمى بـ «الحائز المخمّس»، أو «الحظيرة المخمّس»، وهو سور خماسي الشكل بناه عمر بن عبد العزيز حول الحجرة النبوية أثناء عمارته للمسجد سنة 91 هـ، وهو بارتفاع 6.5 متراً، وليس له بابٌ ولا سقفٌ. وقد ذكر السمهودي سبب كونه خماسياً لا رباعيّاً فقال: «خشية أن يشبه الكعبة المشرّفة في بنائها المربّع، وخشية أن يستقبله النّاس كما يستقبلون الكعبة»،  وقال ابن حجر الهيتمي: «لمّا وُسّع المسجد الشريف جُعلت حجرته ﷺ مثلث الشكل حتى لا يتأتّى لأحد أن يصلّي إلى جهة القبر الشريف مع استقباله القبلة».
وأما عن أبعاده، فمن الجهة الشمالية، يوجد فراغ بين هذا السور وجدار الحجرة على شكل مثلث بطول 4 أمتار، وفي الجهة الشرقية يوجد فراغ بين السور وجدار الحجرة، فعند ابتدائه من جهة الشمال نحو قدر ذراع اليد، فإذا قرب إلى القبلة يضيق إلى شبر، وهكذا بين السور وجدار الحجرة من الجهة الجنوبية يوجد فراغ أوله من الجهة الشرقية قدر ذراع ثم أقل من ذلك إلى ملتقى الحائطين من الجهة الغربية بحيث يصير قدر شبر، ولا يوجد فراغ بين السور وجدار الحجرة من الجهة الغربية. وأما طول جدران الحائط الظاهر من كل زاوية؛ فطول الجدار القبلي 8.5 متراً، وطول الجدار الغربي من القبلة إلى الزاوية التي ينحرف منها إلى جهة الشمال 8 أمتار، وطول جدار المنعطف من هذه النقطة إلى الزاوية الشمالية 6 أمتار، وطول الجدار الشرقي من القبلة إلى الزاوية التي ينحرف منه إلى جهة الشمال 6 أمتار، وطول الجدار المنعطف من هذه النقطة إلى الزاوية الشمالية 7 أمتار.
ويروي البرزنجي رؤيته للحجرة النبوية عندما رآها من شباك القبة العُليا، فقال: «فرأيت الحجرة الشريفة مربعةً، عليها غطاءٌ ساترٌ مانعٌ عن رؤية داخل الحجرة الشريفة والقبة الصغيرة غير أني رأيت وسط الغطاء محدّباً مرتفعاً قليلاً كهيئة الخيمة، الظاهر أنه ارتفع بسبب ارتفاع القبة الشريفة درابزيناً مسوراً من الجهة الشامية من خشب مصبوغ علّق عليه ستارة الحجرة الشريفة من الجهات إلا ما كان من الجهة الشامية، فإن الستارة قد أديرت من تلك الجهة على خشبتين ممدودتين من منتهى شرقي وغربي الحظار». وقد اعتنى الخلفاء والسلاطين بهذا الحائز على ممر السنين، فكانوا يقومون بترميمات مناسبة له، فبعد الحريق الأول عام 654 هـ جرى الترميم الأول له، ثم في سنة 881 هـ تم الإصلاح الشامل له، وذلك بتجديد بعض الجدران وتجديد الرخام. وما زال الحائز المخمّس على بنائه القديم إلى يومنا هذا.

باب السيدة فاطمة في القسم الشمالي من الحجرة النبوية

### المقصورة النبوية

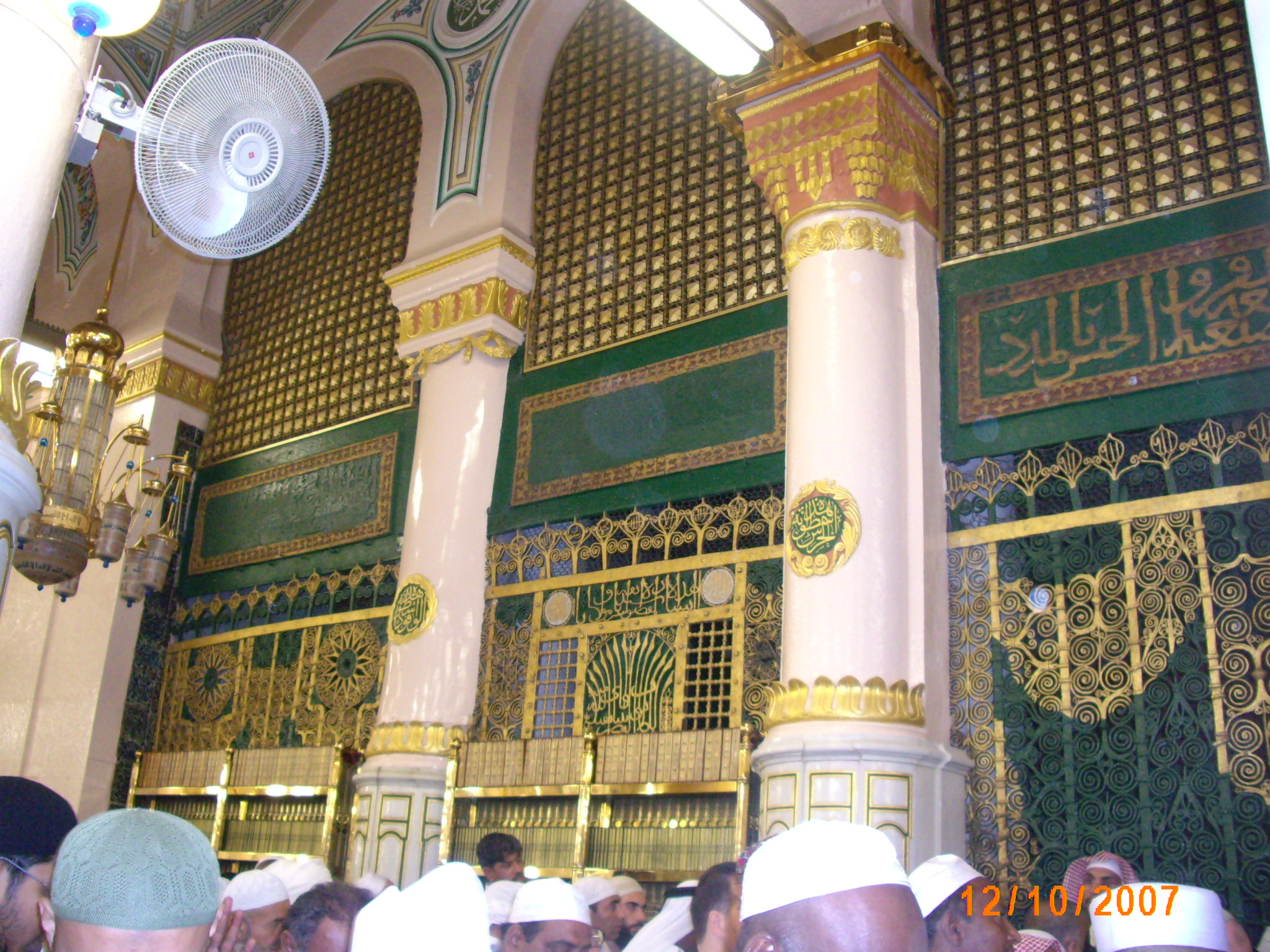
الجهة الغربية للمقصورة، ويظهر فيها "باب عائشة"، وعن يمينه "أسطوانة المحرس"، وعن يساره "أسطوانة الوفود"

وهي عبارة عن السّور الدائر حول الحائط المخمّس، ويُطلق اسم «الحجرة النبوية الشريفة» على هذه المقصورة أيضاً. وهي موجودة في القسم الجنوبي الشرقي للمسجد، مسوّرة بسور من النحاس والحديد، طول ضلعيها الجنوبي والشمالي 16 متراً، وضلعيها الشرقي والغربي 15 متراً، وأول من أحدث هذا السور الظاهر بيبرس سنة 668 هـ وكان من خشب، وكان ارتفاعه نحو القامتين، فزاد عليه الملك زين الدين كتبغا المنصوري سنة 694 هـ شباكاً ووصله بسقف المسجد. وبعد أن احترقت المقصورة الخشبية في الحريق الثاني عام 886 هـ الموافق 1481 أمر السلطان قايتباي بوضع الشبابيك النحاسية والحديدية، فوُضعت في الجهة الجنوبية، ووضعت في الجهة الشرقية والغربية والشمالية شبابيك من الحديد المصبوغ بالأخضر. ووضع أيضاً شبكة من حديد داخل المقصورة يفصل بين بيتي فاطمة الزهراء، وعائشة بنت أبي بكر، فصارت المساحة الموجودة في الجهة الشمالية كأنّها مستقلة، طولها من الجنوب 14 متراً، ومن الشرق والغرب 7 أمتار، ولها بابان على يمين المثلث ويساره.
وللمقصورة 4 أبواب: باب جنوبي، ويُسمى «باب التوبة»، وباب في الغرب، ويُقال له «باب عائشة» أو «باب الوفود»، لأنه يلي أسطوانة الوفود. وباب في الشرق، يُقال له «باب فاطمة»، لأنه قريب من بيتها. وباب في الشمال ويُقال له «باب التهجد»، لأنه قريب من محراب التهجد، وقد أُحدث عام 729 هـ. وهذه الأبواب حالياً مغلقة إلا باب فاطمة فإنه يُفْلِح للأعيان وبعض الوفود الرسميّة.

### القبة المبنية على الحجرة

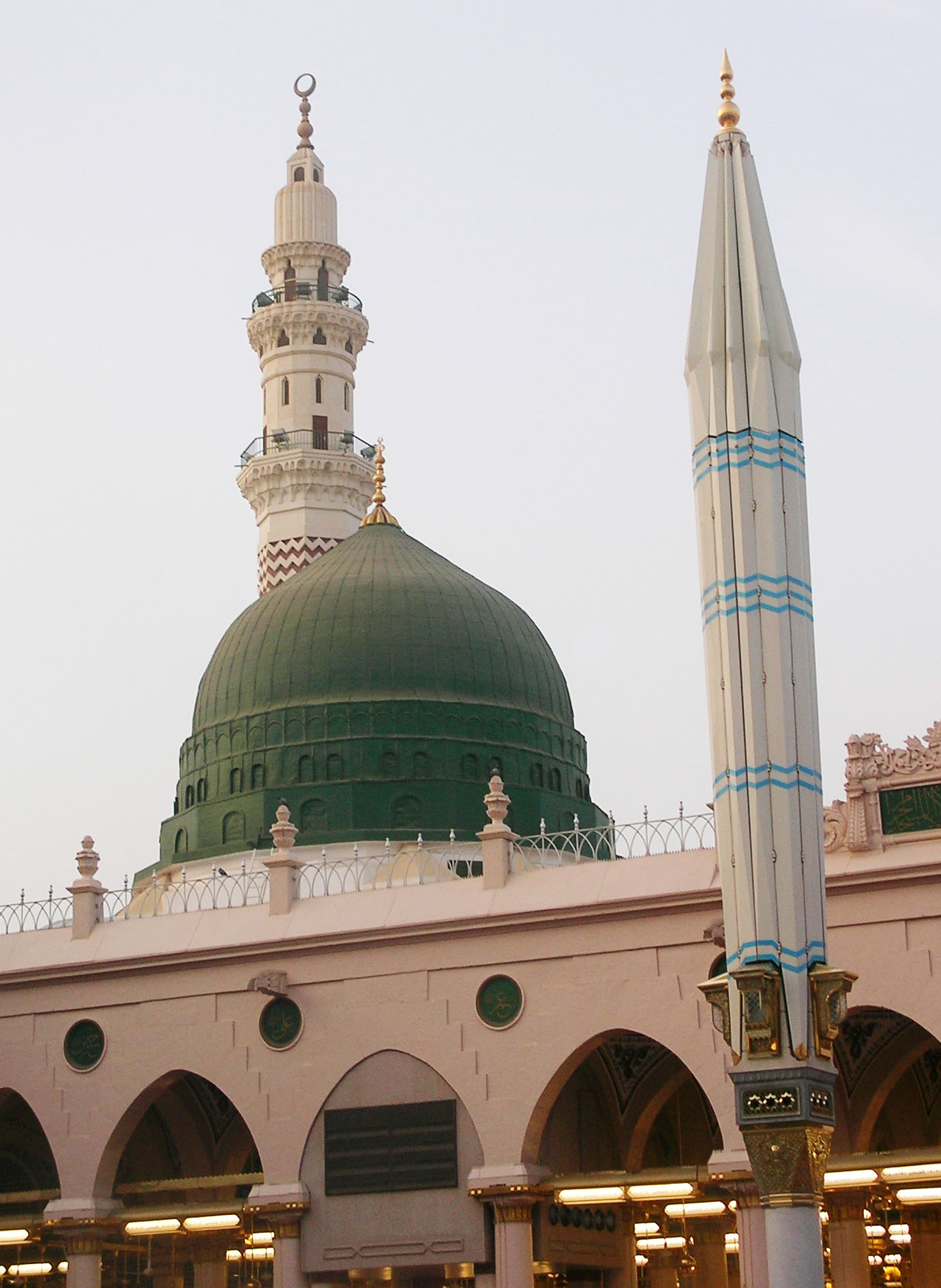
القبة الخضراء كما تظهر من داخل المسجد النبوي

مجسم للمقصورة النبوية، ويظهر فيها الجدار المخمّس، والقبة الخضراء، والقبة الداخلية

يُوجد قبتان مبنيّتان على الحجرة النبوية، الأولى قبّة صغيرة بُنيت تحت سقف المسجد، وقد بناها السلطان قايتباي بدلاً من السقف الخشبي الذي كان موجوداً، والثانية قبّة كبيرة خضراء اللون تظهر على سطح المسجد، وقد بناها السلطان قلاوون الصالحي، وأعاد السلطان قايتباي بناءها.
القبة الأولى: القبة الخضراء الخارجية
كان سطح المسجد الذي فوق الحجرة النبوية محاطاً بسور من آجر بارتفاع 0.9 متر تقريباً، تمييزاً لها عن بقية سطح المسجد، وفي سنة 678 هـ أمر السلطان قلاوون الصالحي ببناء قبّة على الحجرة النبوية، فعُملت قبة مربعة من الأسفل مثمّنة من الأعلى بأخشاب أُقيمت على رؤوس السواري المحيطة بالحجرة النبوية، وكان حول هذه القبة بالسّطح الأعلى ألواح رصاص مفروشة فيما قرب منها، ويحيط بها سور من خشب جُعل مكان السور القديم. تم تجديد هذه الألواح الخشبية سنة 765 هـ.
وفي عهد السلطان قايتباي، وعندما احترقت القبة أثناء الحريق الثاني سنة 886 هـ، أمر بتبديل القبة الخشبية بأخرى من آجر، وأن يؤسس لها دعائم عظام بأرض المسجد فأحدث دعامتين عن يمين مثلث الحجرة ويساره. ثم بعد مدة ظهرت شقوق في أعلى القبة، فأمر بهدم أعالي القبة وإعادة بناءها من جديد بدلاً من الترميم، وذلك عام 892 هـ. وفي عهد السلطان محمود بن عبد الحميد خان، حدث تشقق آخر في أعلى القبة، فأمر بتجديدها، فهدم أعلاها وأعاد بناءها، بعد أن جعلوا حاجزاً من خشب بينها وبين القبة اَلسُّفْلَى بحيث لا يسقط شيء من الهدم. وكان ذلك سنة 1233 هـ. ثم في سنة 1253 هـ أمر السلطان محمود بصبغها باللون الأخضر، وكان لونها قبل ذلك أَزْرَقَ، فصارت تُسمّى بـ «القبة الخضراء»، بعد أن كانت تُعرف بـ «القبة البيضاء» و«القبة الزرقاء» و«القبة الفيحاء». وفي نهاية القرن الثالث عشر الهجري، سقط شباك من شبابيك القبة الكبيرة من الجهة الشرقية إلى جوف الحجرة النبوية، بعد أن هبّت ريح شديدة، فأُعيد تعميرها سنة 1297 هـ.
أما الشباك الذي في القبة فهو موازي للشباك الذي في القبة الداخلية ويقع فوق القبر الشريف. وكان خدم الحرم يفتحونه يوم صلاة الاستسقاء، فقد روى ابن حجر العسقلاني أنه: «قحط أهل المدينة قحطاً شديداً فشكوا إلى عائشة، فقالت: انظروا قبر النبي فاجعلوا منه كوّى إلى السماء حتى لا يكون بينه وبين السماء سقف. ففعلوا فَمُطِروا مطراً حتى نبت العشب وسمنت الإبل حتى تفتقت من الشحم فسُمي «عام الفتق»».
تعرّضت القبة إلى انتقاد بعض أتباع الحركة الوهابية، فدعوا إلى هدمها وإخراج قبر النبي من المسجد، قال مقبل بن هادي الوادعي (أحد شيوخ الوهابية): «وبعد هذا لا أخالك تردد في أنه يجب على المسلمين إعادة المسجد النبوي كما كان في عصر النبوة من الجهة الشرقية، حتى لا يكون القبر داخلا في المسجد، وأنه يجب عليهم إزالة تلك القبة التي أصبح كثير من القبوريين يحتجون بها. فجدير بنا معشر المسلمين أن نعمد إلى تلك القباب المشيدة على القبور فنجتثها من على الأرض».
القبة الثانية: قبة الحجرة الداخلية
عندما أنهى السلطان قايتباي ترميماته للمسجد سنة 881 هـ الموافق 1477، قبل الحريق الثاني قام باستبدال السقف الخشبي للحجرة النبوية بقبة صغيرة تحت سقف المسجد، فقام متولي العمارة برفع سقف المسجد، وعقدوا طاقاً على شكل قوس من الجهة الشرقية حتى يتأتى لهم الشكل المربع لتقوم عليها القبة، فعقدوا القبة على جهة الغربية بأحجار منحوتة من الحجر الأسود وكمّلوها من الحجر الأبيض، ونصبوا بأعلاها هلالاً من نحاس، وهو قريب من سقف المسجد الأول فإن القبة المذكورة تحته، وبيّضوا القبة وجميع جدرانها من خارجها بالجص. وكانت ارتفاع القبة من أرض الحجرة إلى بداية الهلال نحو 9 أمتار، وتم الانتهاء منها في شوال 881 هـ. ويوجد في أعلى هذه القبة كوّة (فتحة) صغيرة على مستوى قبر النبي محمد في الجهة الجنوبية، وعليها شبكة من السلك الخفيف تمنع سقوط الطيور فيها، ويوجد على مستواها كوّة أخرى في القبة الخضراء.

### محاولات سرقة جسد النبي محمد وأبي بكر وعمر
روت كتب التاريخ الإسلامي خمس محاولات لسرقة القبور الثلاثة والمدفونة في الحجرة النبوية، وهي:
1. المحاولة الأولى: وذلك في بداية القرن الخامس الهجري، بإشارة من الحاكم العبيدي «الحاكم بأمر الله»، وعلى يد أبو الفتوح، وذلك بنقله إلى مصر. وانتهت بريح أُرسِلت كادت تزلزل الأرض من قوّتها، فعَرَف أبو الفتوح بأنه كان على خطأ فرجع إلى مصر تائباً.[97]
2. المحاولة الثانية: وذلك أيضاً بإشارة من الحاكم العبيدي «الحاكم بأمر الله»، إذ أرسل ناساً فسكنوا بدارٍ قربَ المسجد النبوي، وحفروا تحت الأرض ليصلوا إلى القبر، فاكتشف النّاس أمرَهم فقتلوهم.[98]
3. المحاولة الثالثة: والتي خطط لها بعض ملوك النصارى، ونفذها اثنان من النصارى المغاربة سنة 557 هـ في عهد السلطان نور الدين زنكي. وتذكر كتب التاريخ أن السلطان نور الدين زنكي رأى في نومه النبي محمد يخبره بأمر الرجلين، فقدم المدينة المنورة، فاكتشف أمرهما وكانا يحفران سرداباً يصل إلى الحجرة، فأمر بهما فقُتلا.[98] بعد ذلك أمر نور الدين زنكي ببناء خندق رصاصي متين حول القبور الثلاثة منعاً لأيّ محاولة سرقة.
4. المحاولة الرابعة: وذلك سنة 578 هـ، حيث كان مجموعة من الروم من نصارى الشام قد وصلوا البحر الأحمر وقتلوا عدد من المسلمين، عازمين على التوجّه للمدينة المنورة وإخراج جسد النبي محمد من القبر، حتى إذا كانوا قرب المدينة أدركهم قوم من مصر فقتلوا منهم وأسروا من بقي.[99]
5. المحاولة الخامسة: وذلك في منتصف القرن السابع الهجري، عندما حاول 40 رجلاً من حلب من سوريا إخراج جسد أبي بكر وعمر بن الخطاب، وذلك بعد أن بذلوا لأمير المدينة المنورة الأموالَ الكثيرةَ، وطلبوا منه أن يمكّنهم من فتح الحجرة. فلما اقتربوا من الحجرة النبوية، ابتلعتهم الأرض.[100]

## معالم أخرى في المسجد
| منبر النبي محمد قال عنه النبي محمد: «ما بين بيتي ومنبري روضة من رياض الجنة ومنبري على حوضي». وكان النبي محمد يخطب أولاً إلى جذع نخلة ثم صُنع له المنبر فصار يخطب عليه، روى البخاري في صحيحه عن جابر: «أن النبي صلى الله عليه وسلّم كان يقوم يوم الجمعة إلى شجرة أو نخلة فقالت امرأة من الأنصار أو رجل: يا رسول الله ألا نجعل لك منبراً؟ قال: إن شئتم. فجعلوا له منبراً، فلما كان يوم الجمعة دفع إلى المنبر فصاحت النخلة صياح الصبي، ثم نزل النبي صلى الله عليه وسلّم فضمَّه إليه يئِنُّ أنين الصبي الذي يُسَكَّن قال: كانت تبكي على ما كانت تسمع من الذكر عندها». وأقيم بعد الجذع مكانه أسطوانة تعرف بالإسطوانة المخلّقة أي: المطيبة. ولحرمة هذا المنبر جعل النبي محمد إثم من حلف عنده -كاذباً- عظيماً، حيث قال: «لا يحلف عند هذا المنبر عبد ولا أمة على يمين آثمة ولو على سواك رطب إلا وجب له النار».                                           |
| الروضة وهي موضع في المسجد النبوي واقع بين المنبر وحجرة النبي محمد، ومن فضلها عند المسلمين ما رواه البخاري في صحيحه عن أبي هريرة: «أن النبي صلى الله عليه وسلّم قال: ما بين بيتي ومنبري روضة من رياض الجنة ومنبري على حوضي». وطولها من المنبر إلى الحجرة حوالي 26.5 متراً، وهي الآن محددة بسجاد أخضر اللون مختلف عن بقية سجاد المسجد. |
| الصفة أو دكة الأغوات بعدما حُوِّلت القبلة إلى الكعبة أمر النبي محمد بعمل سقف على الحائط الشمالي الذي صار مؤخر المسجد، وقد أعد هذا المكان لنزول الغرباء فيه ممن لا مأوى له ولا أهل وإليه يُنسب أهل الصفة من الصحابة ومن أشهرهم أبو هريرة. وكان جُل عمل أهل الصفة تعلّم القرآن والأحكام الشرعية من رسول الإسلام أو ممن يأمره رسول الإسلام بذلك، فإذا جاءت غزوة، خرج القادر منهم للجهاد فيها. واتفقت معظم الأقوال على أن ما يقرب من أربعمائة صحابي تواردوا على الصّفة، في قرابة 9 أعوام، يقول أبو هريرة: «لقد رأيت معي في الصفة ما يزيد على ثلاثمائة، ثم رأيت بعد ذلك كل واحد منهم واليًا أو أميرًا، والنبي صلى الله عليه وسلّم قال لهم ذلك حين مر بهم يوماً ورأى ما هم عليه». |
| بئر حاء وهو أحد آبار المدينة المنورة، كان يملكها الصحابي أبو طلحة الأنصاري، وعندما نزلت الآية ﴿لن تنالوا البر حتى تنفقوا مما تحبون﴾، تصدّق بها أبو طلحة، وكان النبي محمد يستعذب ماءها، وهي تقع الآن داخل المسجد النبوي من الجهة الشمالية بالقرب من باب الملك فهد. |
| خوخة أبي بكر والخوخة هي باب صغير، وأصلها الفتحة في الحائط. وقد كانت خوخة أبي بكر غربي المسجد قرب المنبر. ولما أدخل عمر بن الخطاب دار أبي بكر في المسجد، جعل الخوخة في محاذاة مكانها الأول. وفي العمارة المجيدية، كان هذا الباب (الخوخة) يفتح على مستودع، وقد فُتح مكانه باب الصدّيق أثناء العمارة السعودية الأولى، وهو بثلاث فتحات متلاصقة، والفتحة الجنوبية هي خوخة أبي بكر. |
| مكتبة المسجد النبوي أُسست مكتبة المسجد النبوي عام 1352 هـ الموافق 1933 باقتراح من مدير الأوقاف في المدينة المنورة آنذاك السيد عبيد مدني، وكان أول مدير لها هو السيد أحمد ياسين الخياري. وبالمكتبة بعض الكتب التي يعود تاريخ وقفها على المسجد النبوي قبل تاريخ إنشاء المكتبة، مثل مكتبة الشيخ محمد العزيز الوزير التي أوقفت عام 1320 هـ، وهي من الكتب التي أدخلت في المكتبة بعد تأسيسها، وكانت هناك كتب في الروضة الشريفة على بعضها تاريخ متقدم عن تاريخ تأسيس المكتبة. وقد ذكر صاحب كتاب «خزائن الكتب العربية» أن مكتبة المسجد النبوي الشريف تكونت قبل حريق المسجد النبوي في 13 رمضان عام 886 هـ، حيث احترقت خزائن المصاحف والكتب في ذلك الحريق، وكانت تضم الخزائن كتباً نفيسة ومصاحف عظيمة. وموقع المكتبة حالياً داخل المسجد النبوي الشريف حيث يسمح لجميع زوار المسجد النبوي الشريف بالاستفادة من المكتبة والخدمات المقدمة فيها. |
| دكّة المؤذنين وتُسمّى بـ «المكبرية» وهي المقصورة التي يقف عليها المؤذن حالياً، وتقع شمالي المنبر، وهي عبارة عن دكة عالية مربعة رخامية قائمة على أعمدة. وكان وجود هذه الدكة منذ عهد السلطان قايتباي، وقد تم توسعتها سنة 1982. |
| البقيع وهي المقبرة الرئيسة لأهل المدينة المنورة منذ عهد النبي محمد، وتقع في مواجهة القسم الجنوبي الشرقي من سور المسجد النبوي، وتبلغ مساحته الحالية 180,000 متر مربع. ويضم رفات الآلاف من أهل المدينة ومن توفي فيها من المجاورين والزائرين أو نقل جثمانهم على مدى العصور الماضية، وفي مقدمتهم الصحابة، إذ يُروى أن عشرة آلاف صحابي قد دُفنوا فيه، منهم عثمان بن عفان ثالث الخلفاء الراشدين ومعظم أمهات المؤمنين زوجات النبي محمد، وابنته فاطمة الزهراء، وابنه إبراهيم، وعمه العباس، وعمته صفية، وحفيده الحسن بن علي، وكذلك علي بن الحسين ومحمد الباقر وجعفر الصادق. |

## أئمة المسجد النبوي
أئمة جمع «إمام»، وهو الذي يُقتدى به في الصلاة، ونظراً لأهمية الصلاة عند المسلمين فقد اعتبرها الفقهاء من الوظائف التي يجب على حاكم الدولة إقامتها، خاصة في المساجد الكبيرة. وأئمة المسجد النبوي والحرم المكي لهم مكانة خاصة تنطلق من مكانة المسجدين عند المسلمين.

### في عهد النبي محمد
في عهد النبي محمد كان هو الإمام للمسجد، ولم يؤمّ النّاس في المسجد النبوي أحد غيره، إلا ما حدث حين مرضه حيث أمر أن يؤمّ الناس أبو بكر الصديق. أما في حالة غزواته، فقد كان النبي محمد يستخلف عبد الله بن أم مكتوم (المؤذن في عهد النبي محمد) على المدينة يصلّي بالناس في المسجد، وذلك في عامّة غزواته (13 غزوة).

### في عهد الخلفاء الراشدين
في عهد الخلفاء الراشدين، كانت من مهام كل خليفة القيام بدور الإمام في الصلاة، أما في حالة سفره أو مرضه، فكان يوكل من ينيبه. وفي عهد عمر بن الخطاب جمع الناس في صلاة التراويح بالمسجد النبوي على إمام واحد وهو أبي بن كعب، بعد أن كان الصحابة يصلّونها فرادى. وعندما طُعن عمر بن الخطاب جعل على الصلاة صهيباً الرومي، حتى ينتهي مجلس الشورى من اختيار خليفة. وعندما حوصر عثمان بن عفان، أمر سهل بن حنيف بإمامة الناس في الصلاة. وعندما تولى الخلافة علي بن أبي طالب، خرج من المدينة المنورة إلى الكوفة، بعد أن جعل عليها سهل بن حنيف أميراً وإماماً.

### في العهد الأموي
وفي العهد الأموي، كانت وظيفة الإمام تُوكل إلى أمراء المدينة المنورة ومكة. وفي عهد يزيد بن معاوية (64 هـ-73 هـ الموافق 683-692)، سيطر عبد الله بن الزبير على مكة، وأمّ الناس بها، ثم سيطر على المدينة المنورة، وجعل واليها من عنده، فكان عامله هو من يؤم الناس في المسجد النبوي. وكان من أشهر الأئمة في العهد الأموي، إمام المسجد النبوي التابعي سعيد بن المسيب المخزومي، الذي كان من أعلم أهل زمانه، وكان يسمى فقيه الفقهاء.

### في عهد العباسيين
وفي عهد الدولة العباسية، تأثّر وضع الأئمة بالأدوار التي مرّت بها؛ فخلال عهود الخلفاء الأقوياء لم تشر المصادر لأي تأثيرات سياسية أو مذهبية في أمر الأئمة، لكن هذه الحقبة تخللتها ثورات ضد العباسيين، خاصة من قبل العلويين، مثل ثورة محمد النفس الزكية سنة 145 هـ/ 762 م في عهد الخليفة المنصور، إذ تمكن خلالها النفس الزكية من السيطرة على المدينة المنورة وسجن والي العباسيين عليها، ثم سيطر على منبر المدينة، لكن ثورته انتهت بالقضاء عليه وعودة المدينة إلى العباسيين. ويُمثل الإمام مالك بن أنس (إلى يُنسب المذهب المالكي) أبرز الأئمة الذين ظهروا خلال هذه الحقبة، وكانت له مواقف متشددة من سياسة بعض خلفاء العباسيين، كالمنصور. وعندما خضعت المدينة خلال العهد العباسي لحكم الدويلات المستقلة، كالطولونيين والأخشيديين، كانت سيطرتهم اسمية لا تتعدى ذكر اسمهم على المنابر مع العباسيين، ولم يتدخلوا في أمر الأئمة.
لكن عندما ظهر الفاطميون، تمكنوا من السيطرة على المدينة، حيث قاموا بطرد الوالي العباسي وأنزلت رايات العباسيين السوداء، ورفعوا مكانها الرايات البيضاء على الإمارة ومنائر الحرم، وحُوّلت الخطبة للفاطميين في مكة والمدينة فتأثر وضع الأئمة. وأبرز هذه التأثيرات كان يتمثل في تنامي المذهب الشيعي وازدياد نفوذه. ثمّ تمكن الأيوبيون من السيطرة على الحجاز والقضاء على الدولة الفاطمية سنة 563 هـ الموافق 1167، فعادت المدينة إلى العباسيين وأصبح اسم الأيوبيين يذكر في خطبة الجمعة مع الخليفة العباسي. ومن أبرز الأسر التي ظهر منها أئمة الصلاة بالمدينة في العهد الفاطمي فهي آل سنان، الأشراف الحسينيون.

### في عهد المماليك
في بداية عهد المماليك كان أئمة المسجد من آل سنان بن عبد الوهاب بن نميلة من الأشراف الحسينيين، من أتباع المذهب الشيعي، حكّام المدينة، ولم يكن لأهل السنة حينها خطيب ولا إمام. وكان أهل السنة يمتنعون عن الصلاة خلف الإمام الشيعي، حيث إنهم كانوا يصلّون خلف أئمتهم من أهل السنّة، مما جعل الدولة المملوكية تتدخل لأخذ الخطابة من آل سنان سنة 682 هـ الموافق 1283، وإسنادها إلى أهل السنّة، وبقيت الإمام بأيدي الأشراف الحسينيين. وفي عهد السلطان محمد بن قلاوون أضاف للإمام وظيفة القضاء. وكان يغلب على من يتولّى أمر الإمامة والخطابة والقضاء من أهل السنة في ذلك الوقت، أن يكون من أتباع المذهب الشافعي. وفي سنة 775 هـ الموافق 1373 ولي القاضي محب الدين بن أبي الفضل النويري قضاء المدينة والخطابة والإمامة في المسجد النبوي. وقد كانت جميع التعيينات التي تأتي إلى المسجد النبوي والمتعلقة بالإمامة، تأخذ طابع المراسيم التي تقرأ في جميع كبير من الناس خاصة في موسم الحج.
وكان اللباس الرسمي في العهد المملوكي لمن يلي الإمامة والخطابة السّواد، فالثوب أسود، والعمامة سوداء، والطيلسان (وشاح) أسود. كما أضاف المماليك على ما اشترطه الفقهاء في عموم الأئمة، ضمن شروط الإمامة بالمسجد النبوي، أن يكون الإمام على معرفة تامة بعلم القراءات وعلم الفرائض.

### في عهد العثمانيين
في العهد العثماني كان أئمة المسجد النبوي مستقلين عن الخطابة، لكن بعض الوجهاء بالمدينة تمكنوا من الجمع بينهما، واستحدث العثمانيون منصب نقيب الأئمة، وهو أقل مكانة من وظيفة شيخ الحرم. أما شيخ الخطباء فقد كان يشرف على الإمامة والخطابة، وكان يشترط لهذا المنصب أن يكون قد مارس العمل بهما وحصل على خبرة كافية. واهتم العثمانيون بالوظائف المتعلقة بالإمامة والخطابة في المسجد النبوي الشريف، كالمجمّر، والمرقى، والمبلغ، وحامل العلم، وفارش سجادة المحراب النبوي. وقدمت الدولة العثمانية رواتب مجزية للأئمة، خاصة في رمضان. ومما يلاحظ في التراتيب الإدارية المتعلقة بالأئمة في العهد العثماني، تميّز الأئمة الأحناف عن بقية المذاهب الأخرى؛ فكانوا الأكثر عدداً. أما أبرز العائلات التي ظهر منها أئمة وخطباء بالمدينة المنورة في العهد العثماني، فهم: أسرة الأركلي، وأسرة الأزهري، وأسرة البرزنجي، وأسرة الجامي، وأسرة الحجار، وأسرة الخياري، وأسرة السمهودي.

### في العهد السعودي

شعار «الرئاسة العامة لشؤون المسجد الحرام والمسجد النبوي»

في عهد الدولة السعودية الحديثة، بداية من الملك عبد العزيز آل سعود كان يقوم بالإمامة علماء من أهل البلاد أو من المجاورين بالحرمين من غير أهلها حيث كان اختيار الأئمة يتم بتزكية علماء الدولة للإمام. وقد أسس الملك عبد العزيز إدارة خاصة بالمسجد النبوي عام 1977، تحت اسم «إدارة الحرمين الشريفين»، ثم في عام 1986، عُدّل الاسم إلى «الرئاسة العامة لشؤون المسجد الحرام والمسجد النبوي». ومن أبرز المهام الموكلة لهذه الإدارة تعيين الأئمة ووضع الشروط المناسبة لذلك وتنظيم أمر الصلاة، وعمل جدول خاص لكل إمام، والفريضة التي يصليها، وعمل جدول خاص بالخطابة أيضاً، ويتم هذا الأمر بالتنسيق، على أن يكون لكل إمام بديل احتياط. ومعظم الأئمة في العهد السعودي كانوا يعملون في القضاء، وكان أول من تولى الإمامة في العهد السعودي بالمسجد النبوي هو الشيخ الحميد بردعان. وكان العديد ممن قاموا بإمامة الحرمين في بداية العهد السعودي من خارج البلاد السعودية، فمن مصر كان الشيخ محمد بن عبد الرزاق حمزة وكان إمام وخطيب المسجد النبوي بالمدينة.

## مؤذنو المسجد النبوي
ويبلغ عددهم 20 مؤذنا وهم:
- كامل بن صالح بن أحمد نجدي.
- مصطفى بن عثمان بن حسن النعمان.
- عبد المطلب بن صالح بن أحمد نجدي.
- عصام بن حسين بن عبد الغني بخاري.
- عبد الرحمن بن عبد الإله بن إبراهيم خاشقجي (شيخ المؤذنين).
- عمر بن يوسف بن محمد كمال.
- سامي بن محمد حسن ديولي.
- فيصل بن عبد الملك بن محمد سعيد نعمان.
- سعود بن عبد العزيز بن حسين بخاري.
- محمد بن ماجد بن حمزة حكيم.
- إياد بن أحمد بن عباس شكري.
- أشرف بن محمد بن حمزة عفيفي.
- أحمد بن محمد بن حمزة عفيفي.
- محمد بن مروان قصاص.
- عبد المجيد بن سلامة بن عودة السريحي.
- عمر بن نبيل بن حمزة سنبل.
- أحمد بن محمد صالح الأنصاري.
- حسن بن عبد الرحمن بن عبد الإله خاشقجي.
- أسامة بن إبراهيم الأخضر القيم.
- أنس بن نزيه الشريف.
- عادل بن عبد الرحمن كاتب.
- مهدي بن يوسف بري.
- عبد الله بن حطاب الحنيني.

## معرض صور

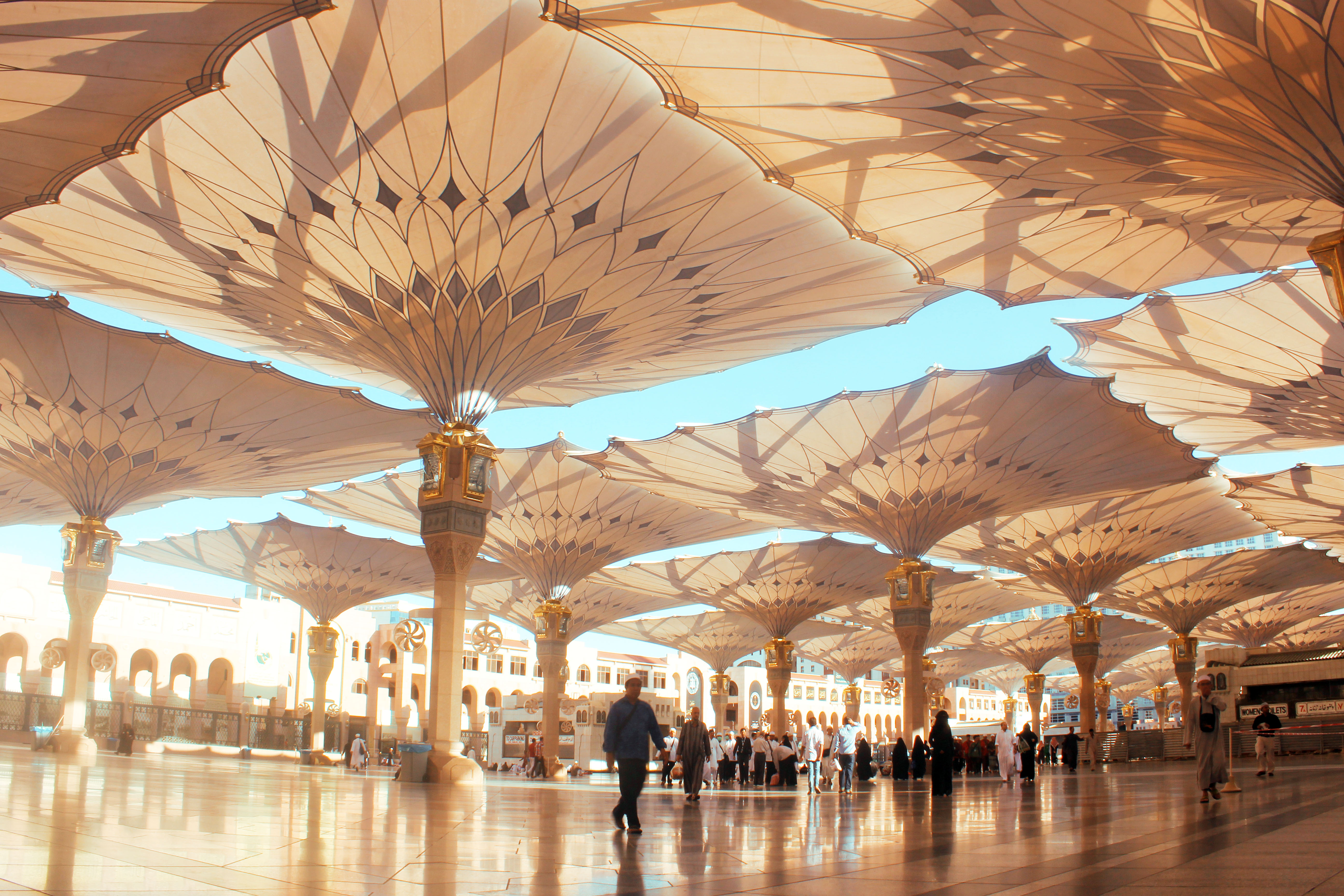
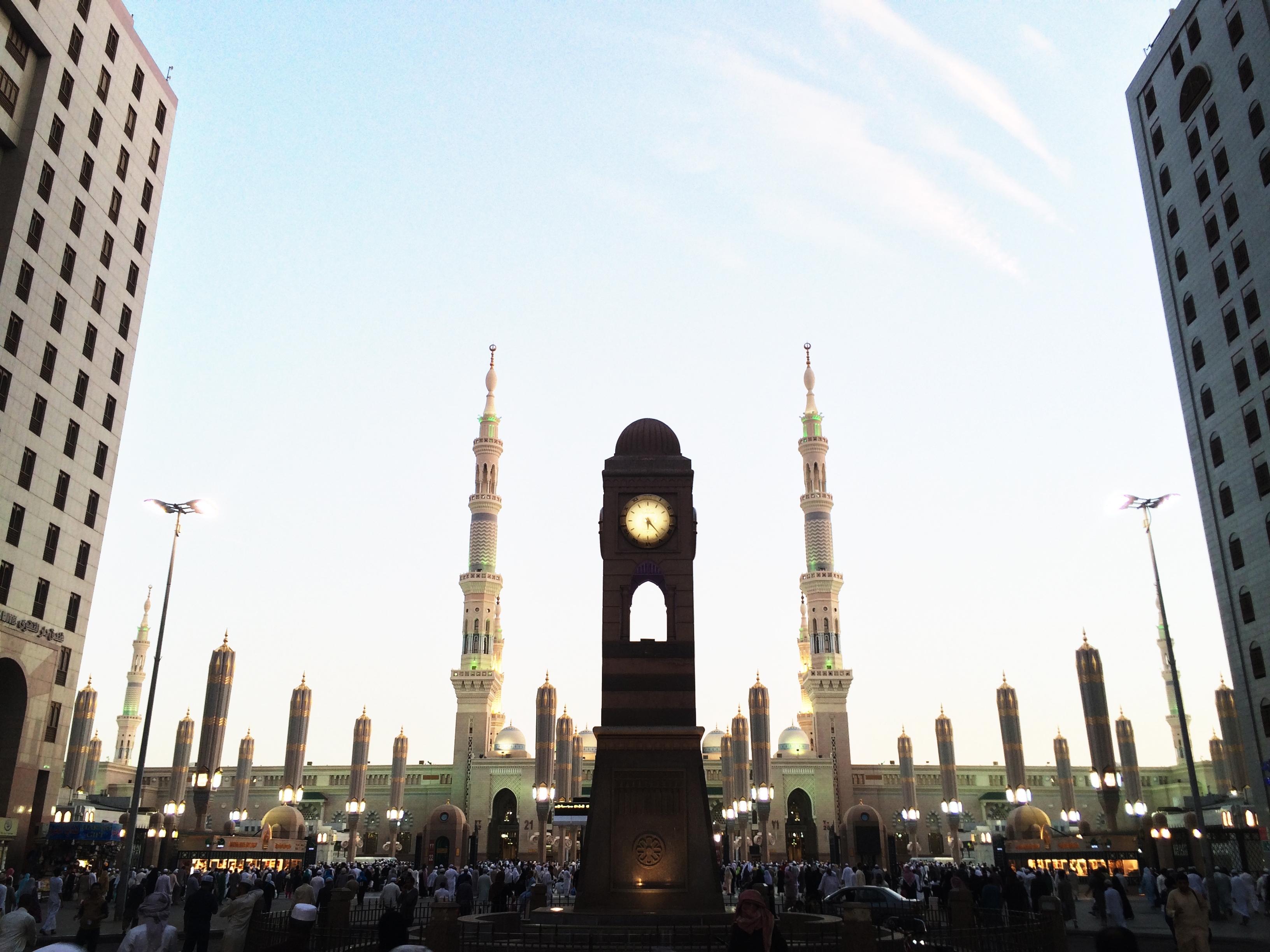
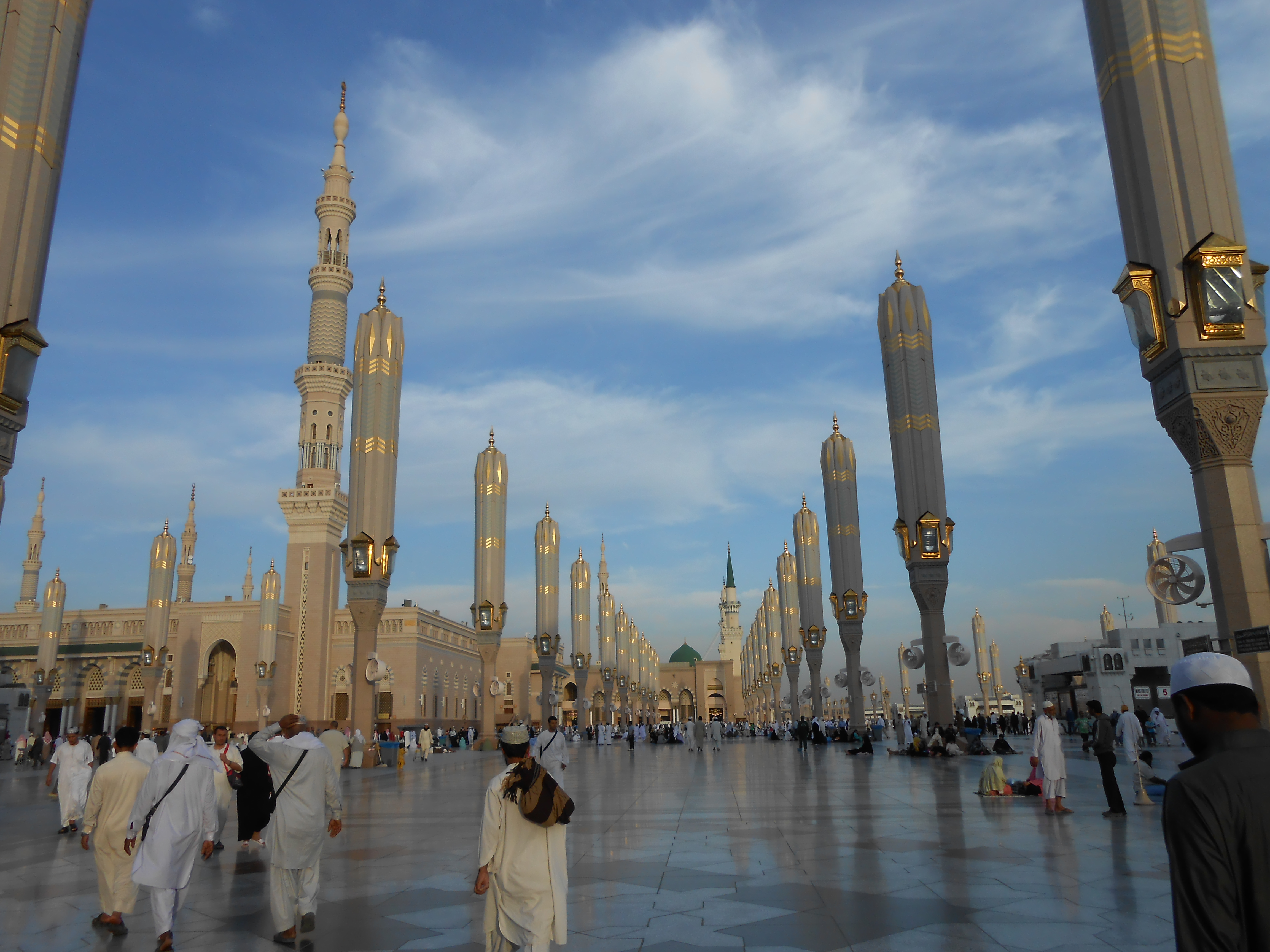
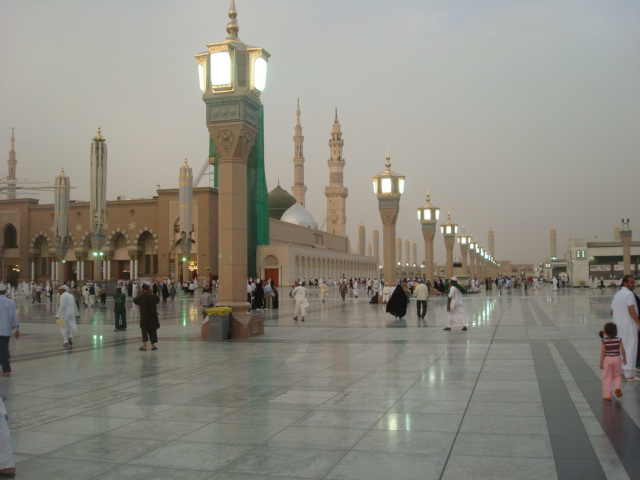
ساحات المسجد النبوي
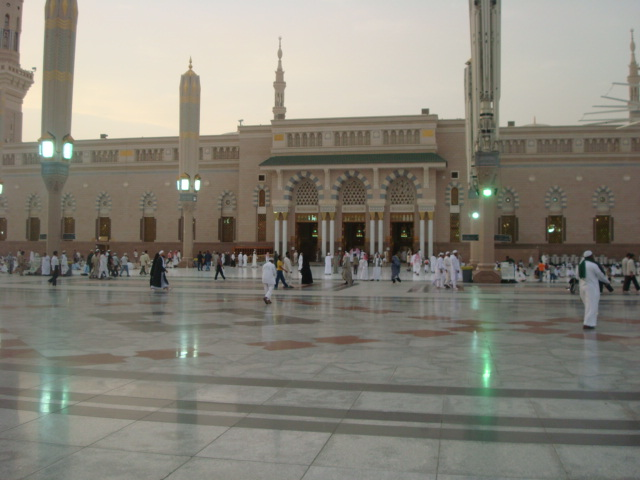
ساحات المسجد النبوي
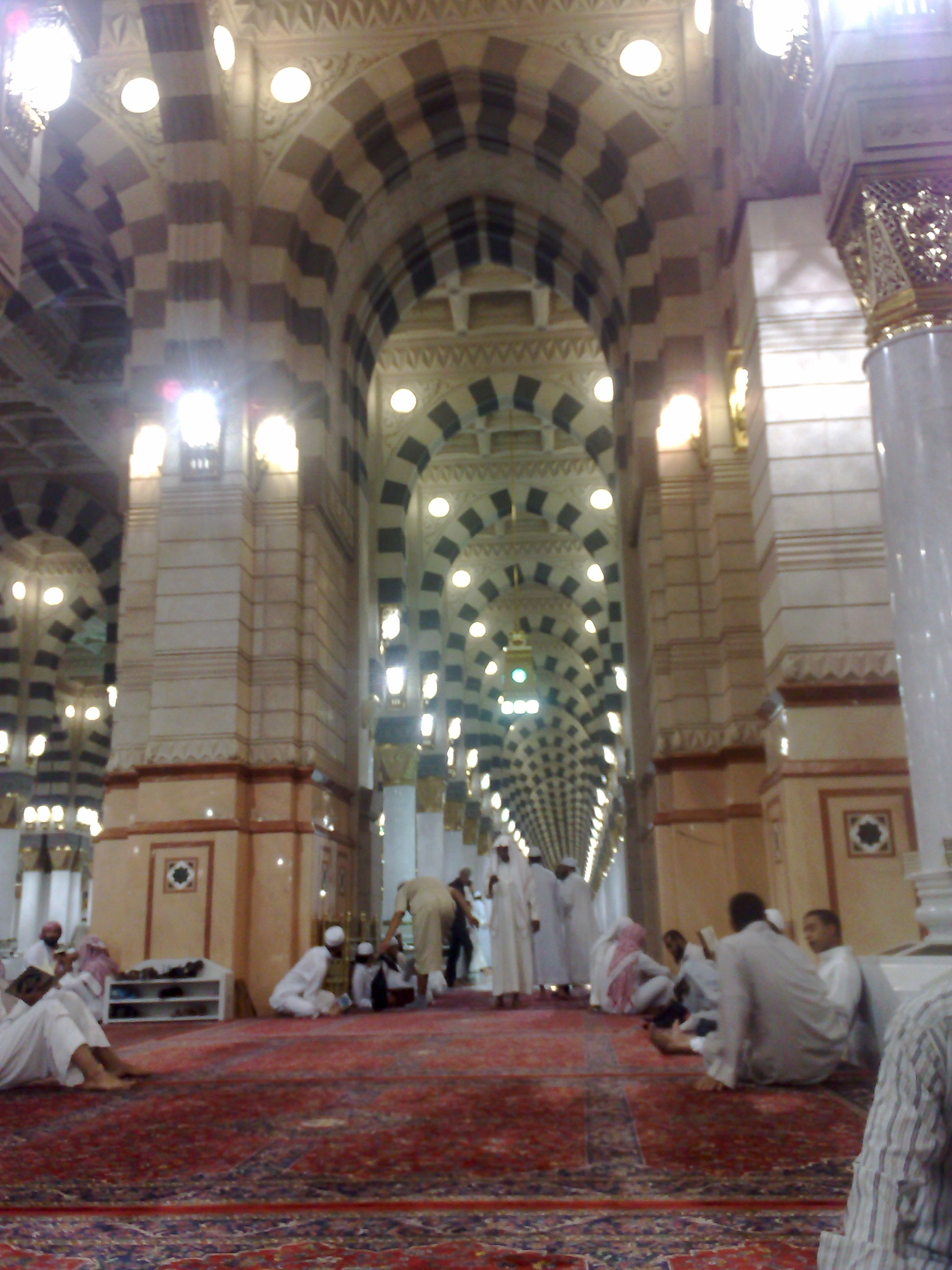
أروقة المسجد النبوي من الداخل
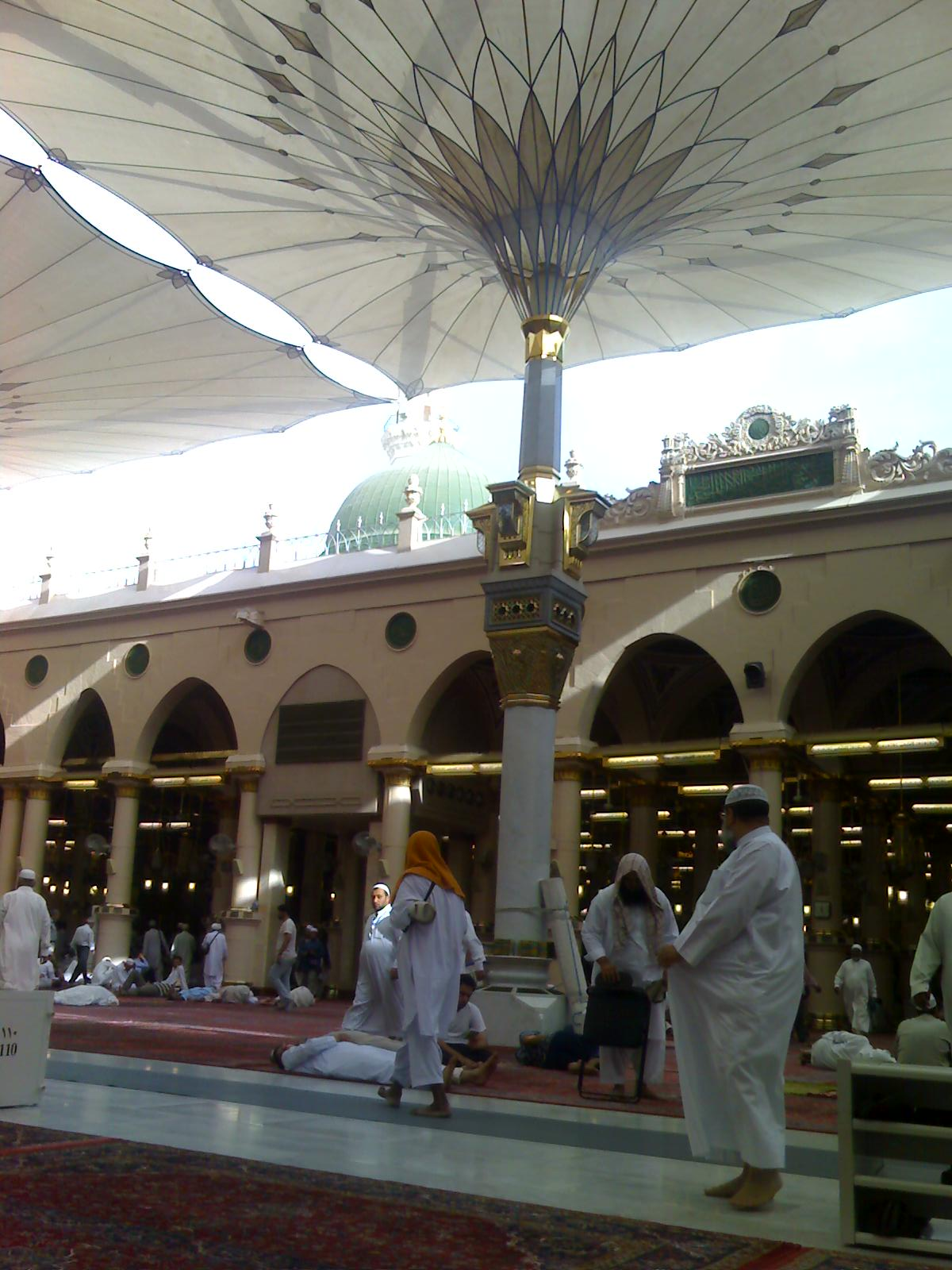
المظلة الداخلية للمسجد النبوي
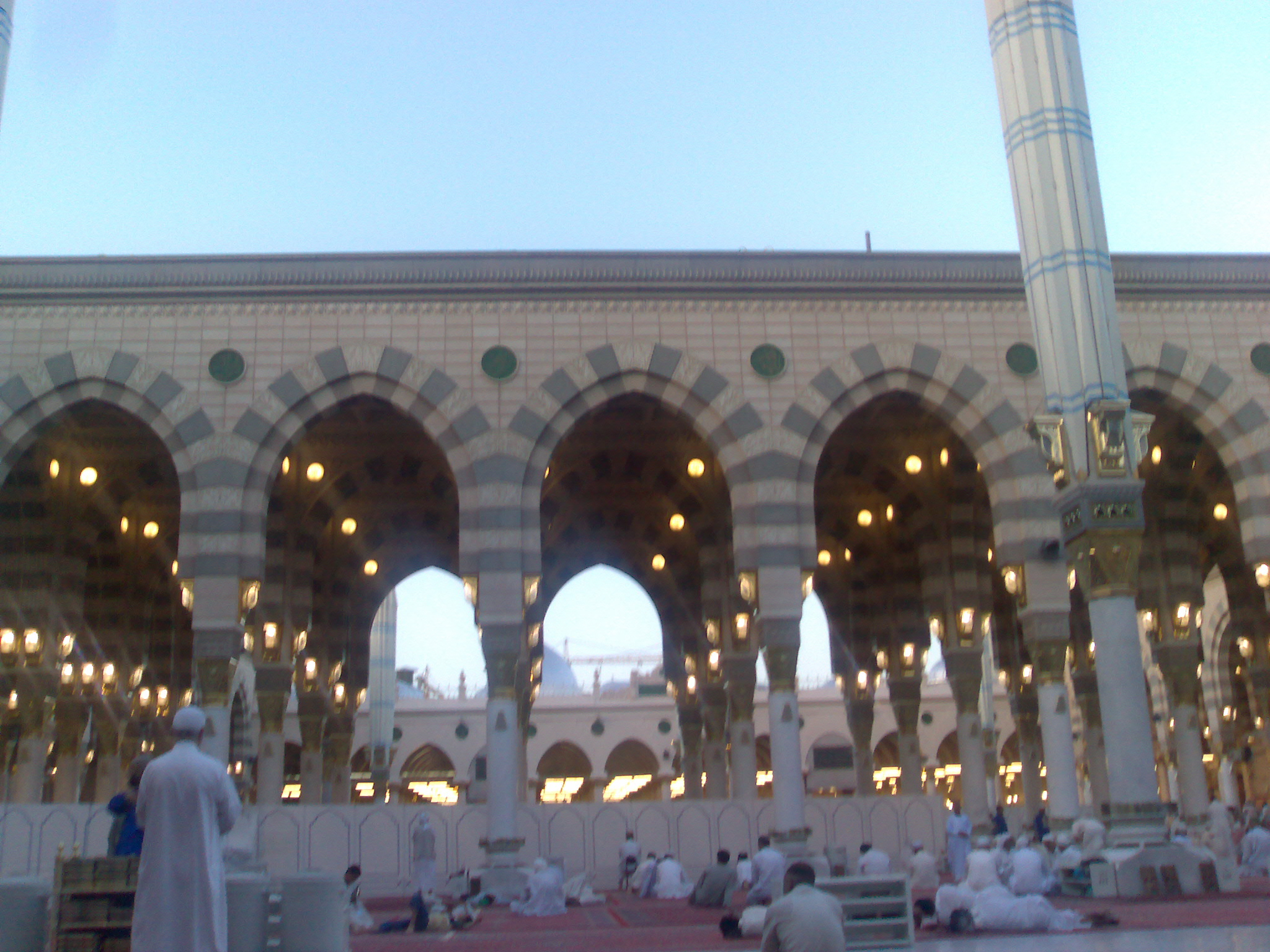
المسجد النبوي من الداخل
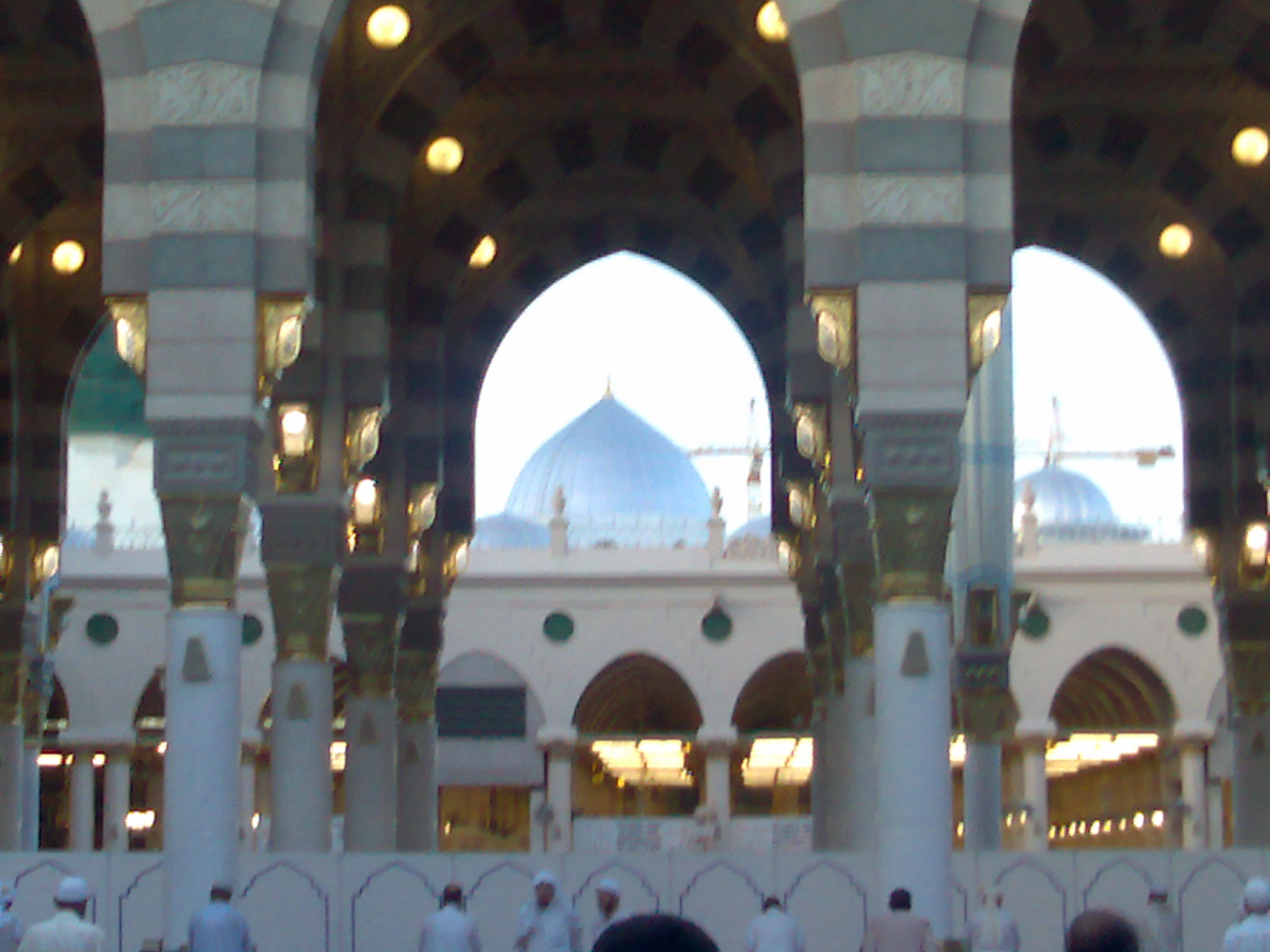
المسجد النبوي من الداخل
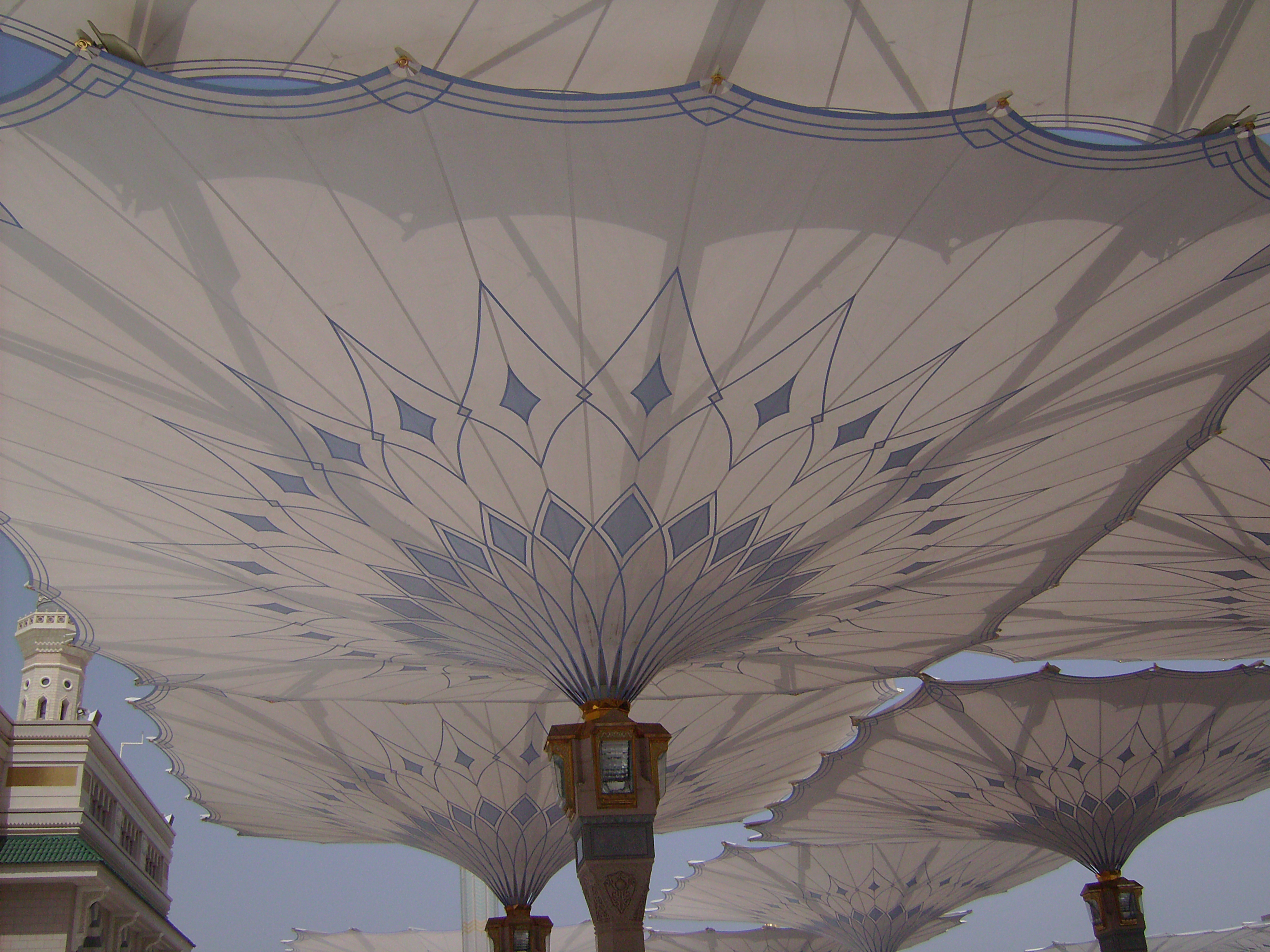
المظلات الخارجية الحديثة للمسجد النبوي
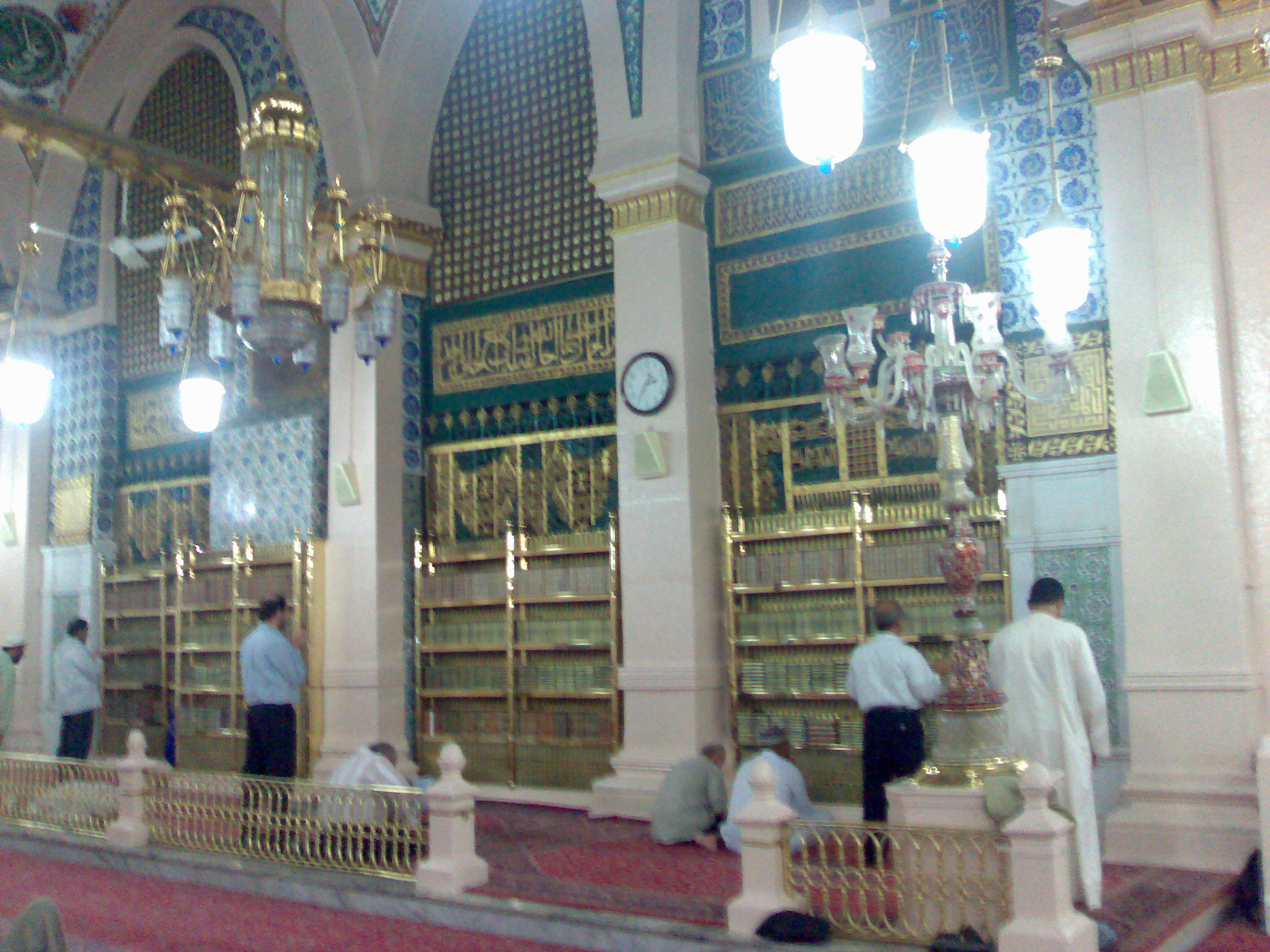
الجهة الشمالية للمقصورة النبوية (الحجرة النبوية)
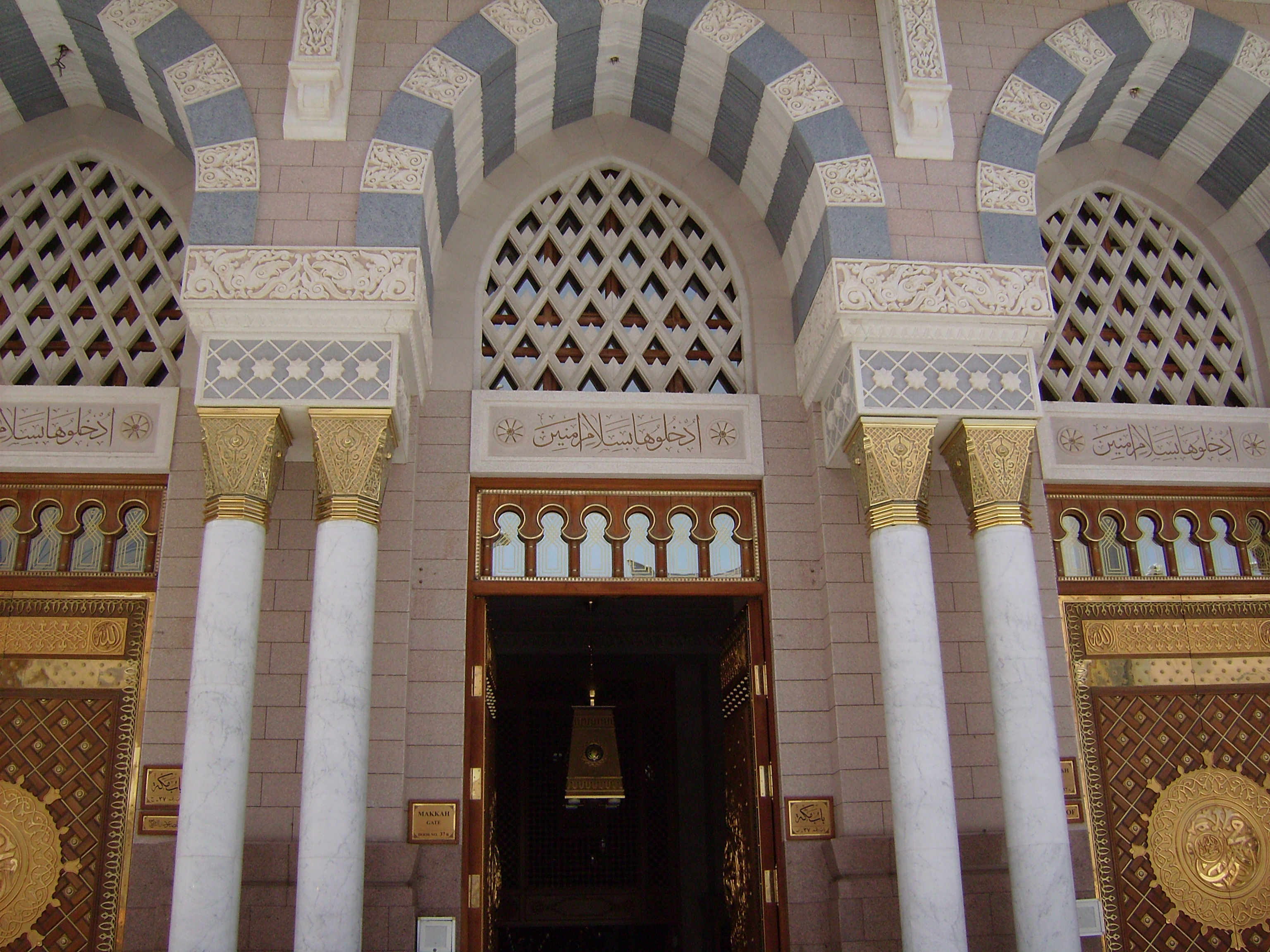
بوابات المسجد النبوي
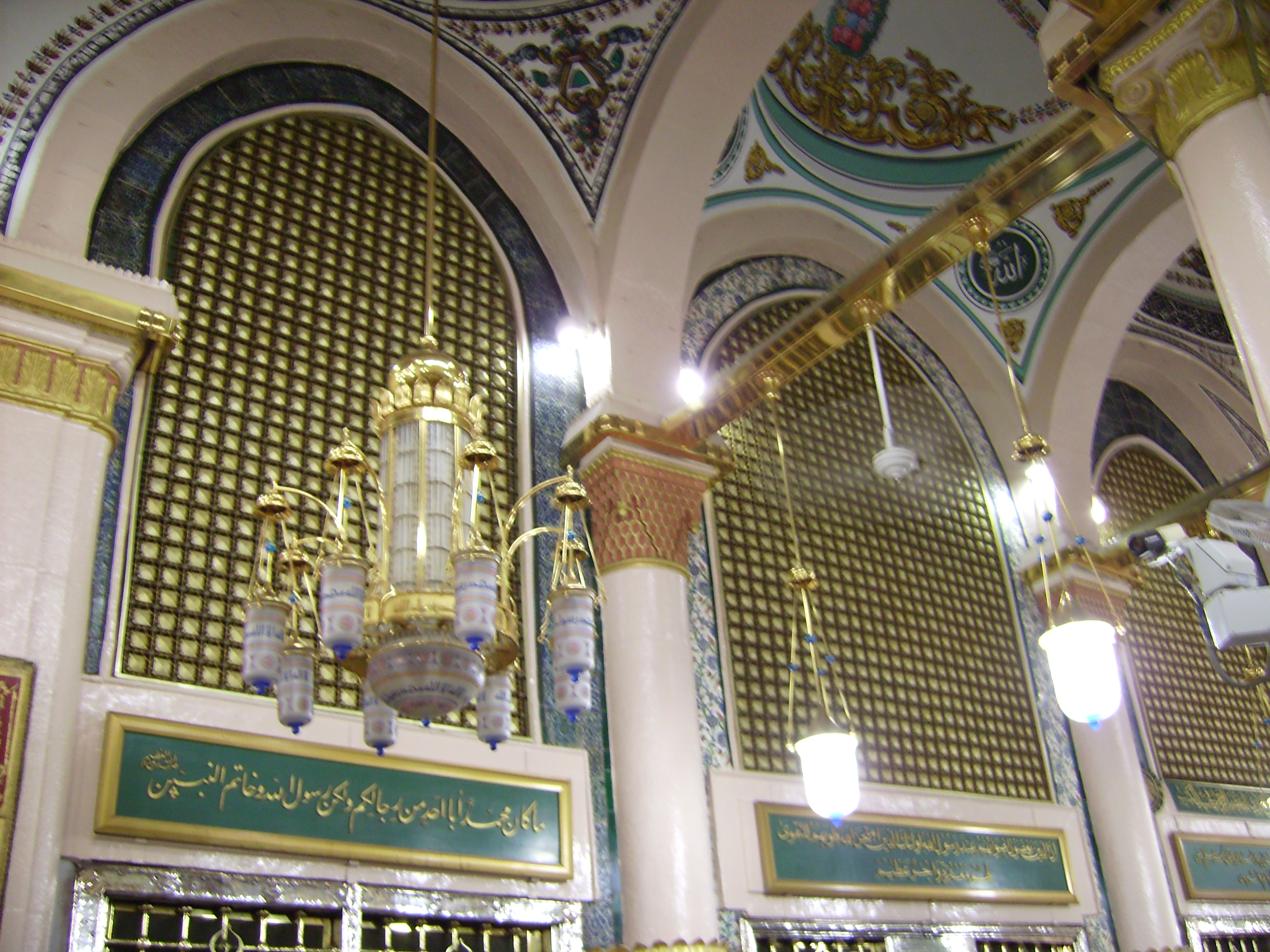
الجهة الجنوبية للمقصورة النبوية (الحجرة النبوية)
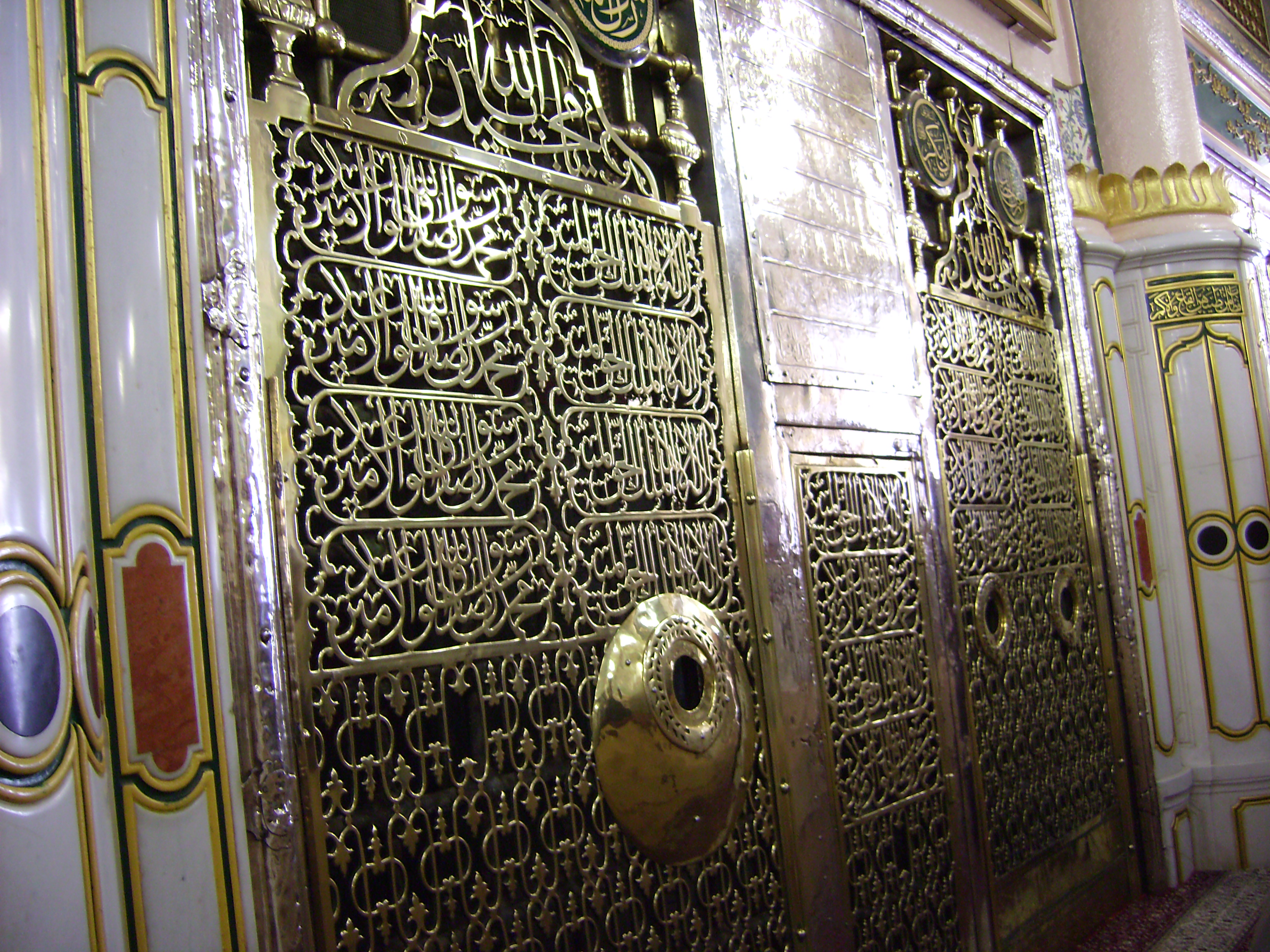
الجهة الجنوبية للمقصورة النبوية (الحجرة النبوية)
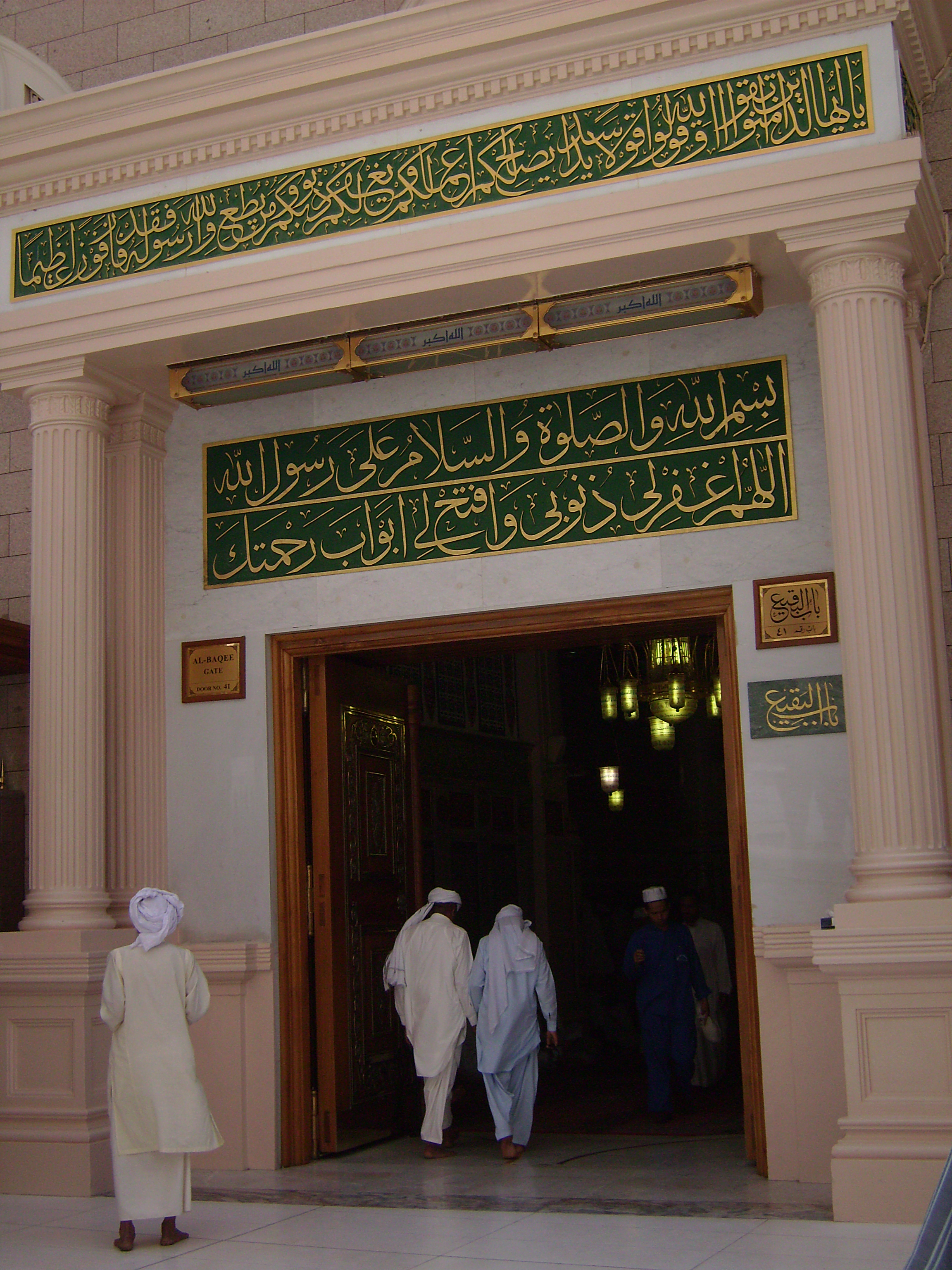
باب البقيع في المسجد النبوي
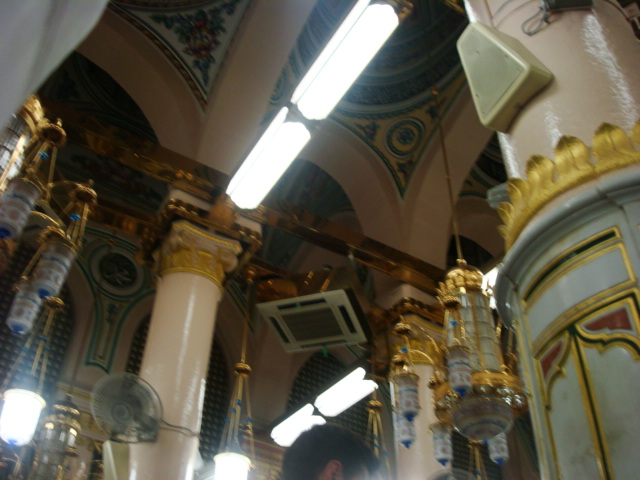
المسجد النبوي من الداخل (العمارة المجيدية)
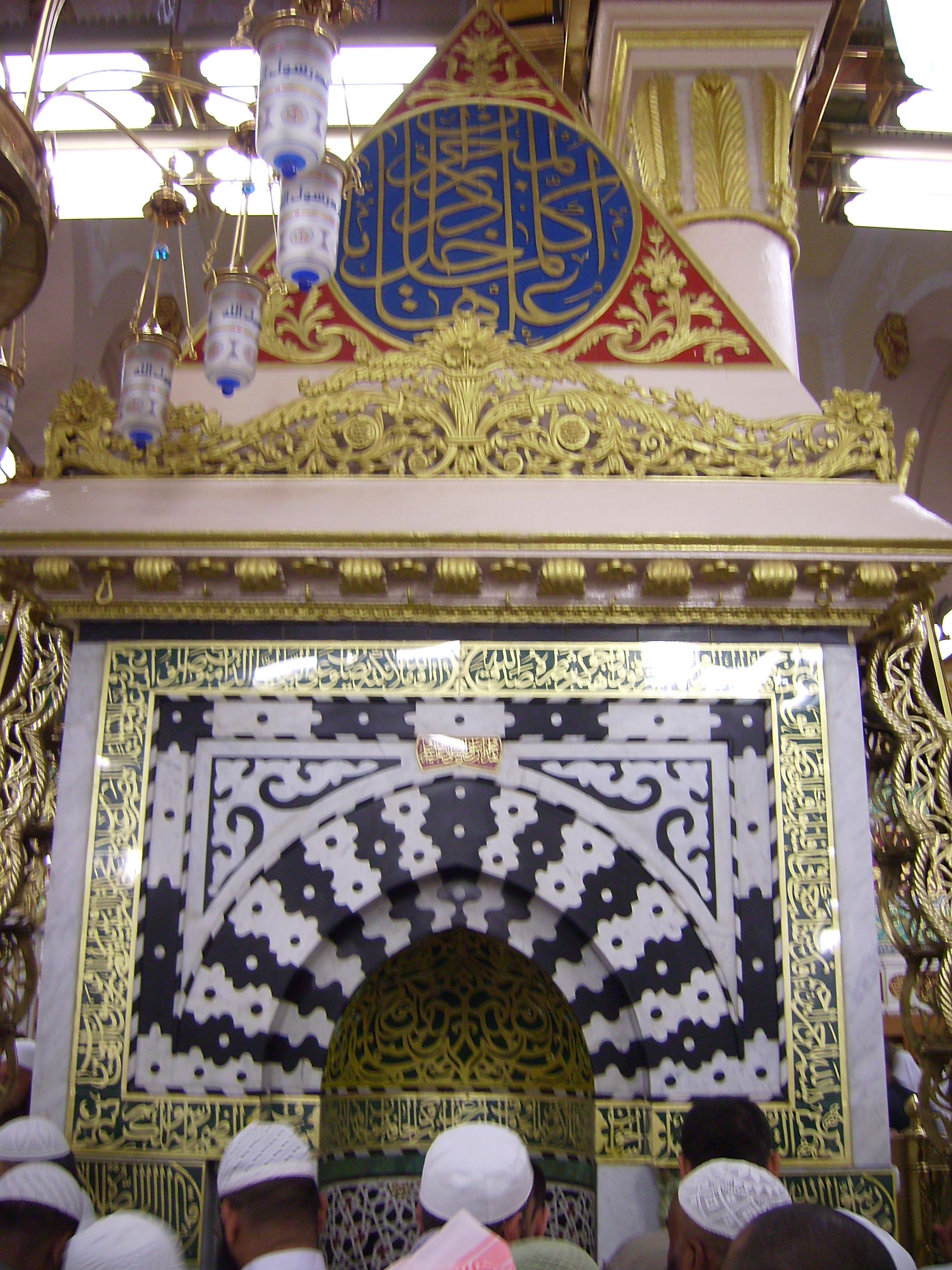
المحراب النبوي في المسجد النبوي
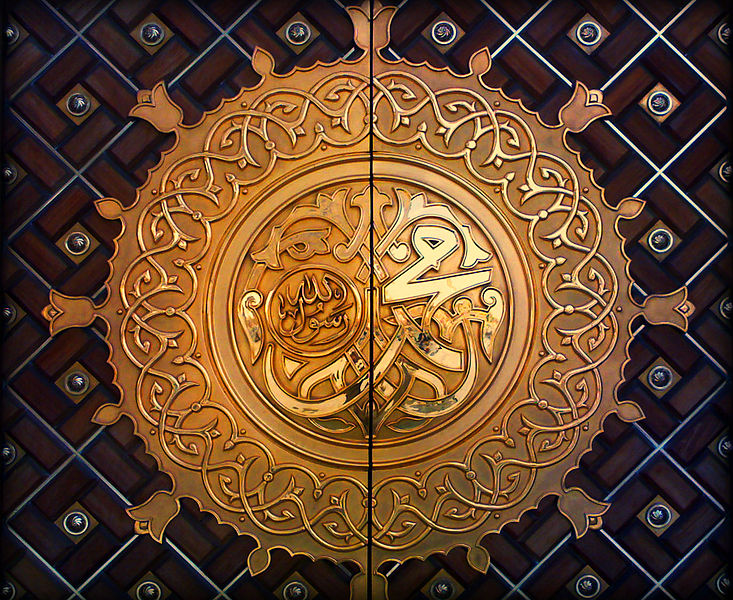
النقوشات الموجودة على أبواب المسجد النبوي
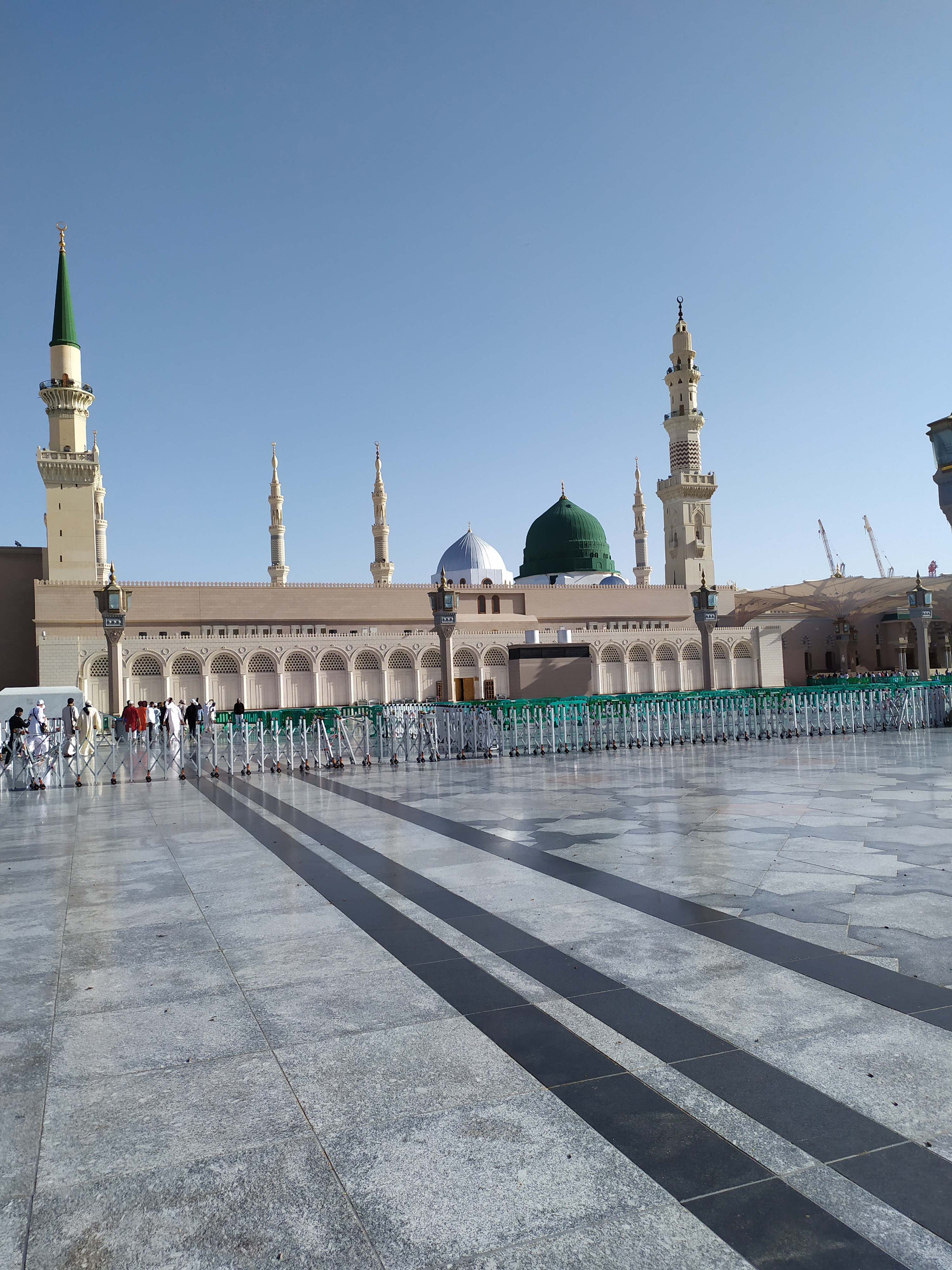
صورة تظهر جمال وروعة المسجد النبوي الشريف في المدينة المنورة
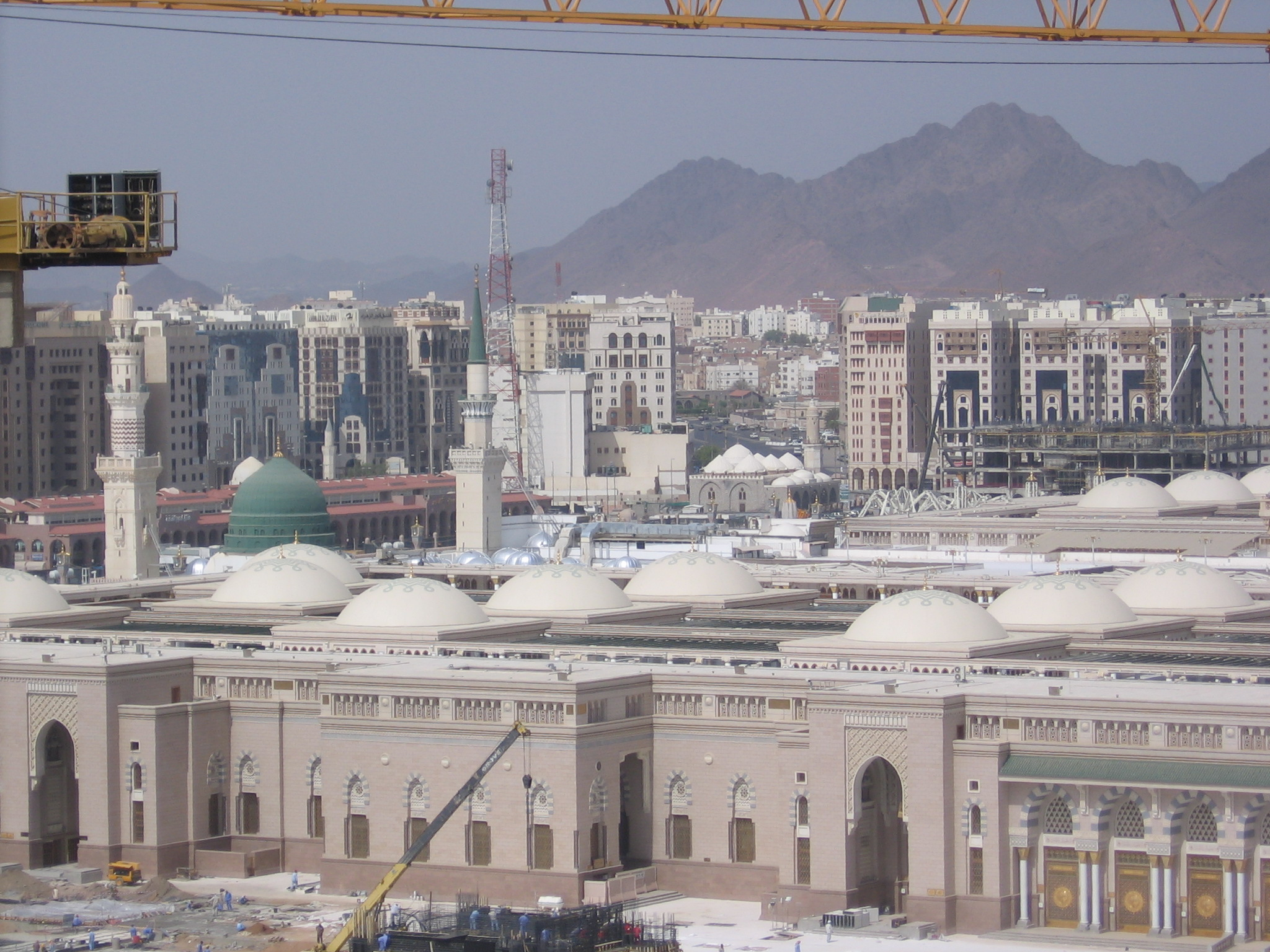
صورة لسقف المسجد النبوي الحديث، تظهر فيه القباب المتحركة
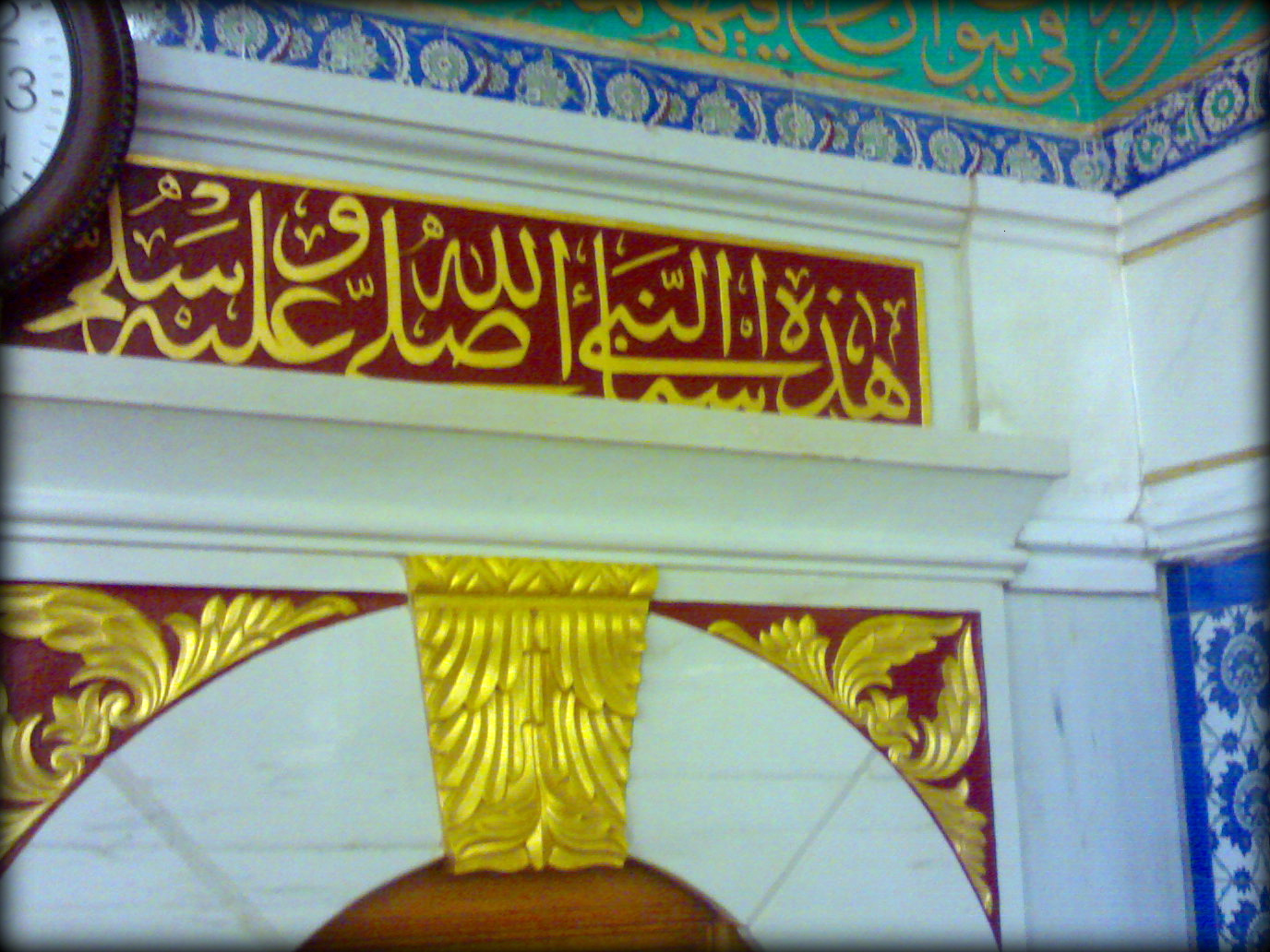
أسماء النبي محمد مرسومة على طول الجدار الجنوبي للمسجد
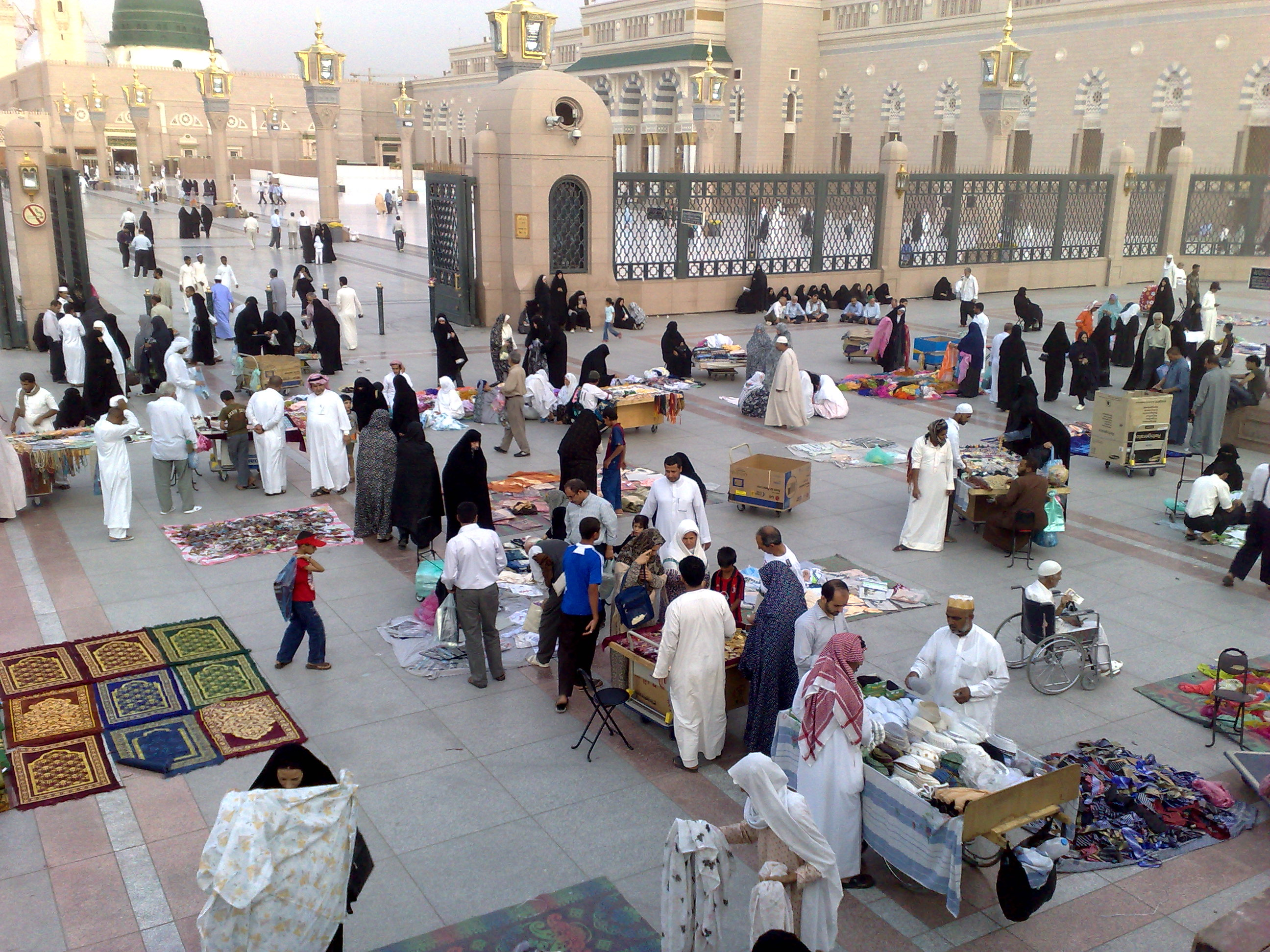
الباعة المتجولون يفترشون الأرض خارج أسوار المسجد النبوي عند مقبرة البقيع
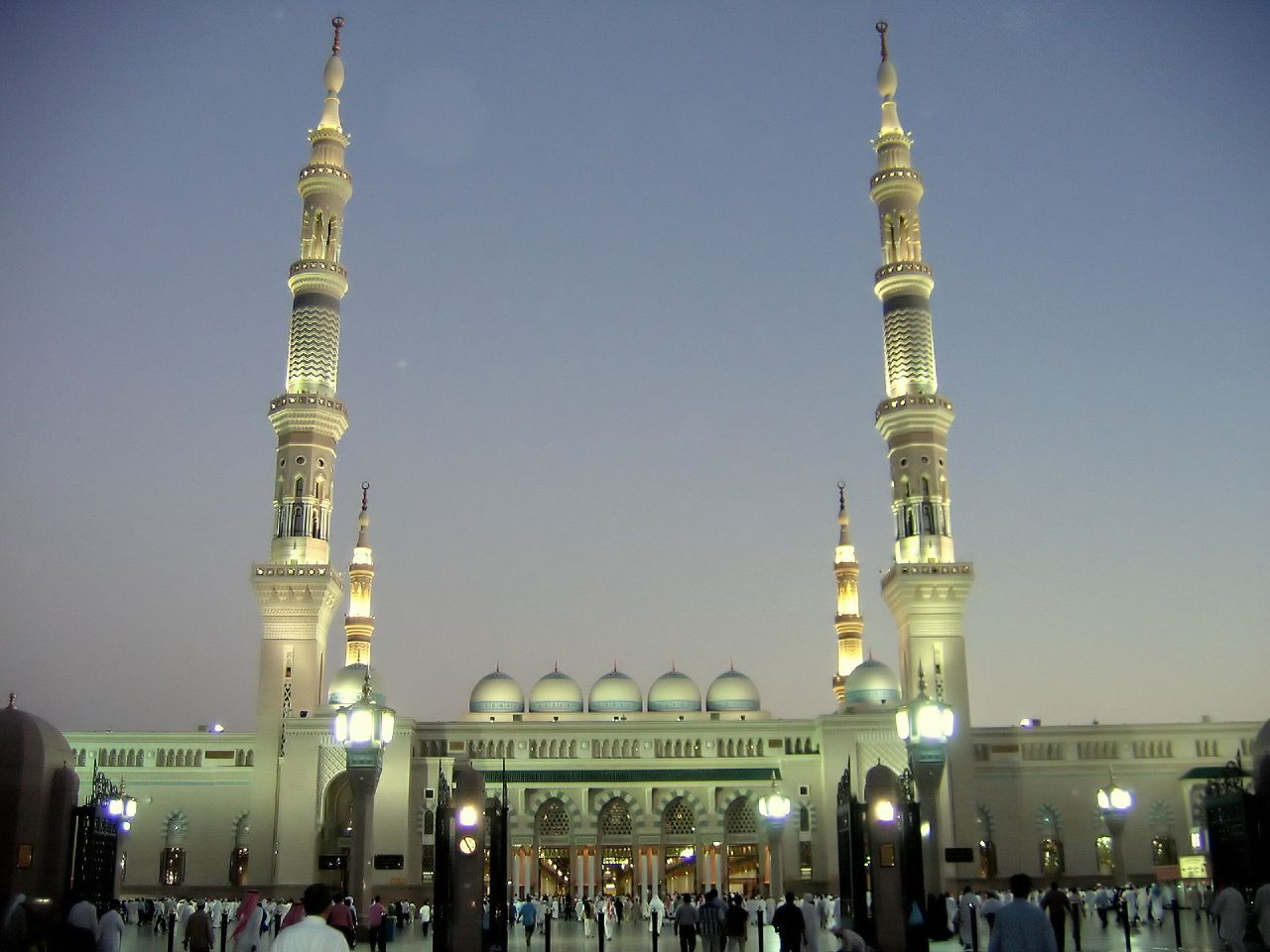
البوابات الشمالية للمسجد النبوي
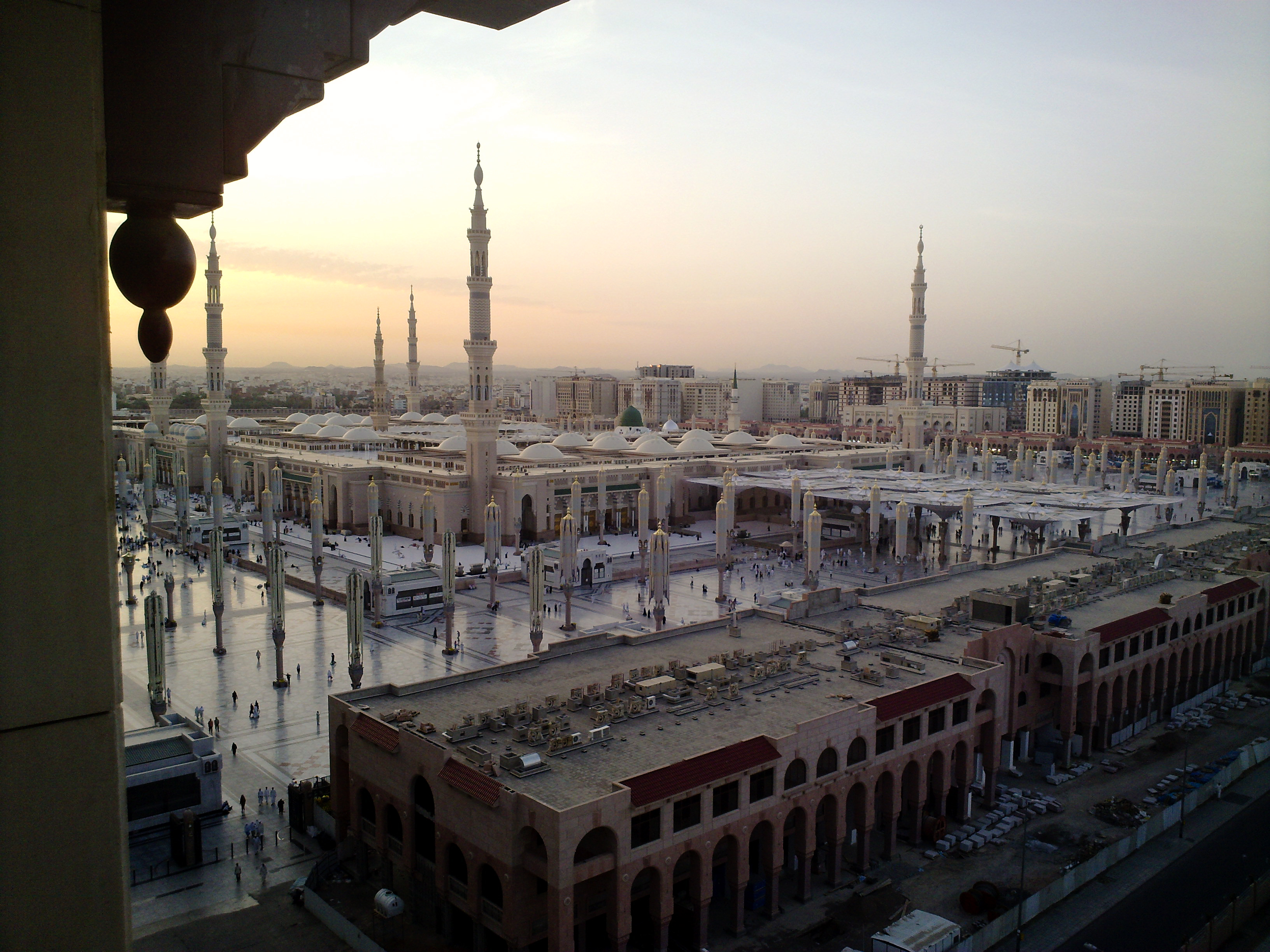
منظر عام للمسجد من الجهة الشمالية الغربية
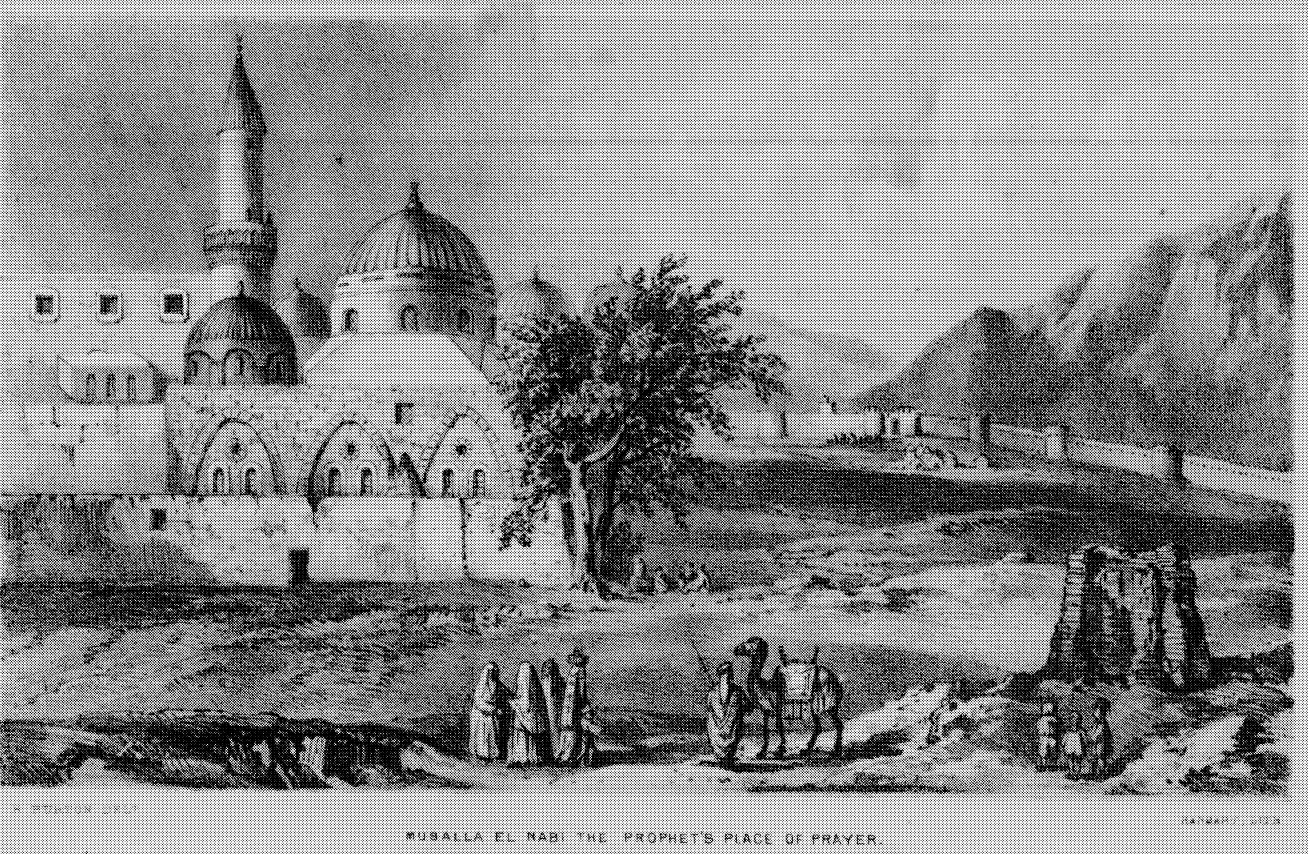
رسم للمسجد النبوي عام 1857
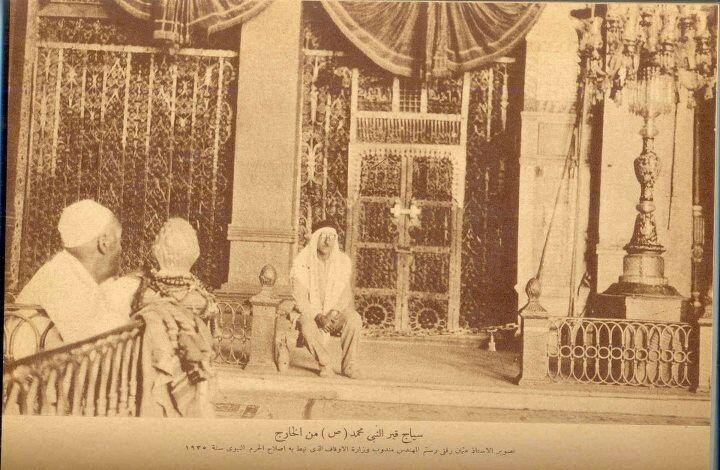
الجانب الغربي للحجرة النبوية، ويظهر باب عائشة، الصورة من عام 1935
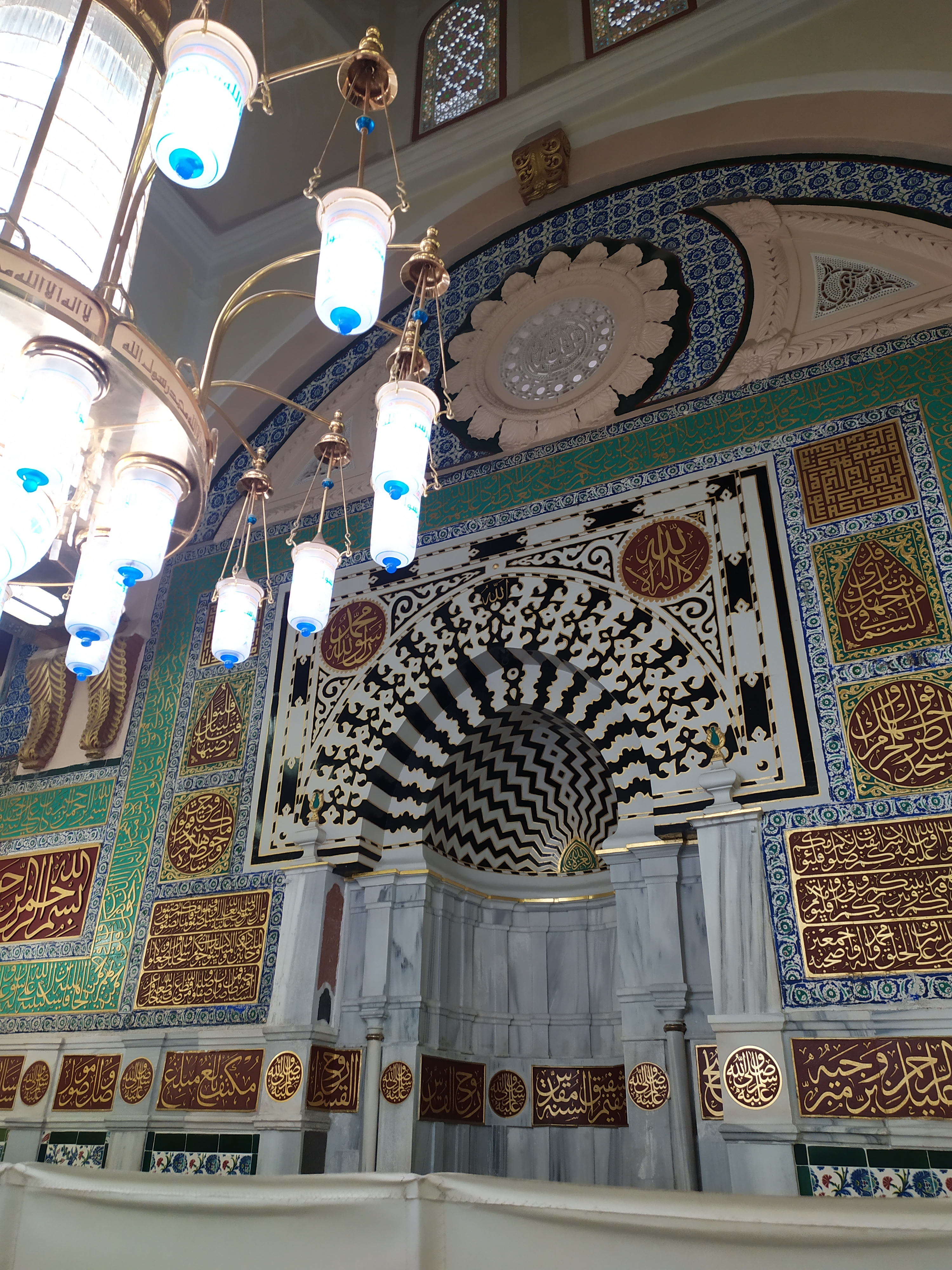
معالم في المسجد النبوي، المدينة المنورة

## وصلات خارجية
- وكالة الرئاسة العامة لشؤون المسجد النبوي
- البث المباشر من المسجد النبوي
- أماكن ثلاثية الأبعاد: جولة في المسجد النبوي
- جولة ثلاثية الأبعاد في مجسّم مطابق للواقع للحجرة النبوية والروضة الشريفة على يوتيوب